# Liste der Einheitslinienschiffe
In der Liste der Einheitslinienschiffe sind alle von den Seemächten von Anfang der 1890er-Jahre bis 1911 in Dienst gestellten Einheitslinienschiffe aufgeführt.
Einheitslinienschiffe, im Englischen als pre-dreadnought battleship bezeichnet, zeichneten sich durch Artilleriebewaffnung mit vergleichsweise wenig großkalibriger (2 bis 4 Geschütze von 24 bis 30,5 cm) und zahlreicher Mittelartillerie, starken Panzerschutz und Antrieb durch Dreifachexpansions-Kolbendampfmaschinen aus. Der Schiffstyp entwickelte sich um 1890 sukzessive aus den Panzerschiffen und wurde 1906 mit dem Erscheinen des ersten all-big-gun battleship, der Dreadnought, schlagartig obsolet. Als letzte Entwicklungsstufe der Einheitslinienschiffe entstanden zeitgleich und sogar noch nach der Dreadnought sogenannte Semi-Dreadnoughts, die zwischen Haupt- und Mittelartillerie Geschütze eines Zwischenkalibers von etwa 20,3 bis 25,4 cm führten.

## Liste der Schiffe

### Chile
Einheitslinienschiffe
- Constitución-Klasse
  - Constitución (1903) – 1903 unfertig an Großbritannien verkauft, in Swiftsure umbenannt
  - Libertad (1903) – 1903 unfertig an Großbritannien verkauft, in Triumph umbenannt

### Deutschland
Übergangsbauart zum Einheitslinienschiff
- Brandenburg-Klasse
  - Kurfürst Friedrich Wilhelm (1891) – 1910 an die Türkei verkauft, in Barbaros Hayreddin umbenannt
  - Brandenburg (1891)
  - Weißenburg (1891) – 1910 an die Türkei verkauft, in Torgud Reis umbenannt
  - Wörth (1892)

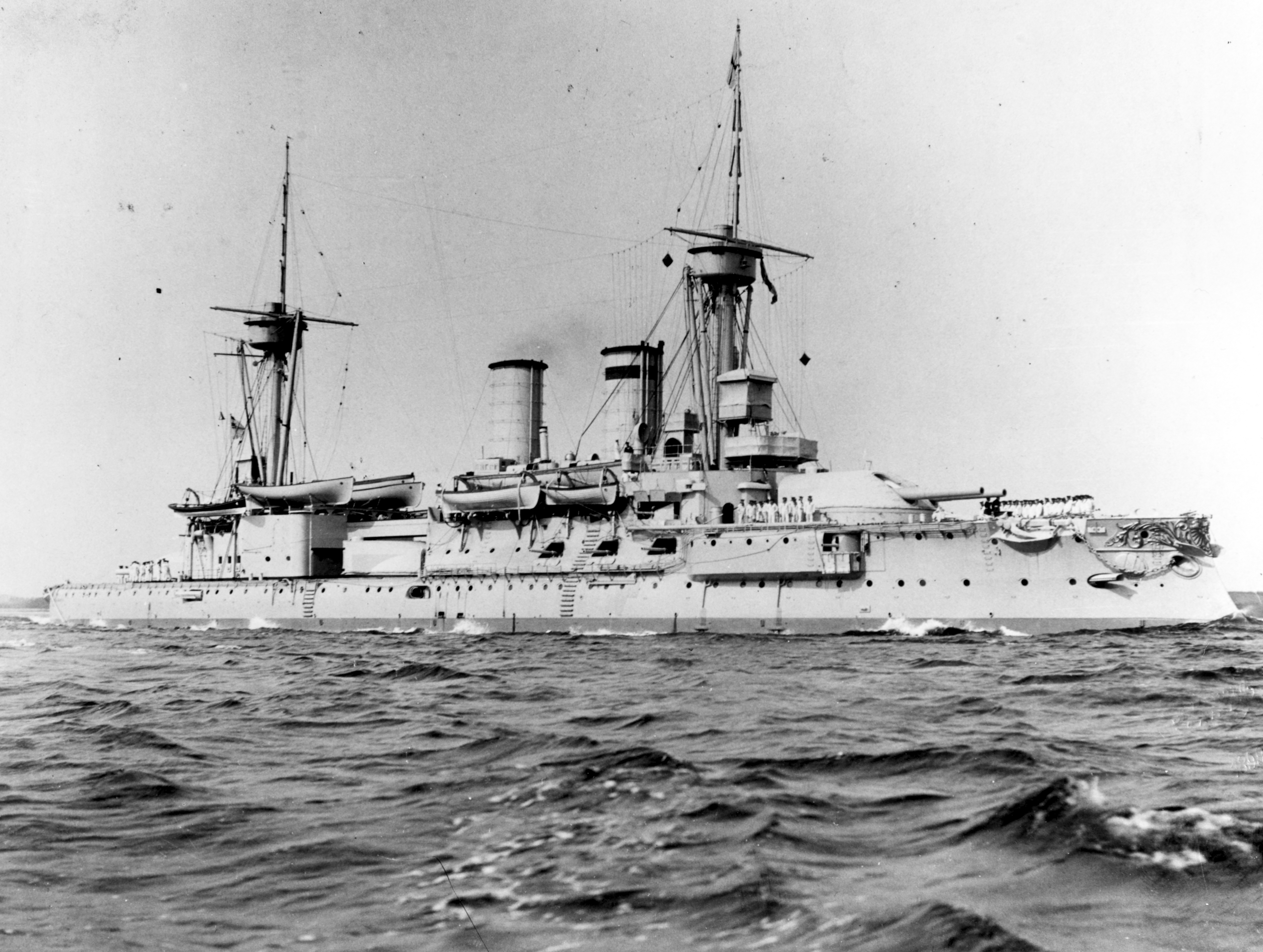
Kurfürst Friedrich Wilhelm
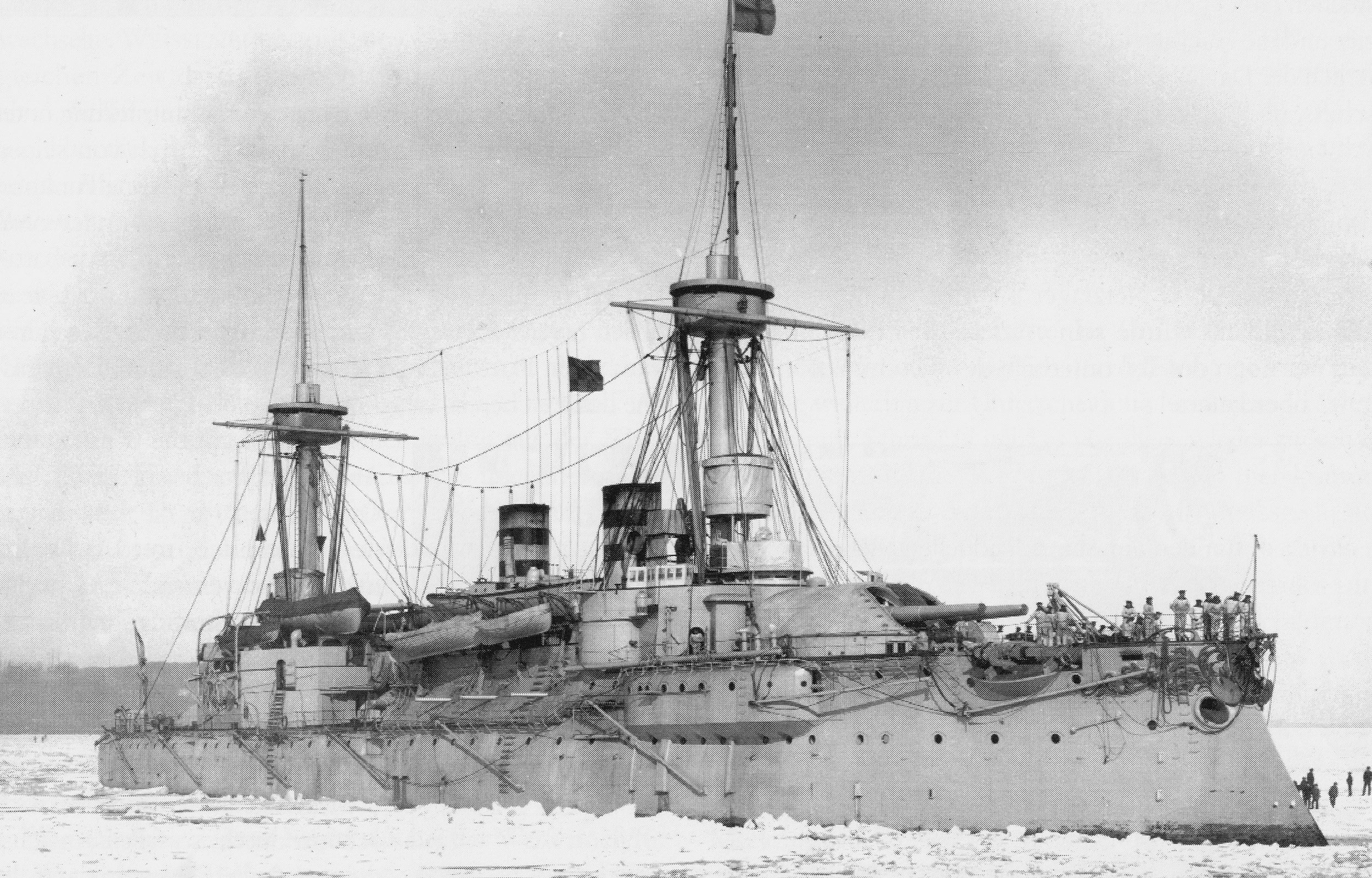
Wörth

Einheitslinienschiffe
- Kaiser-Friedrich-III.-Klasse
  - Kaiser Friedrich III. (1896)
  - Kaiser Wilhelm II. (1897)
  - Kaiser Wilhelm der Große (1899)
  - Kaiser Karl der Große (1899)
  - Kaiser Barbarossa (1900)
- Wittelsbach-Klasse
  - Wittelsbach (1900)
  - Wettin (1901)
  - Zähringen (1901)
  - Schwaben (1901)
  - Mecklenburg (1901)
- Braunschweig-Klasse
  - Braunschweig (1902)
  - Elsass (1903)
  - Hessen (1903)
  - Preußen (1903)
  - Lothringen (1904)
- Deutschland-Klasse
  - Deutschland (1904)
  - Hannover (1905)
  - Pommern (1905)
  - Schlesien (1906)
  - Schleswig-Holstein (1906)

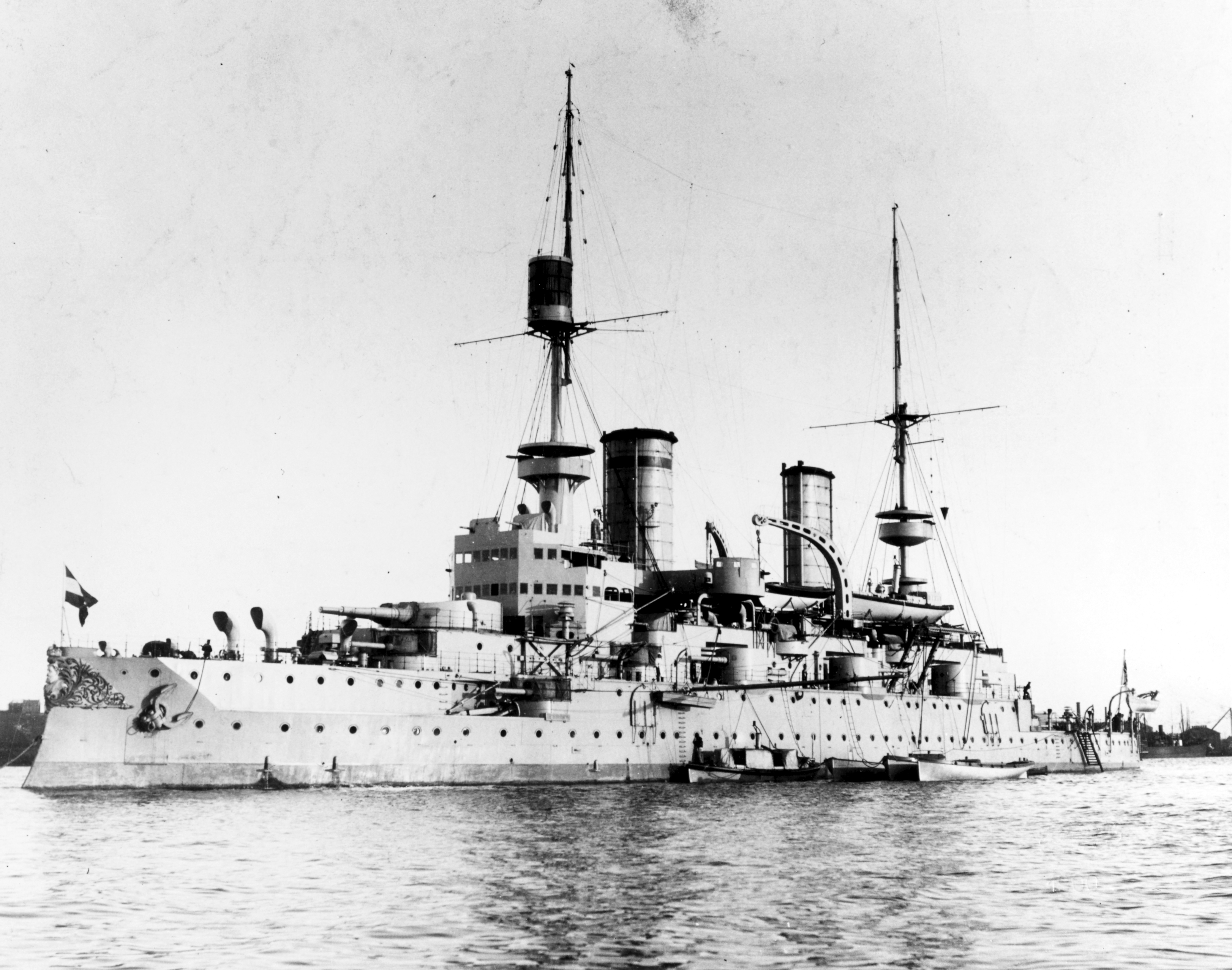
Kaiser Friedrich III
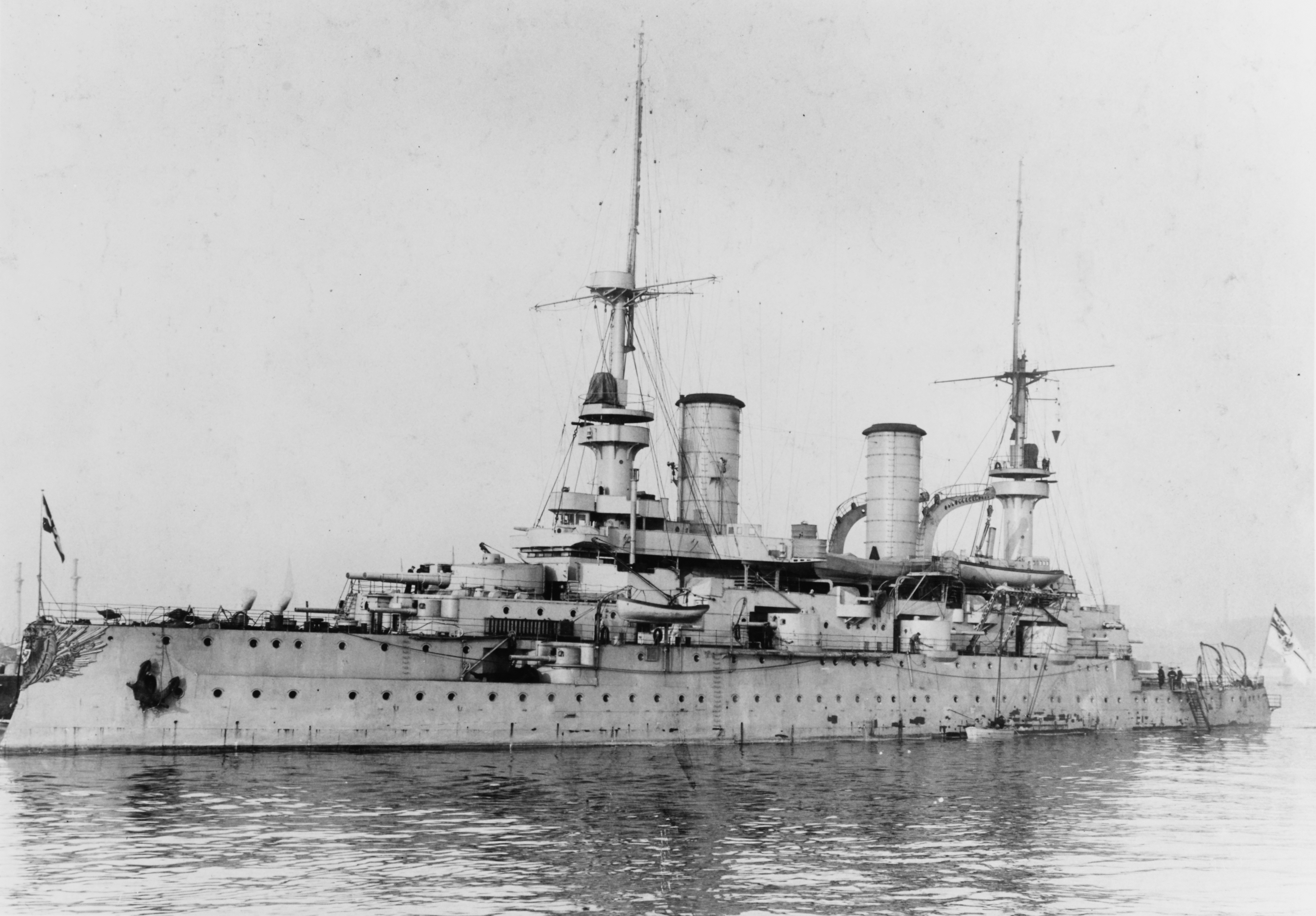
Kaiser Karl der Grosse
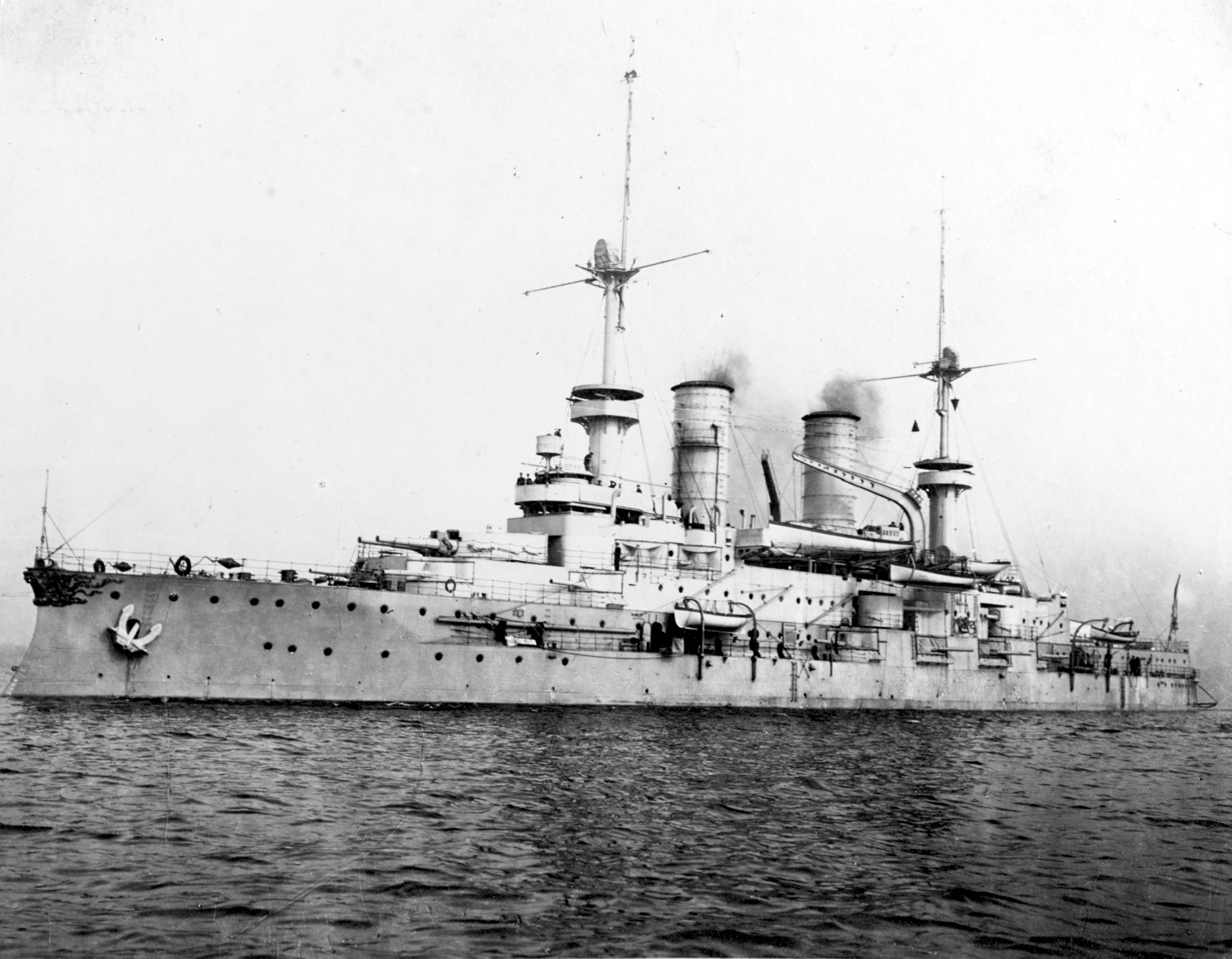
Wittelsbach
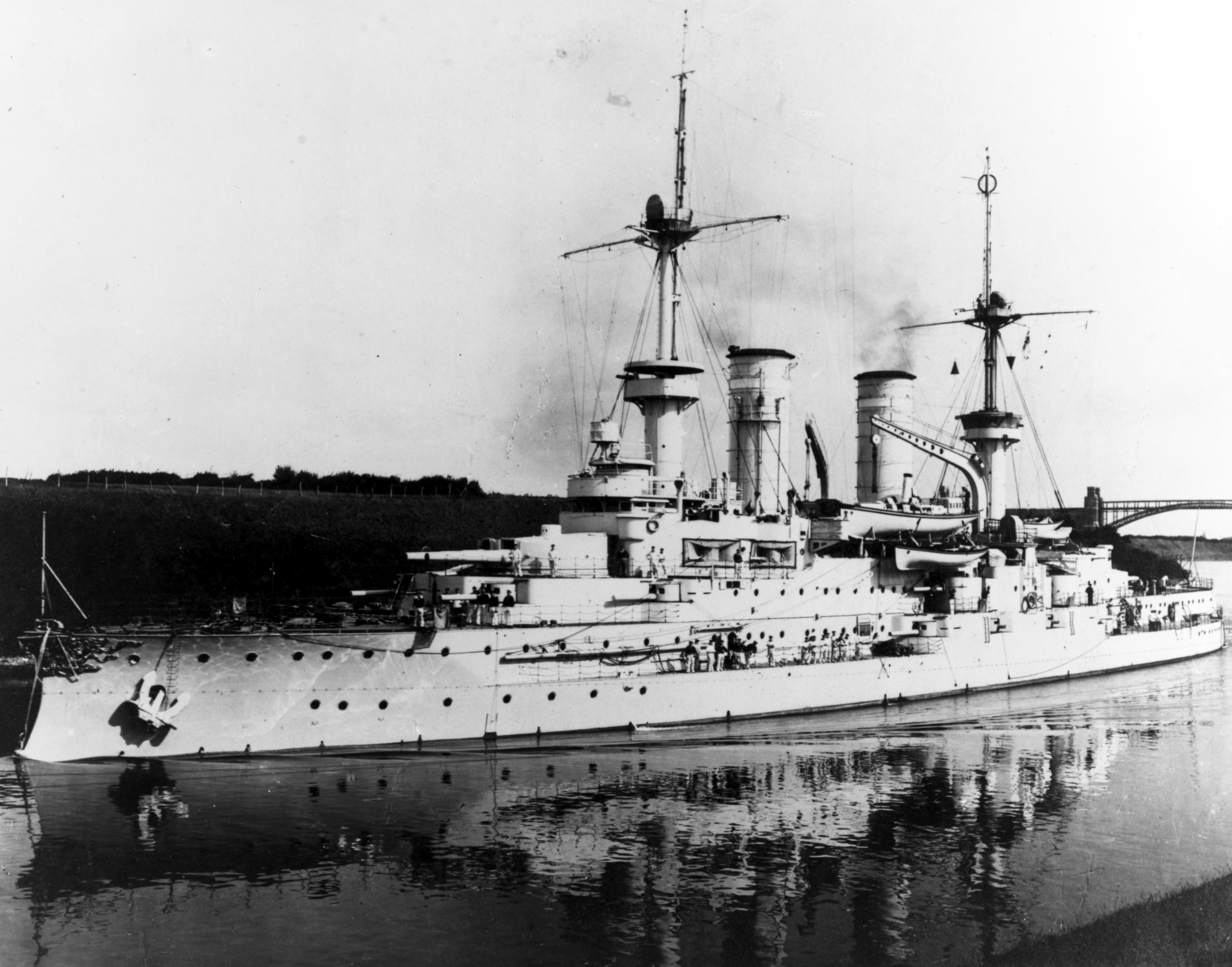
Wettin
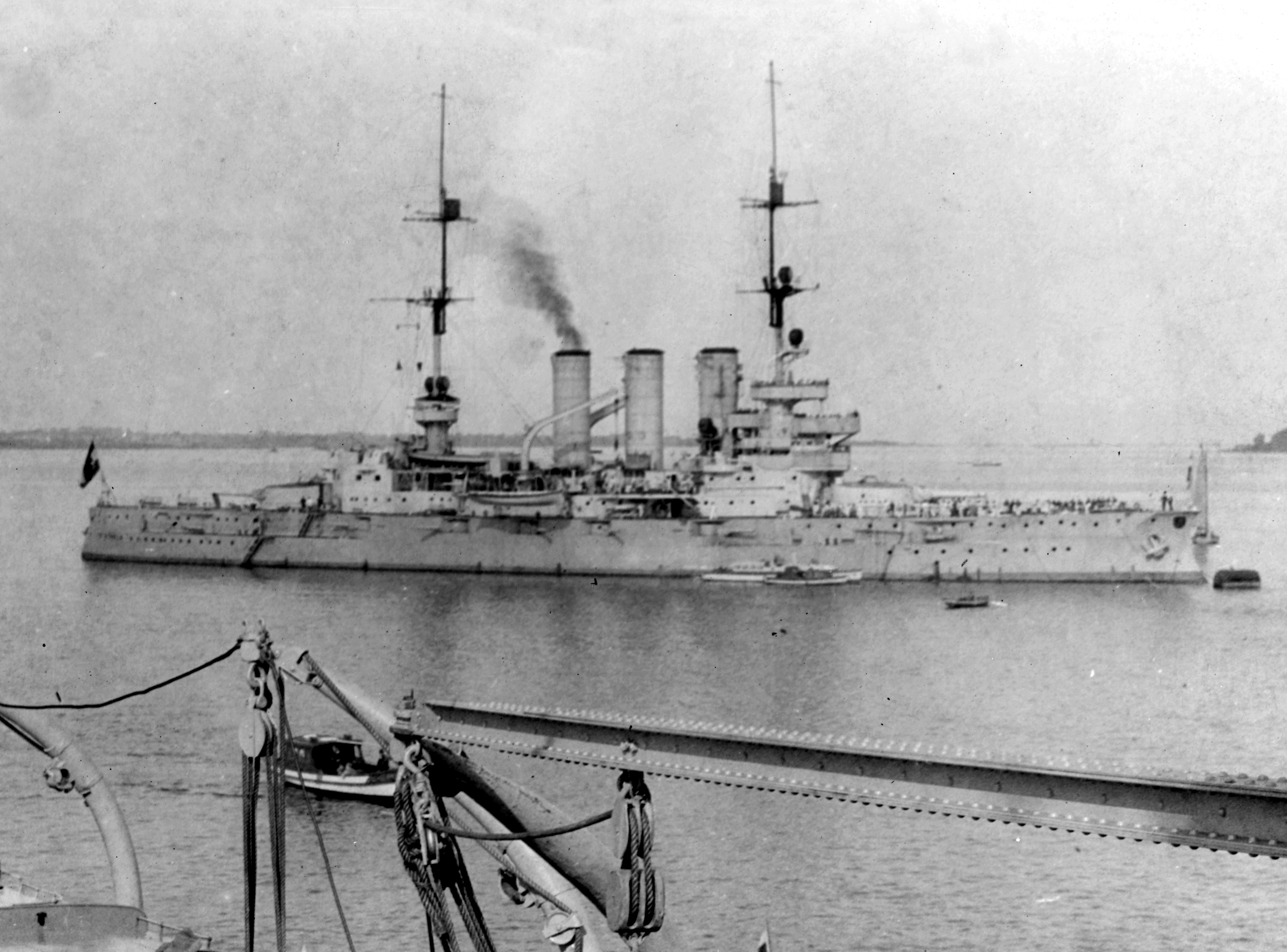
Elsass bei der Reichsmarine, 1926
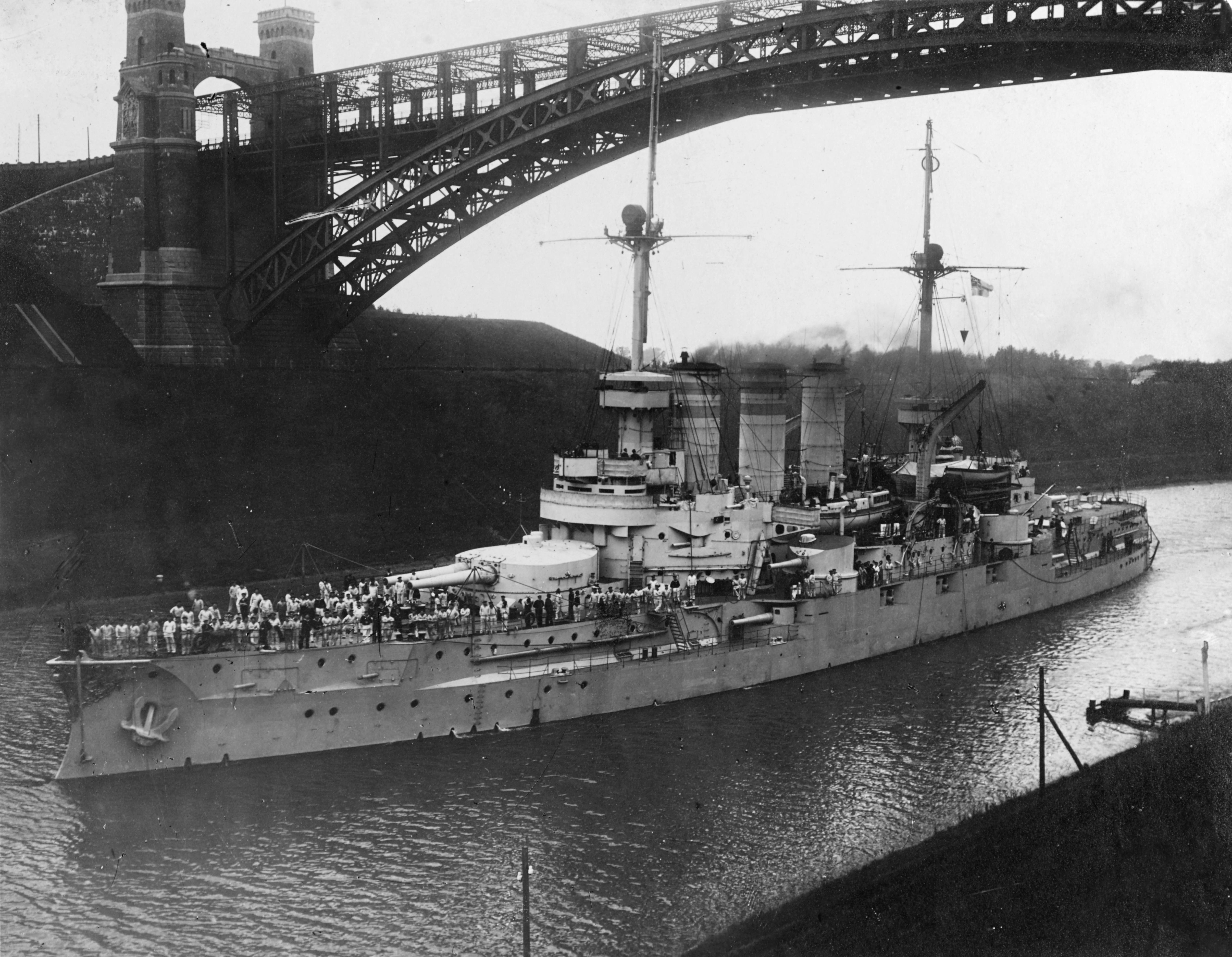
Lothringen
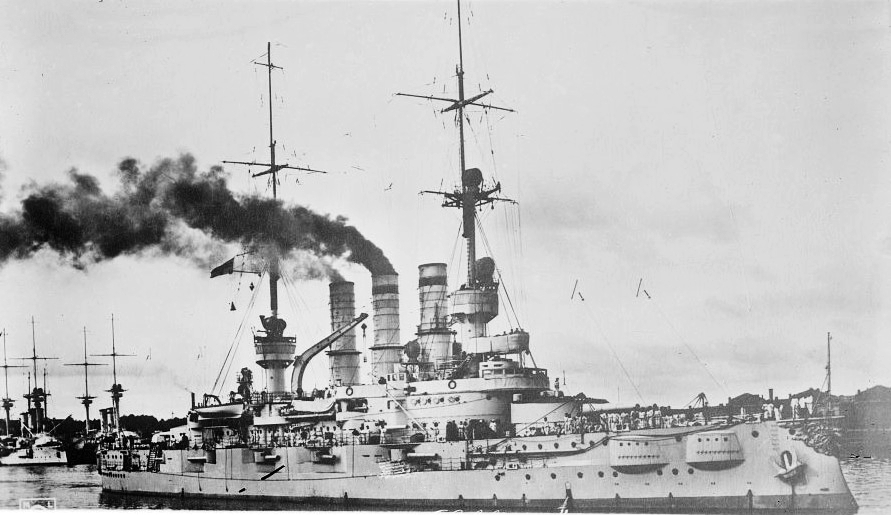
Schlesien
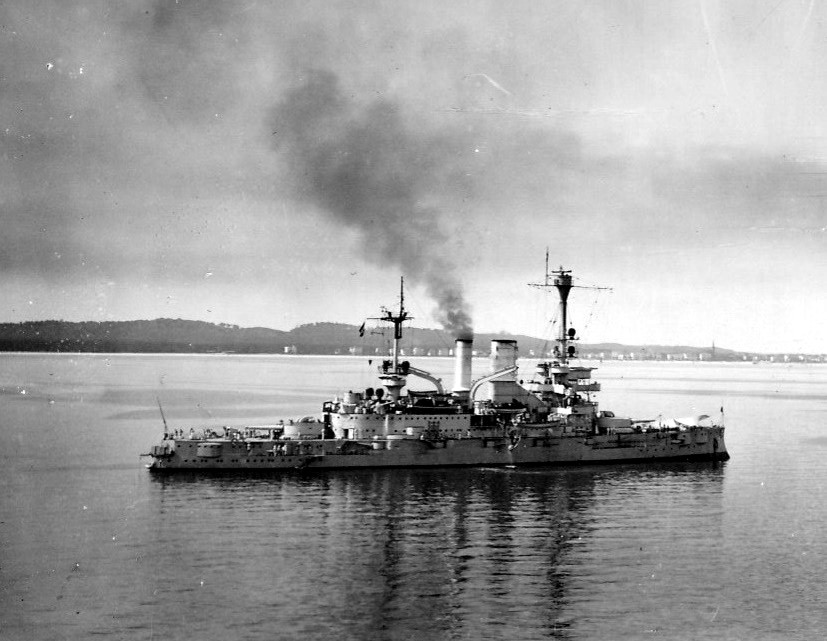
Schleswig-Holstein bei der Reichsmarine, 1934/35

### Frankreich

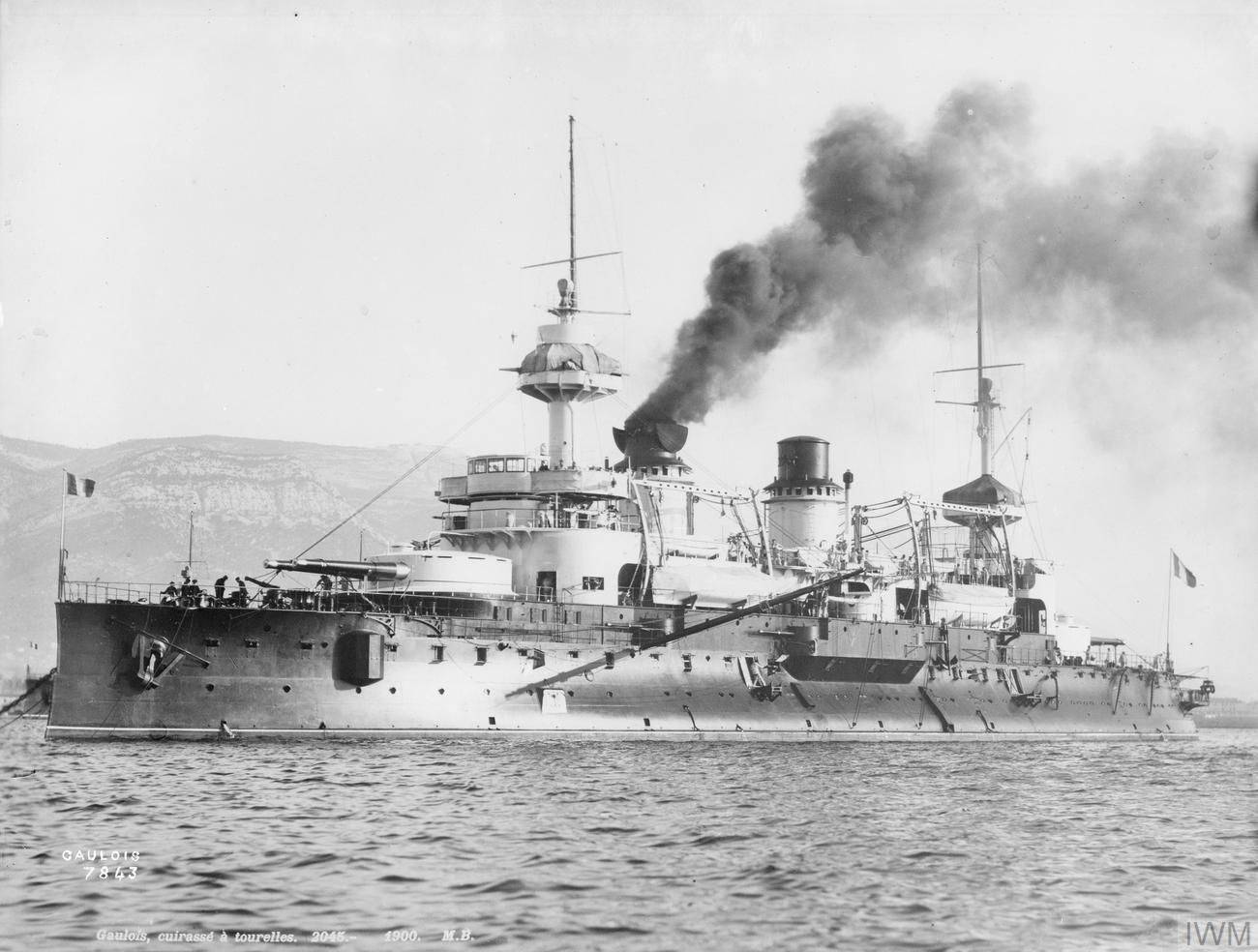
Gaulois
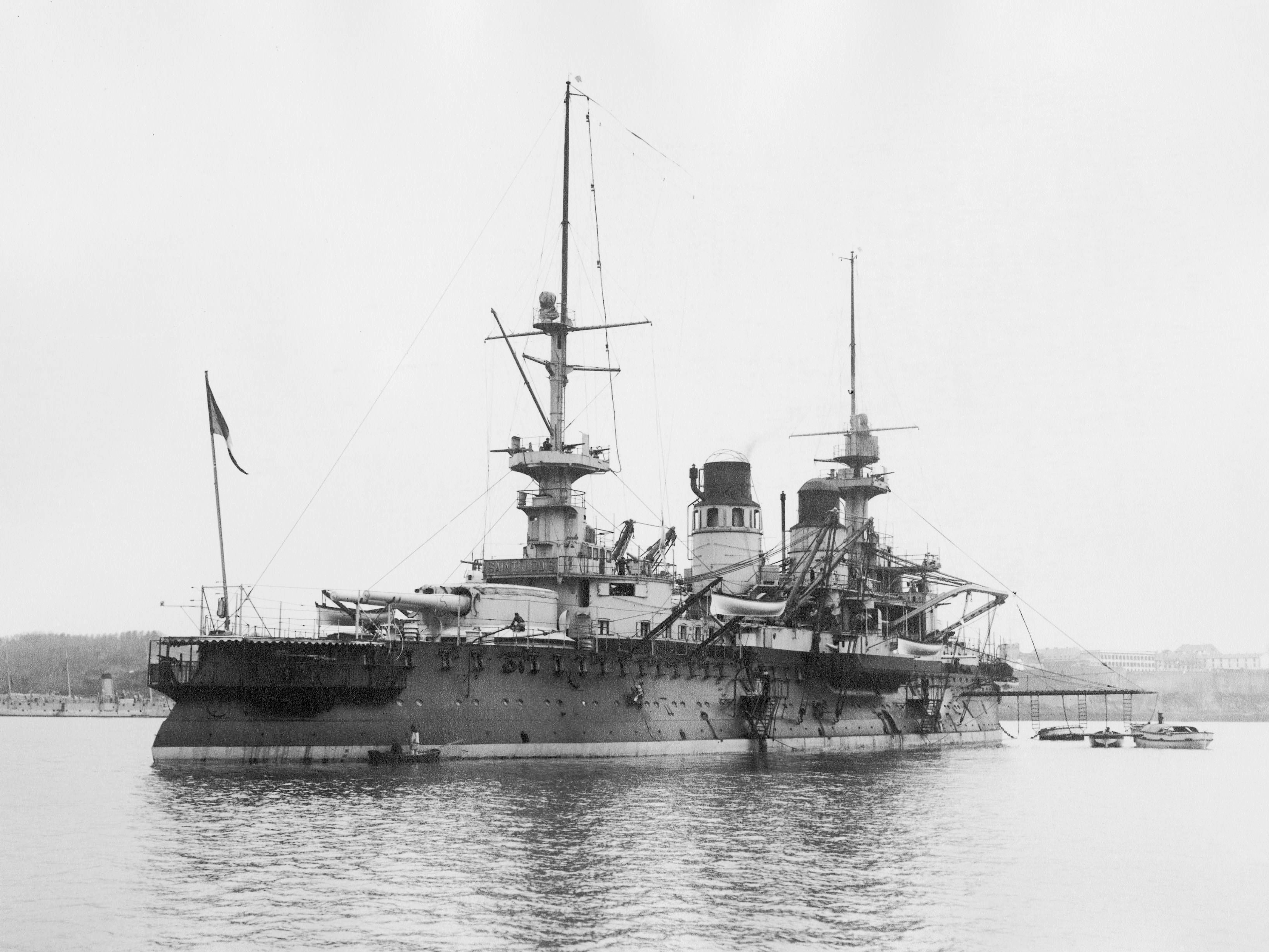
St. Louis
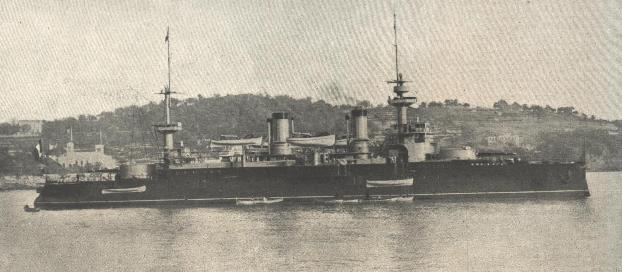
Iéna
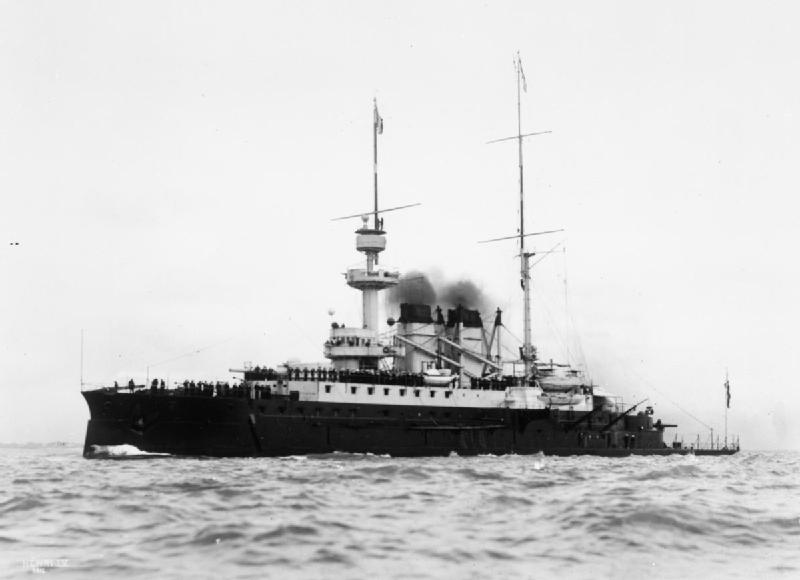
Henri IV
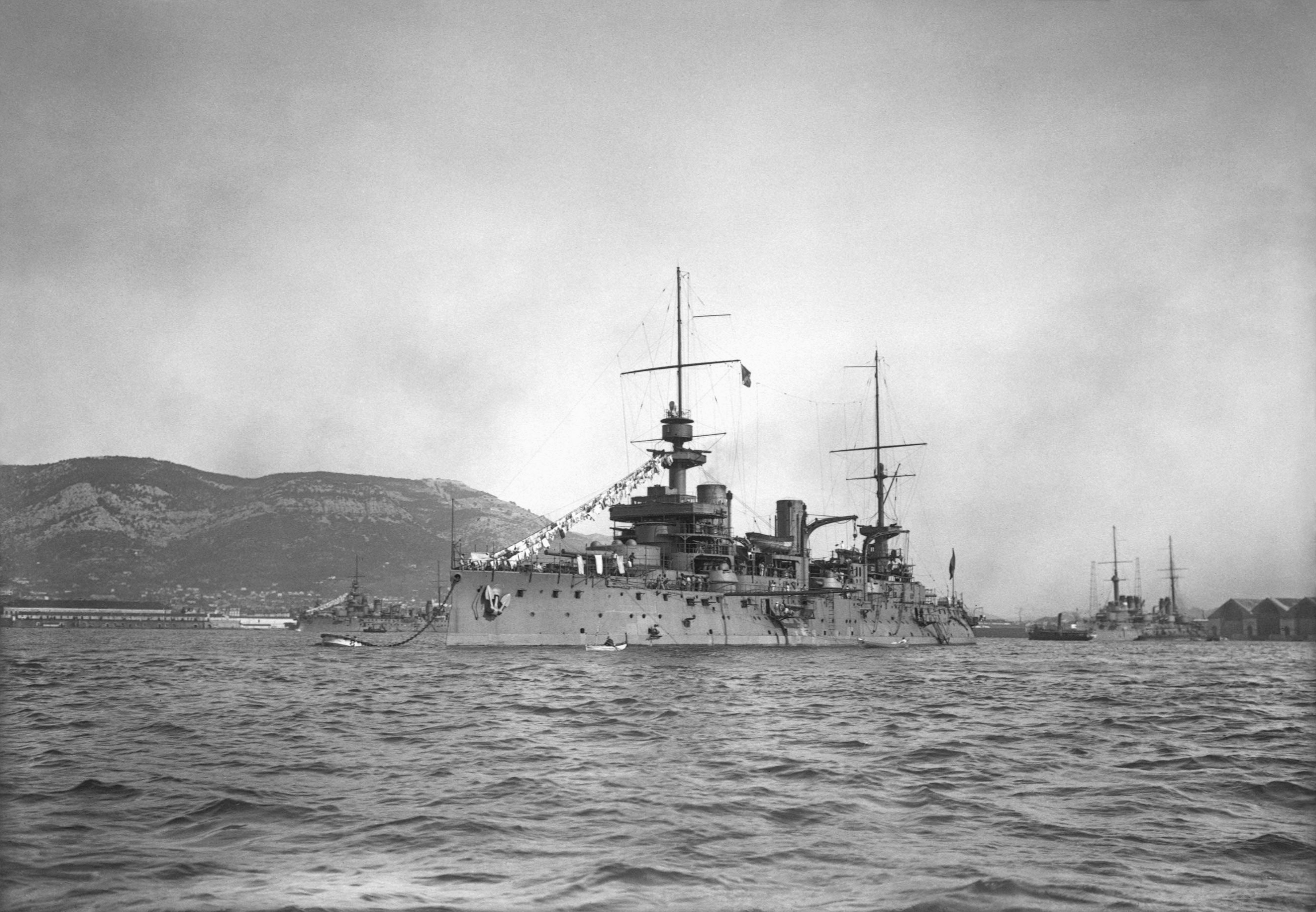
Suffren
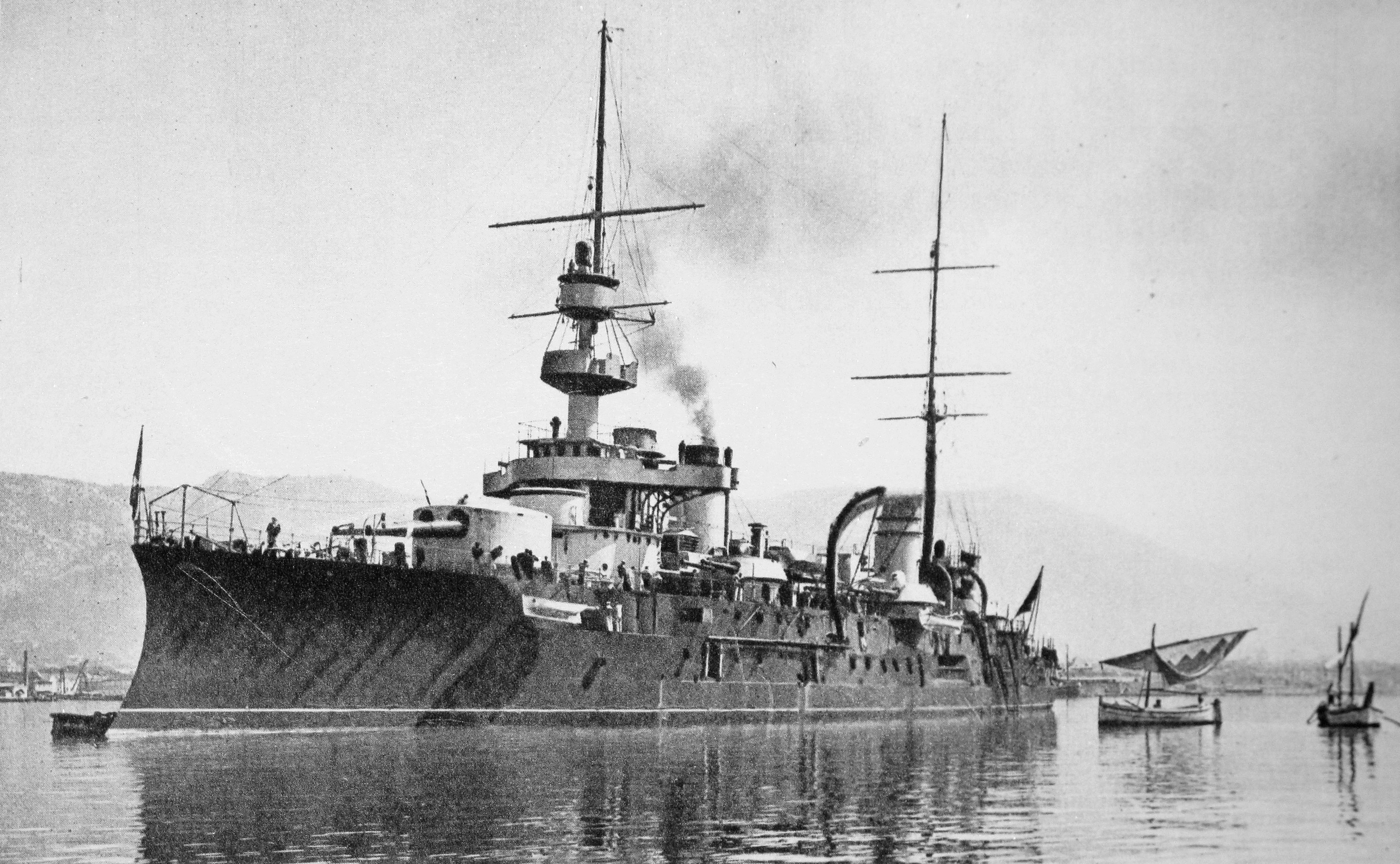
Patrie
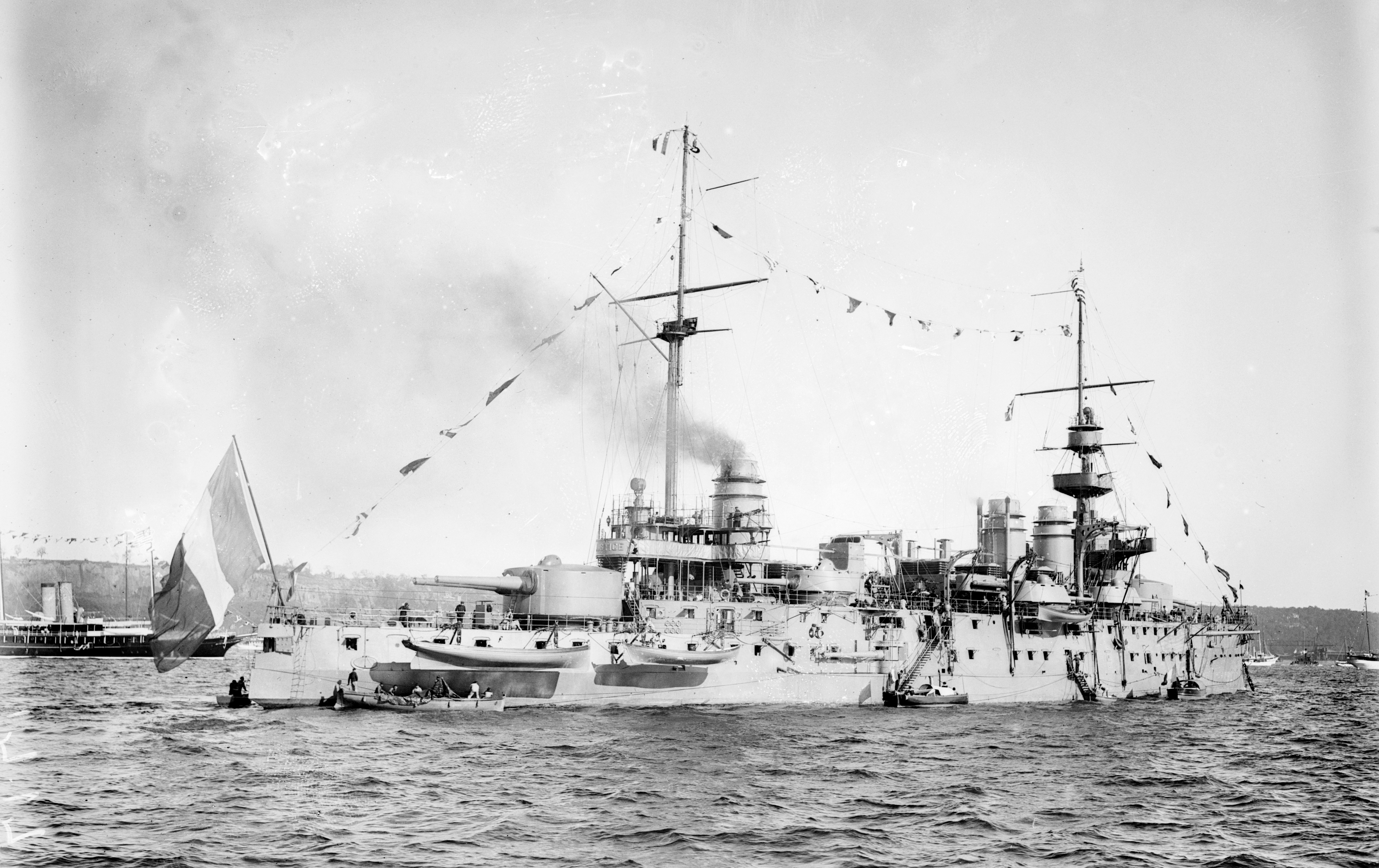
Justice
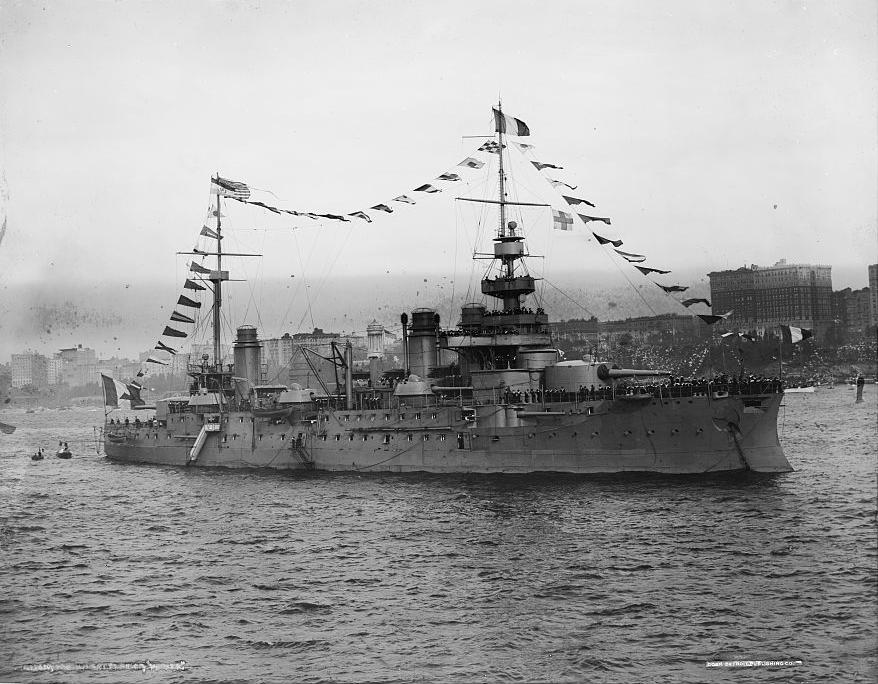
Vérité

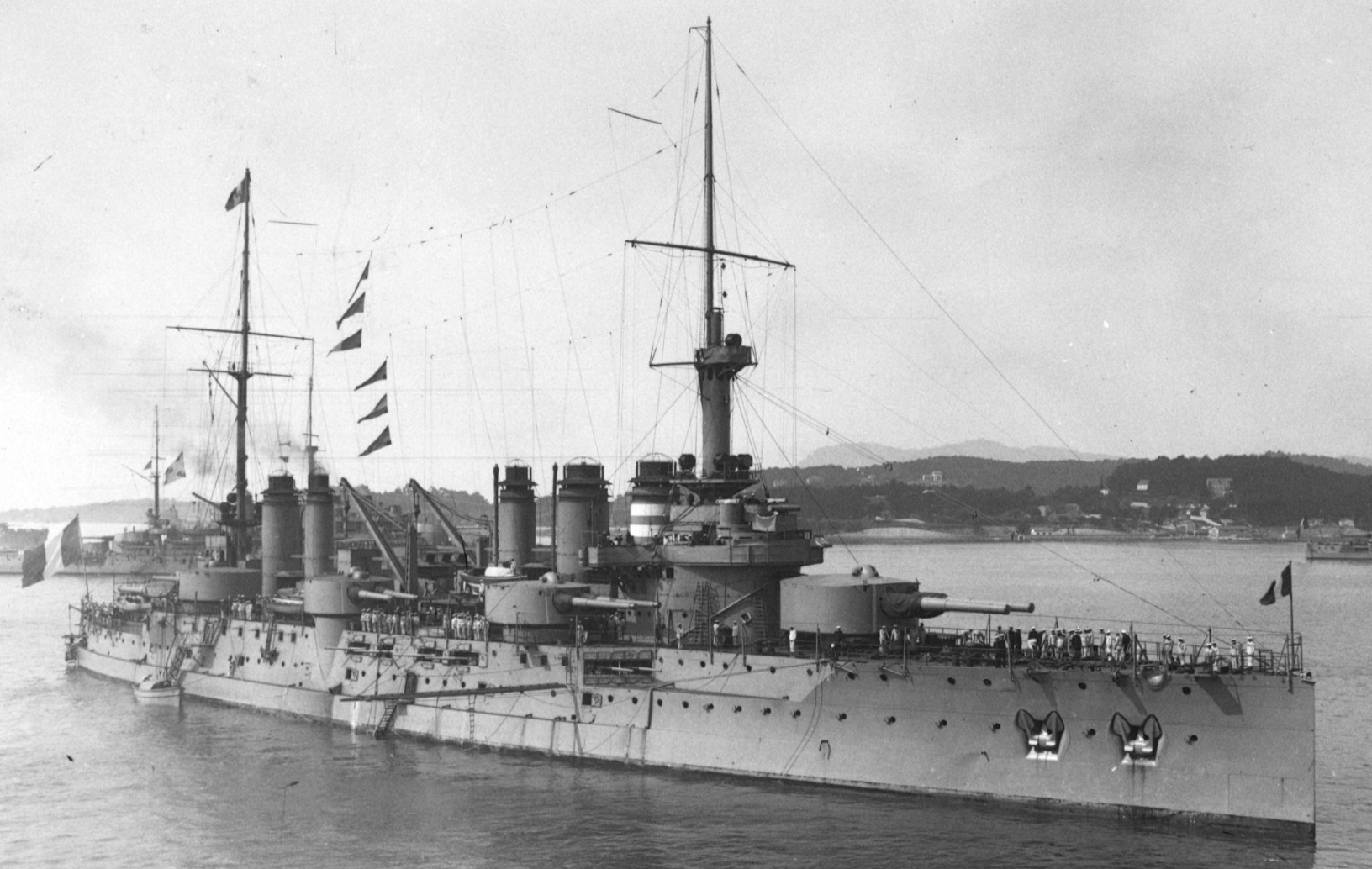
Voltaire
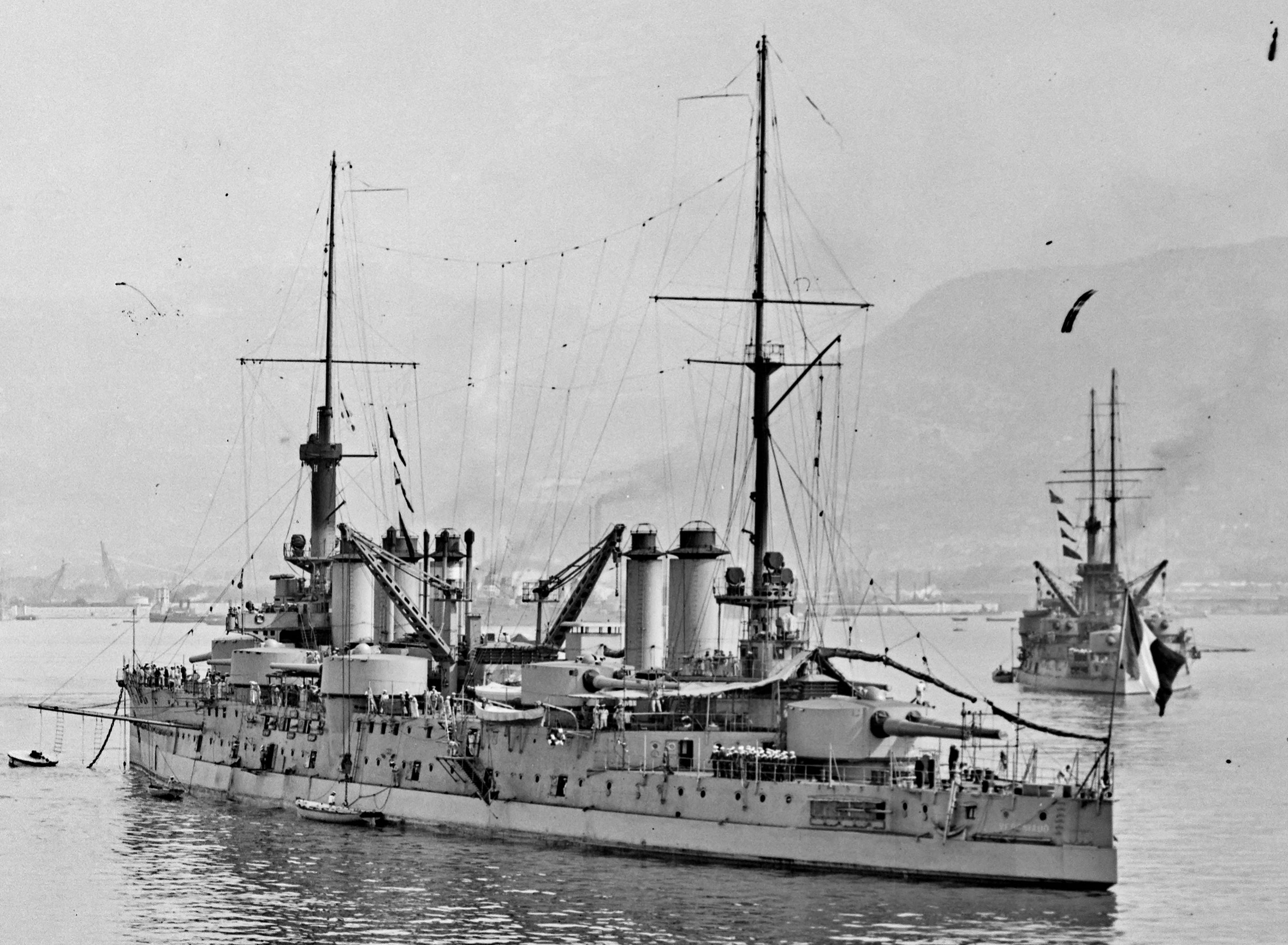
Vergniaud

Übergangsbauarten zum Einheitslinienschiff
- Brennus (1891)
- Charles Martel (1893)
- Jauréguiberry (1893)
- Carnot (1894)
- Masséna (1895)
- Bouvet (1896)

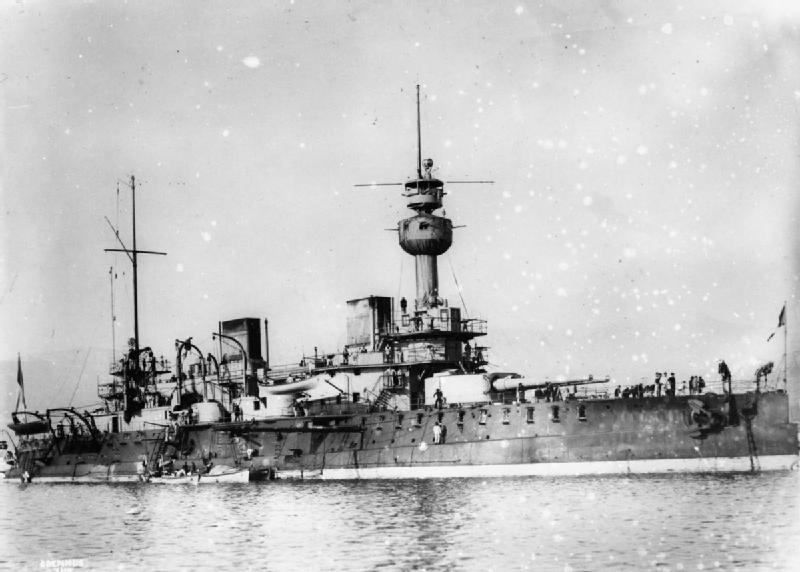
Brennus
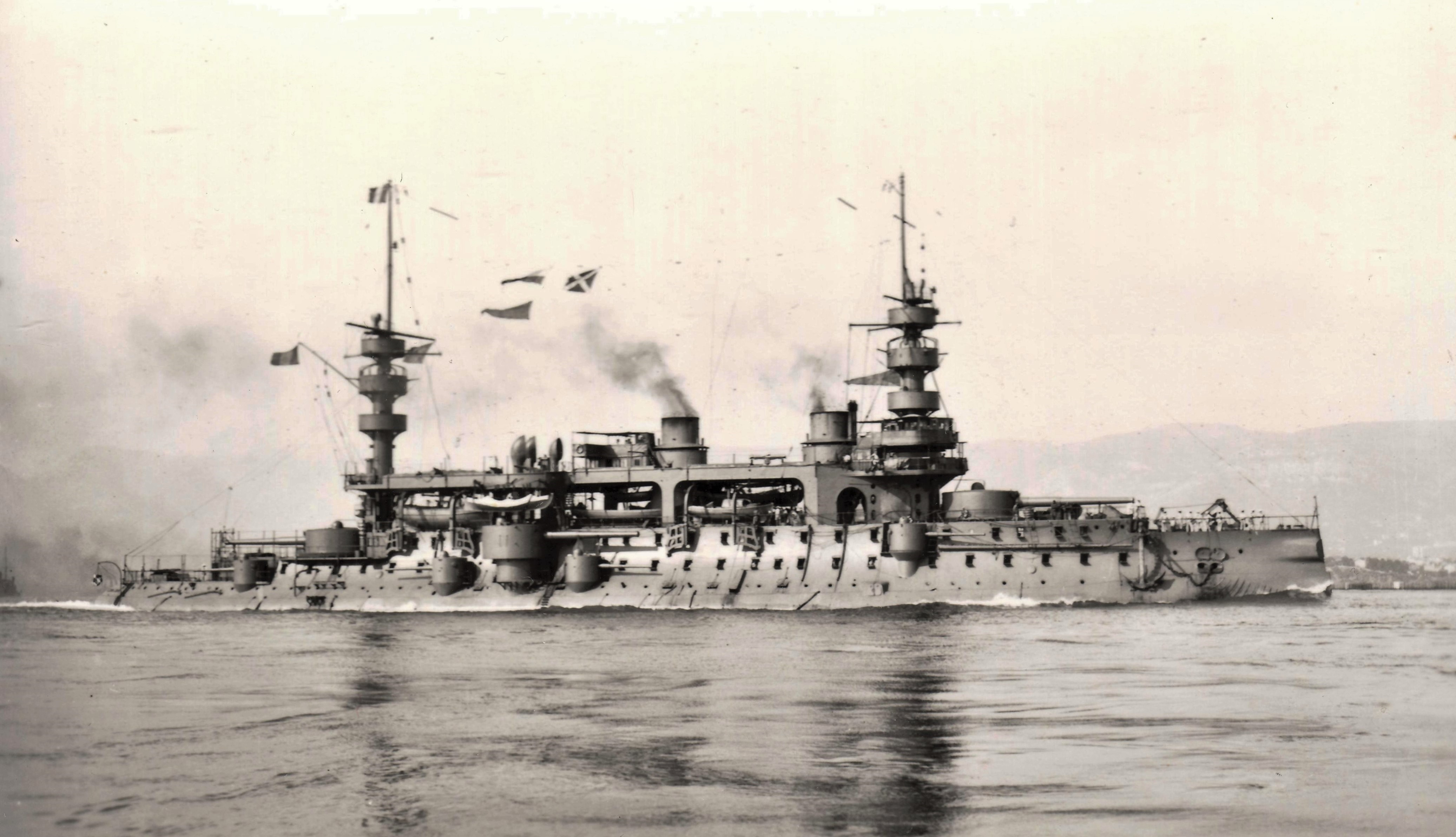
Charles Martel
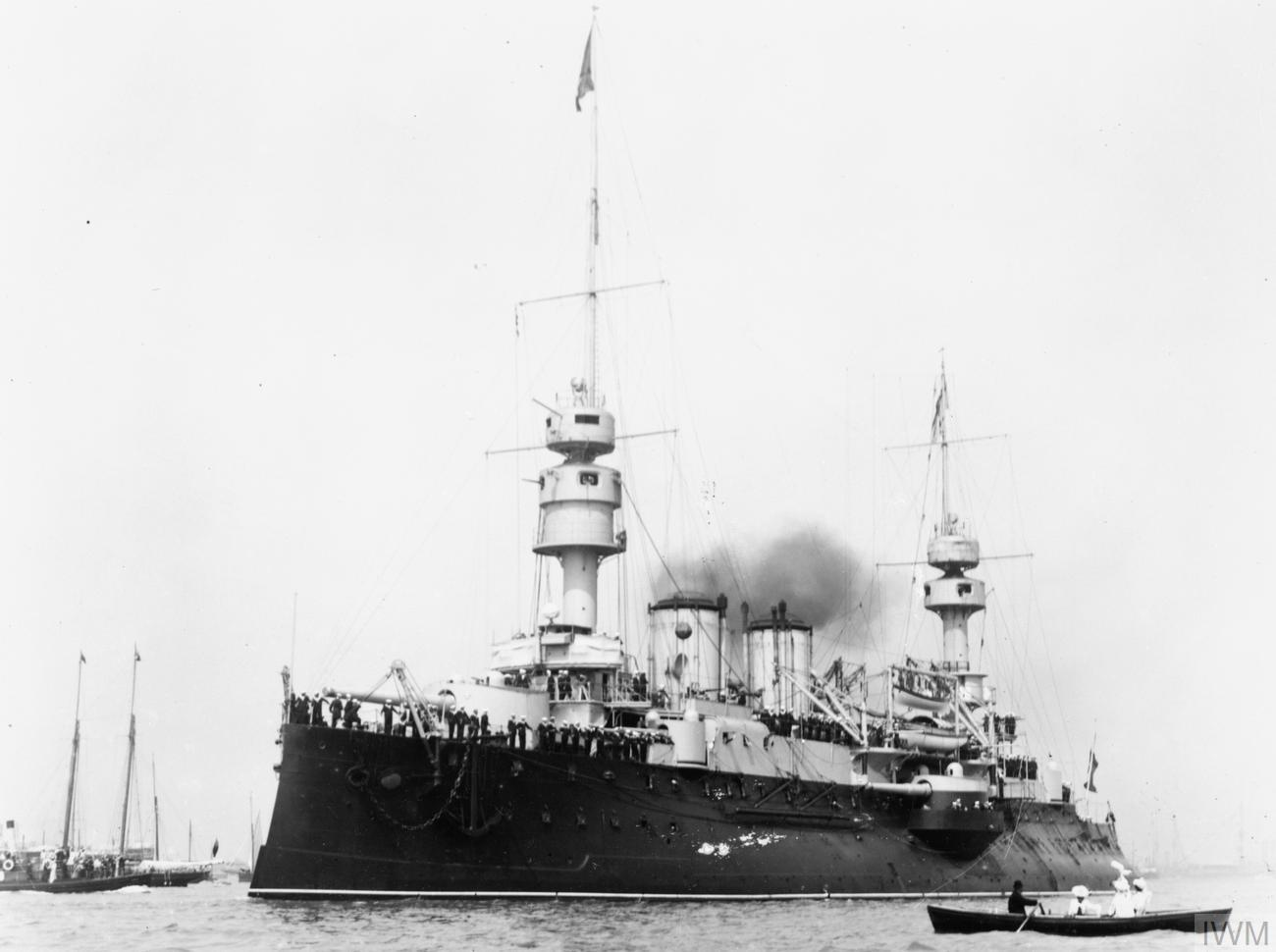
Jauréguiberry
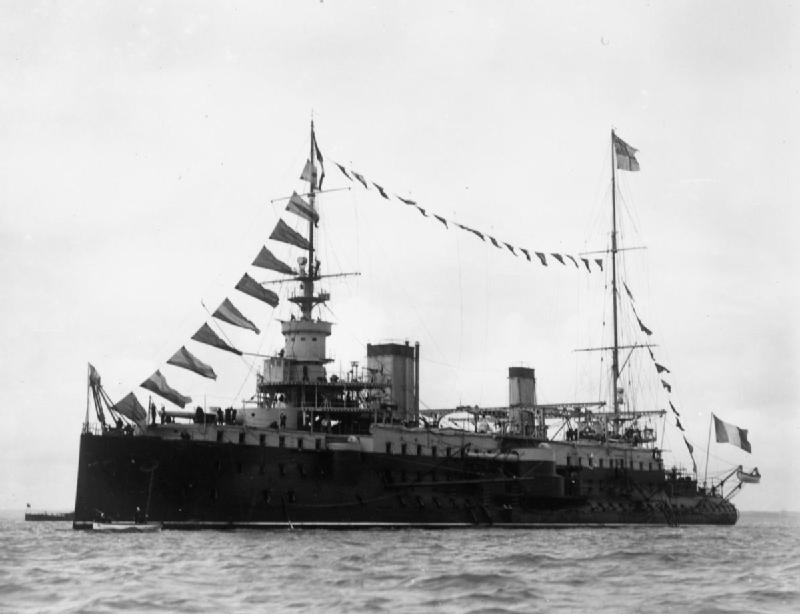
Carnot
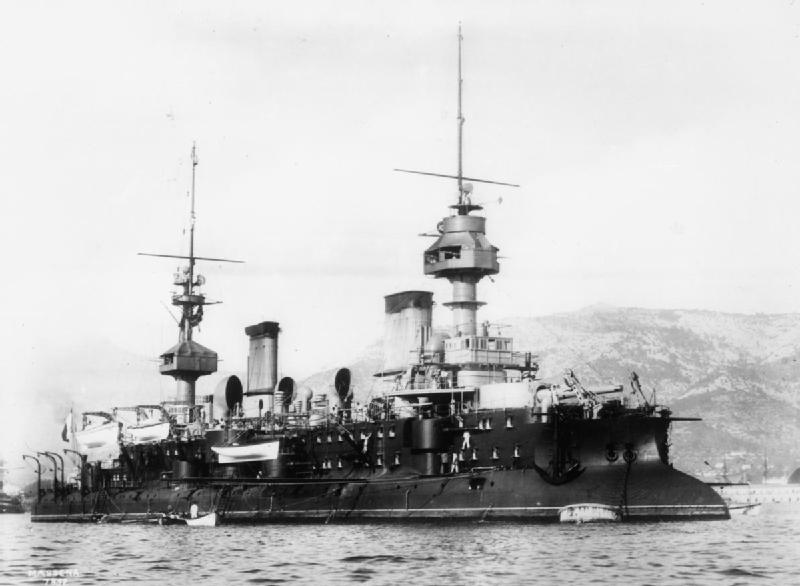
Massena
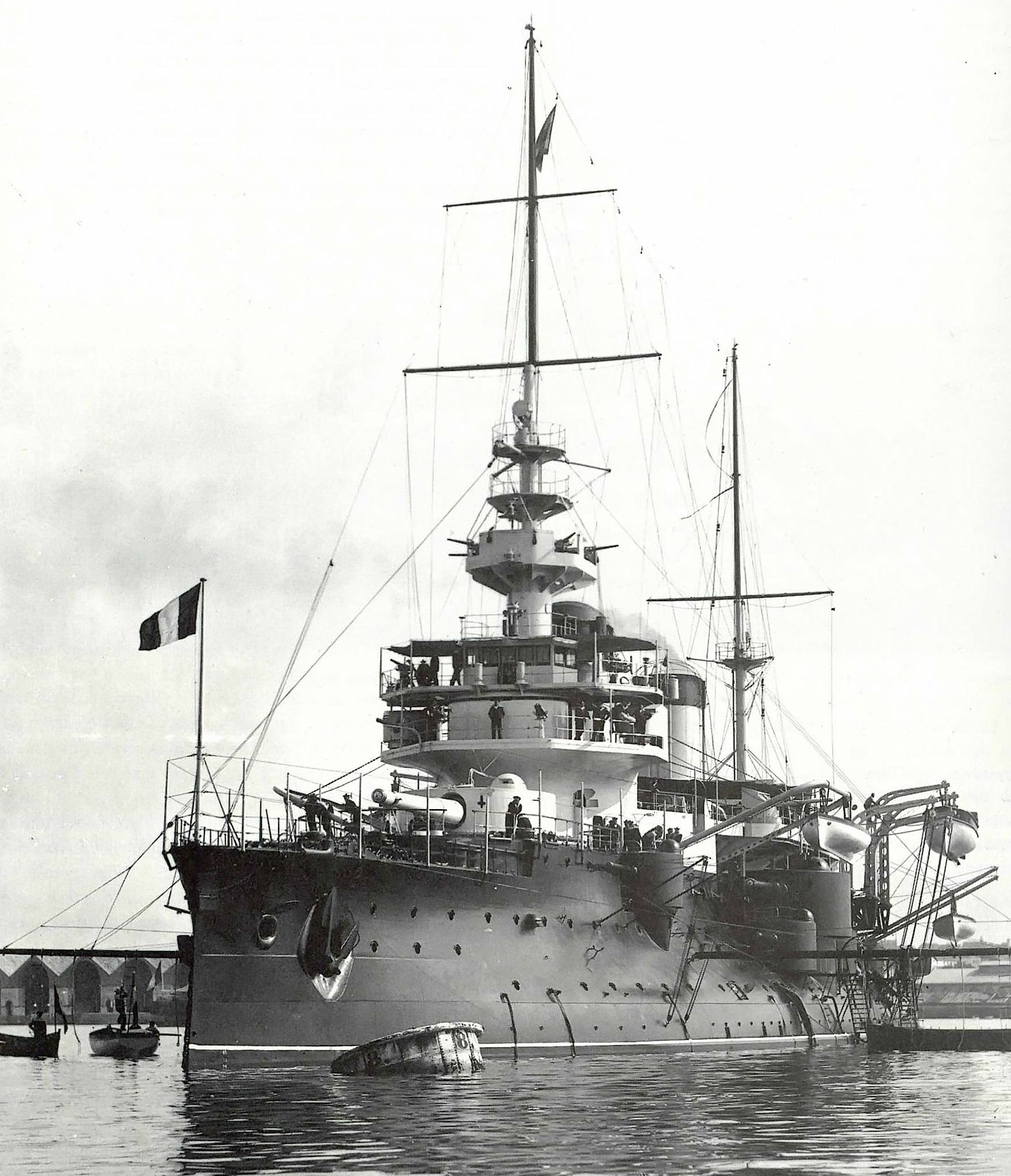
Bouvet

Einheitslinienschiffe
- Charlemagne-Klasse
  - Charlemagne (1895)
  - Saint-Louis (1896)
  - Gaulois (1896)
- Iéna (1898)
- Henri IV (1899)
- Suffren (1899)
- République-Klasse
  - République (1902)
  - Patrie (1903)
- Liberté-Klasse
  - Liberté (1905)
  - Justice (1904)
  - Démocratie (1904)
  - Vérité (1907)

- Gaulois
- St. Louis
- Iéna
- Henri IV
- Suffren
- Patrie
- Justice
- Vérité

Semi-Dreadnoughts
- Danton-Klasse
  - Danton (1909)
  - Voltaire (1909)
  - Diderot (1909)
  - Condorcet (1909)
  - Mirabeau (1909)
  - Vergniaud (1910)

- Voltaire
- Vergniaud

### Griechenland
Semi-Dreadnoughts
- (US-amerikanische) Mississippi-Klasse
  - Kilkis, griech. Κιλκίς – ex Mississippi (BB-23) (1905), 1914 angekauft
  - Lemnos, griech. Λήμνος – ex Idaho (BB-24) (1905), 1914 angekauft

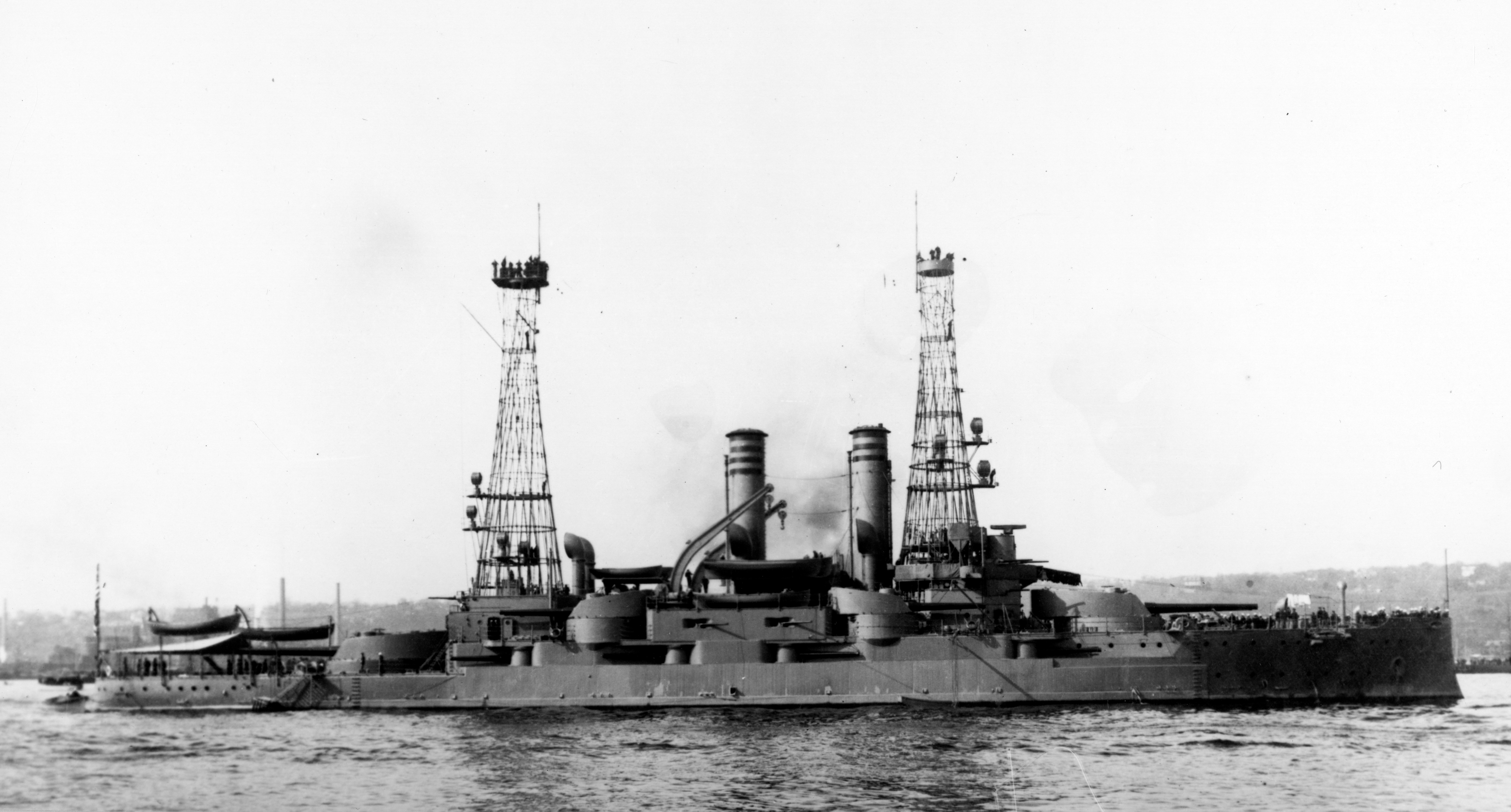
VP Kilkis
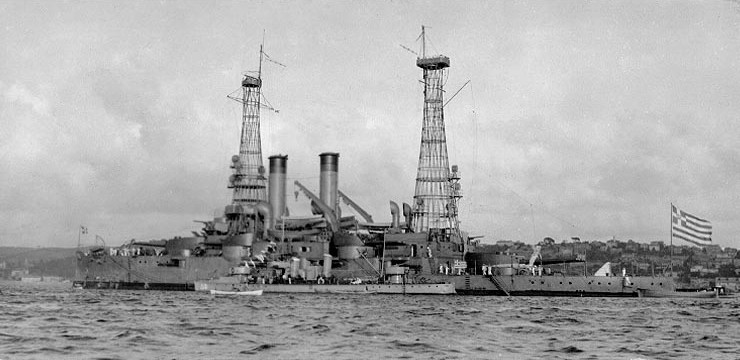
VP Lemnos

### Großbritannien
Übergangsbauarten zum Einheitslinienschiff
- Royal-Sovereign-Klasse
  - HMS Royal Sovereign (1891)
  - HMS Empress of India (1891)
  - HMS Repulse (1892)
  - HMS Ramillies (1892)
  - HMS Resolution (1892)
  - HMS Revenge (1892)
  - HMS Royal Oak (1892)
- HMS Hood (1893)

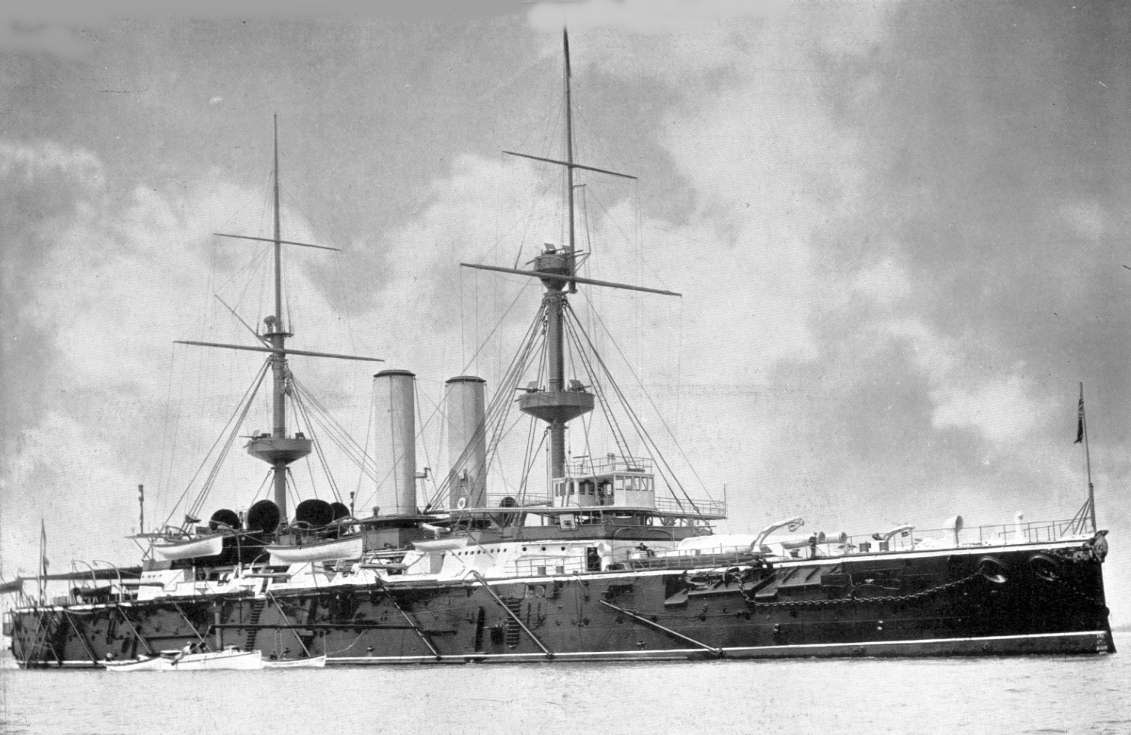
HMS Royal Sovereign
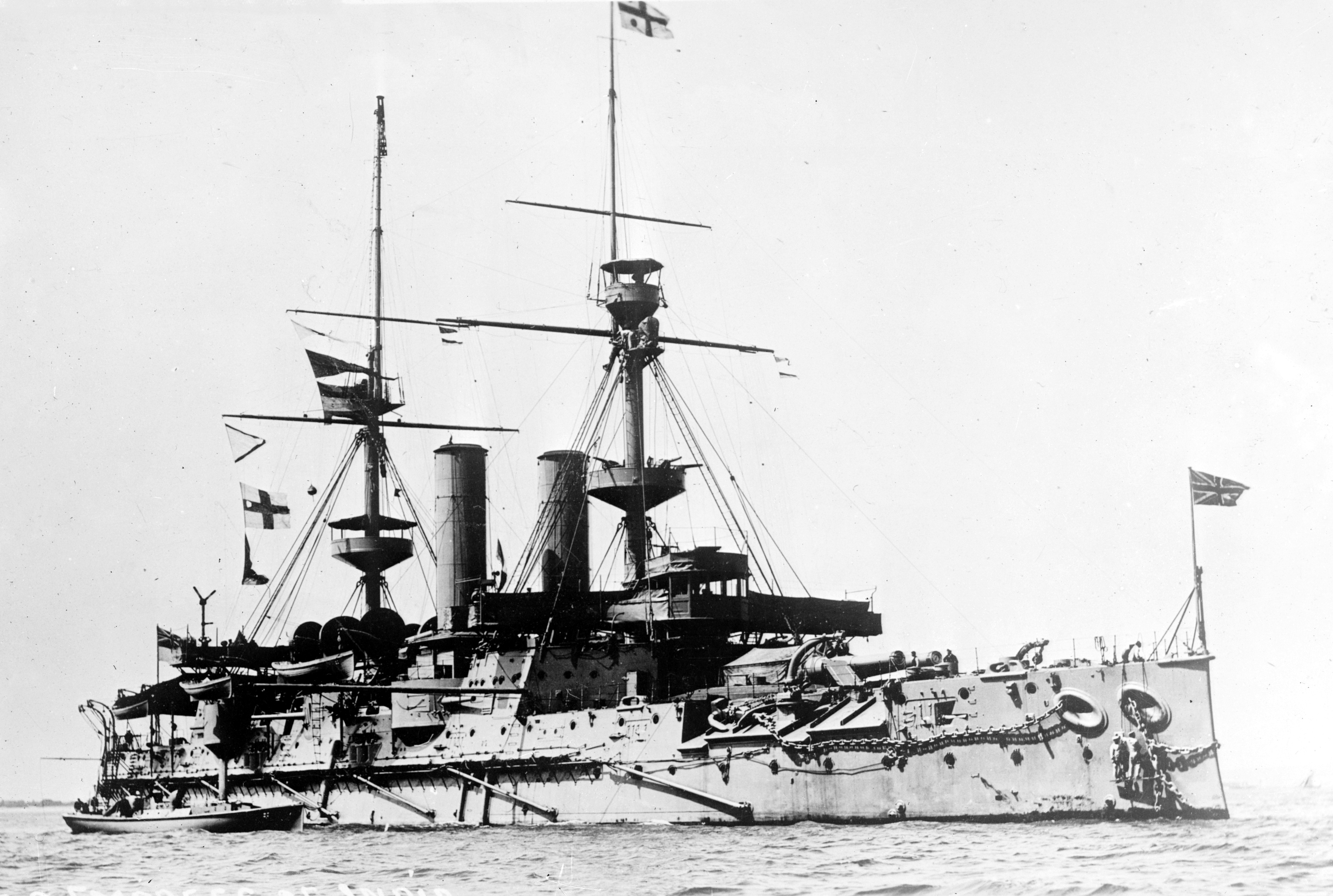
HMS Empress of India
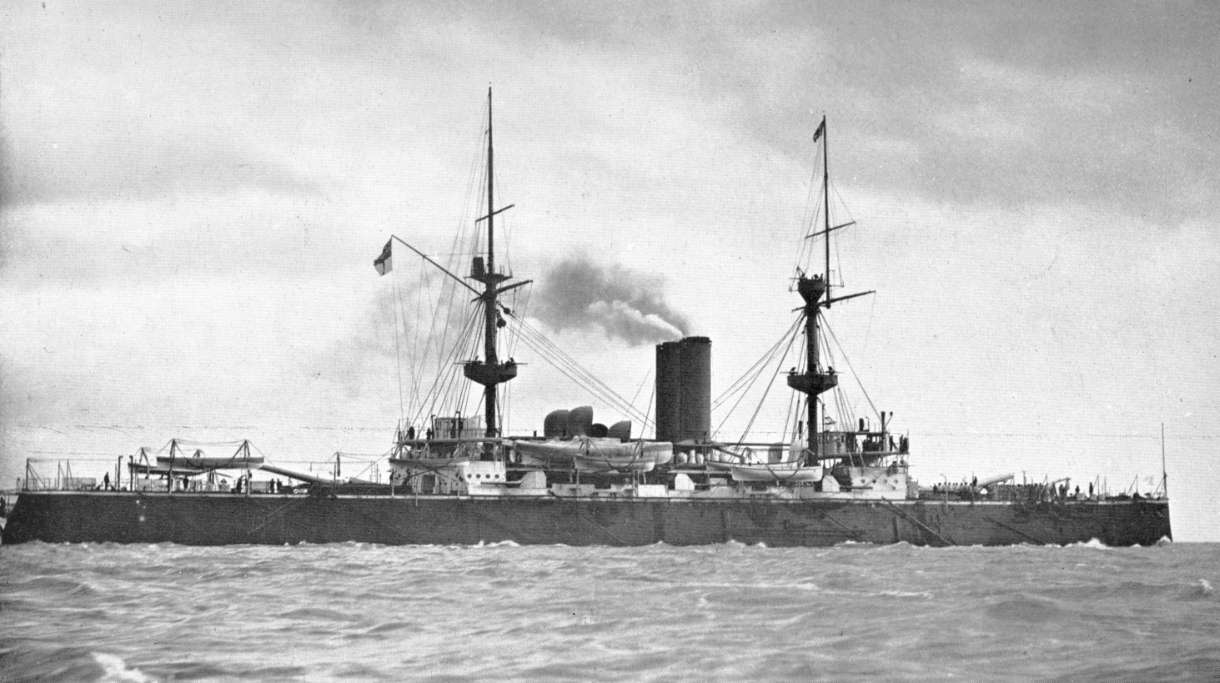
HMS Royal Oak
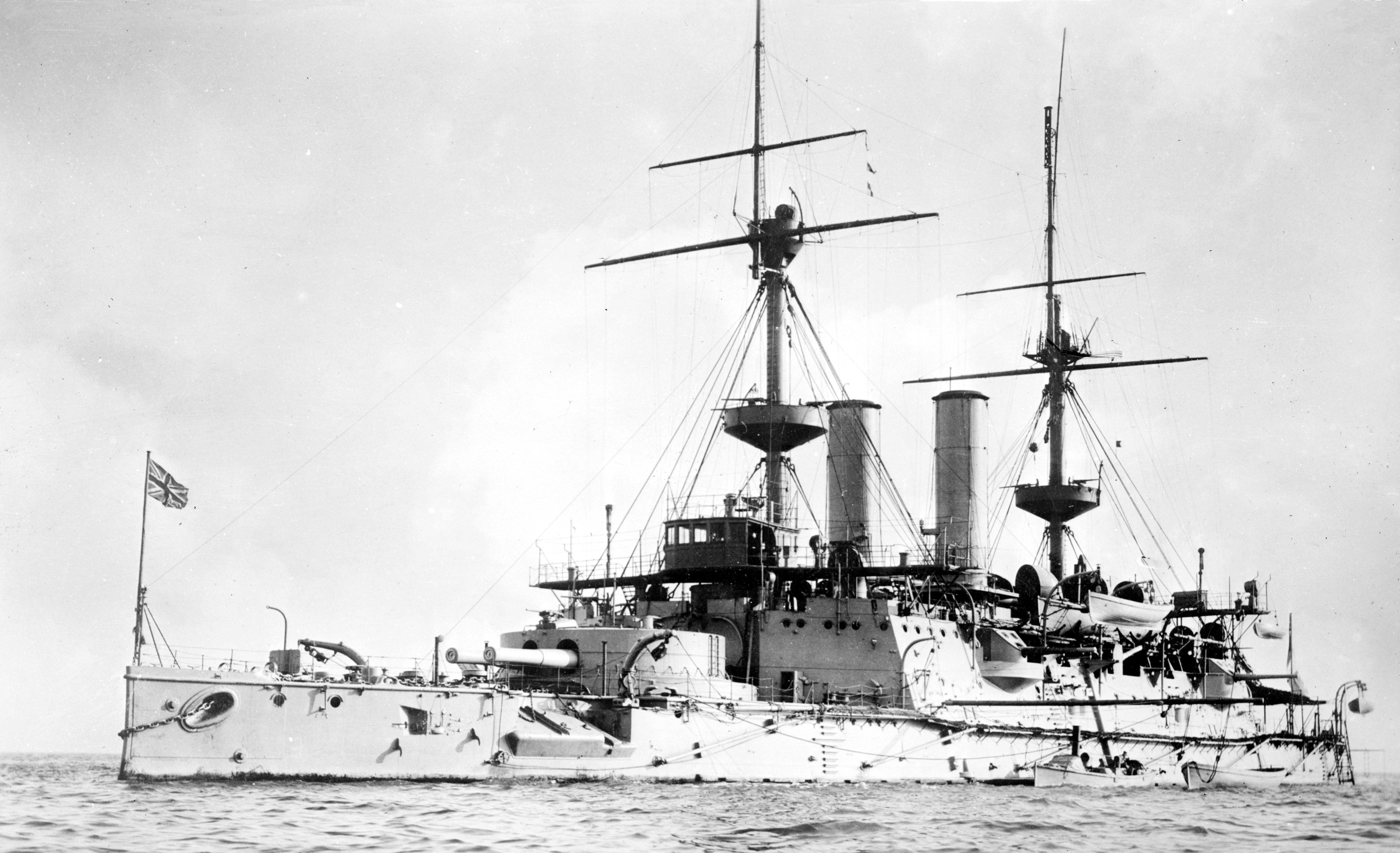
HMS Hood

Einheitslinienschiffe
- Centurion-Klasse
  - HMS Centurion (1892)
  - HMS Barfleur (1892)
- Majestic-Klasse
  - HMS Magnificent (1894)
  - HMS Majestic (1895)
  - HMS Prince George (1895) – 1918/19 kurzzeitig in HMS Victorious II umbenannt
  - HMS Victorious (1895) – 1920 in HMS Indus II umbenannt
  - HMS Jupiter (1895)
  - HMS Mars (1896)
  - HMS Hannibal (1896)
  - HMS Caesar (1896)
  - HMS Illustrious (1896)
- HMS Renown (1895)
- Canopus-Klasse
  - HMS Canopus (1897)
  - HMS Goliath (1898)
  - HMS Albion (1898)
  - HMS Ocean (1898)
  - HMS Glory (1899) – 1920 in HMS Crescent umbenannt
  - HMS Vengeance (1899)
- Formidable-Klasse
  - HMS Formidable (1898)
  - HMS Irresistible (1898)
  - HMS Implacable (1899)
- London-Klasse
  - HMS London (1899)
  - HMS Bulwark (1899)
  - HMS Venerable (1899)
  - HMS Queen (1902)
  - HMS Prince of Wales (1902)
- Duncan-Klasse
  - HMS Russell (1901)
  - HMS Duncan (1901)
  - HMS Cornwallis (1901)
  - HMS Exmouth (1901)
  - HMS Montagu (1901)
  - HMS Albemarle (1901)
- Swiftsure-Klasse ex chilenische Constitución-Klasse
  - HMS Swiftsure – ex chilenische Constitución (1903), 1903 unfertig angekauft
  - HMS Triumph – ex chilenische Libertad (1903), 1903 unfertig angekauft

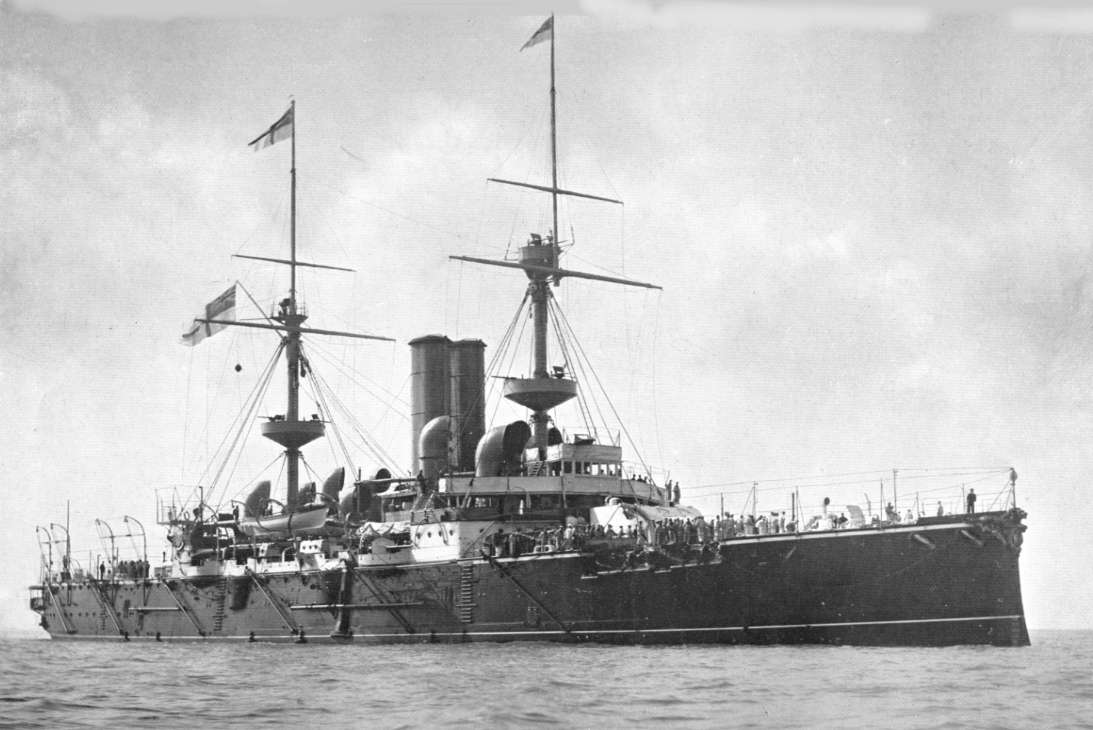
HMS Barfleur
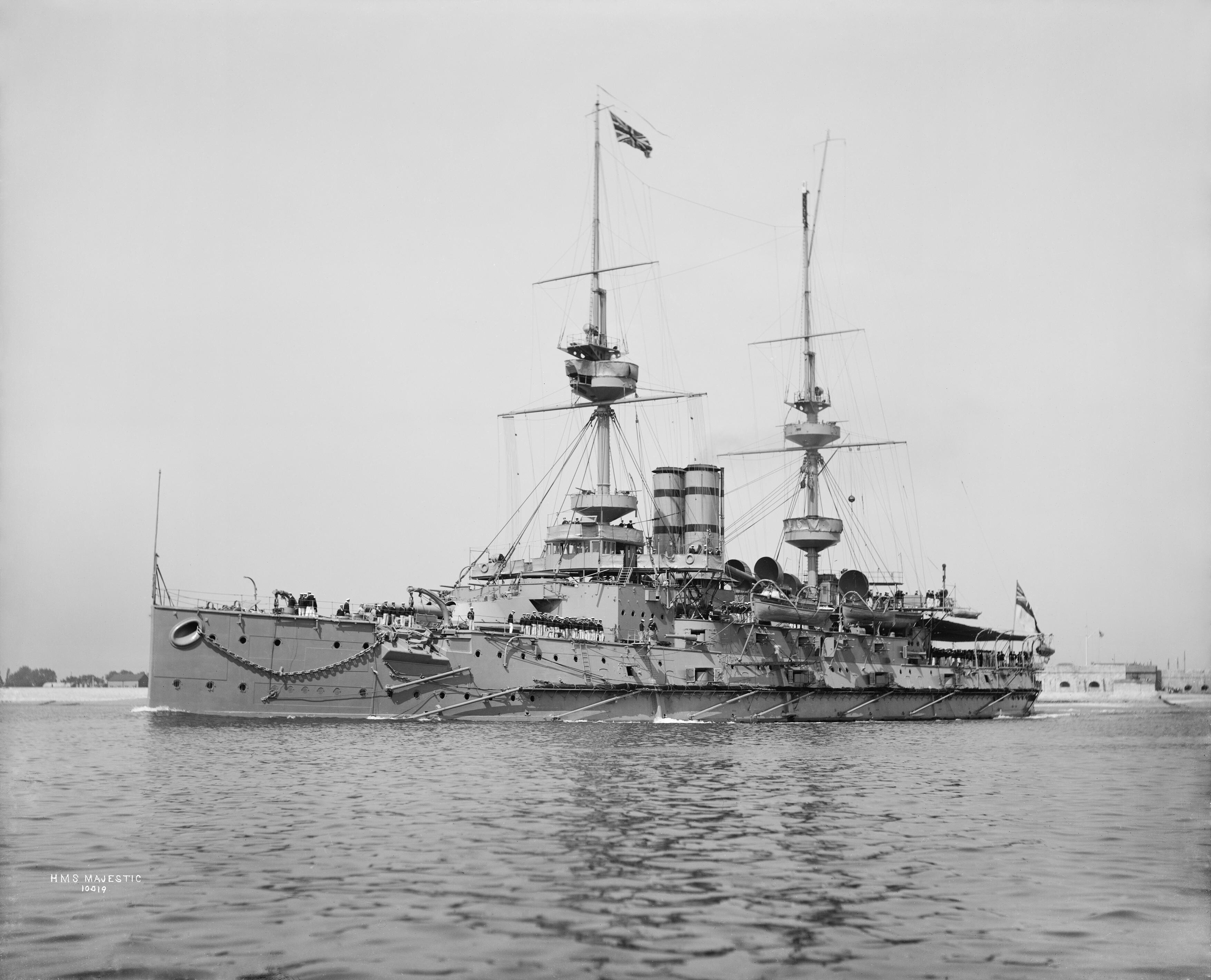
HMS Majestic
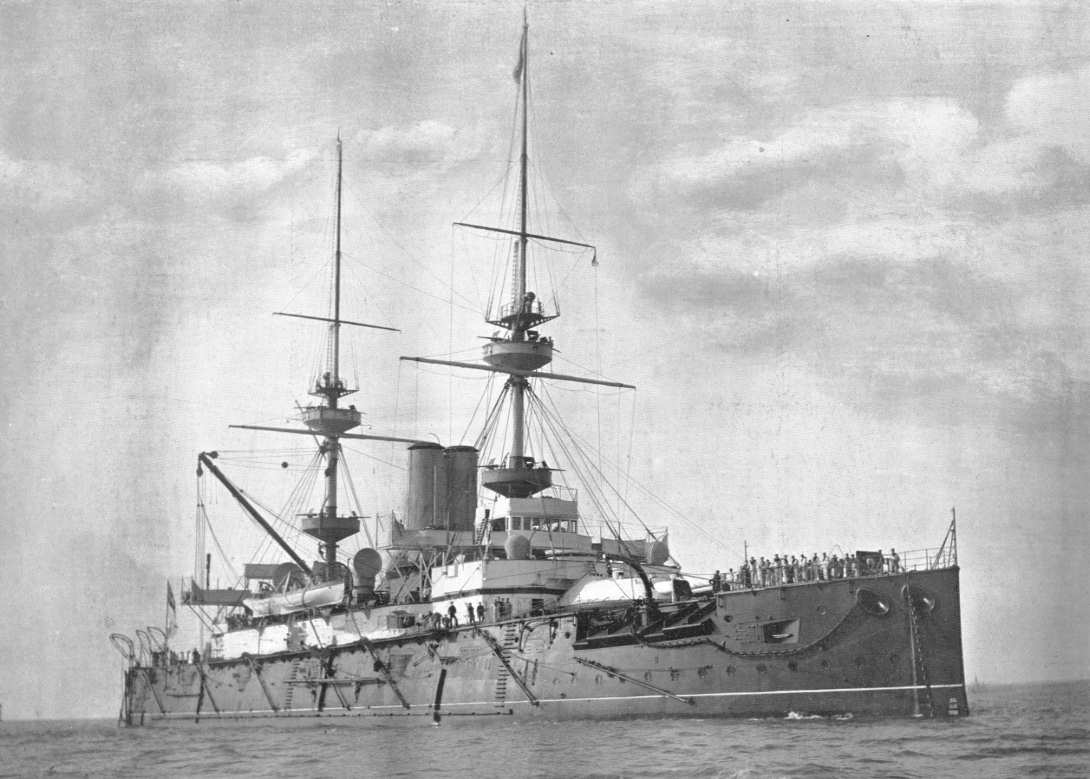
HMS Prince George
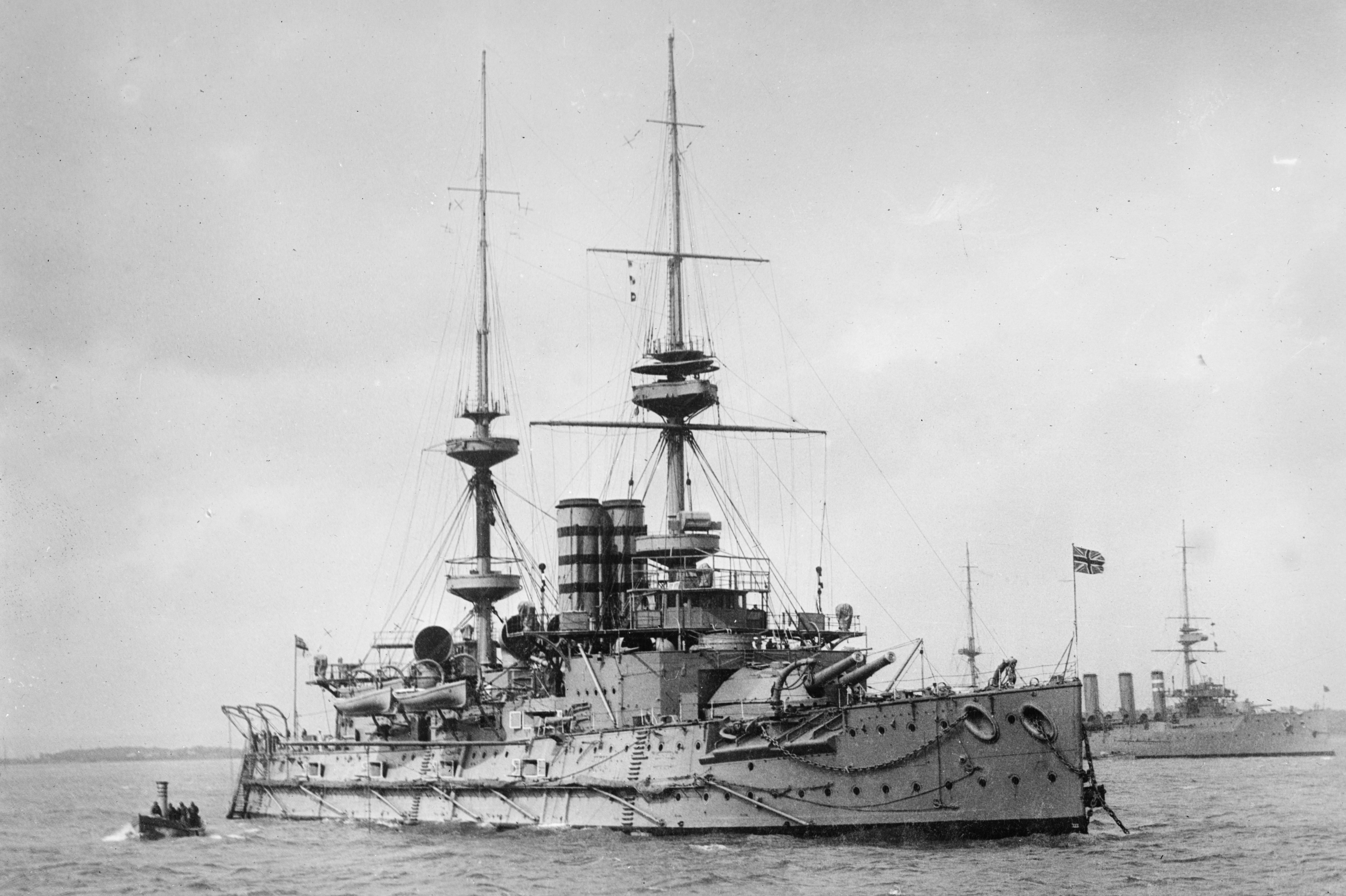
HMS Mars
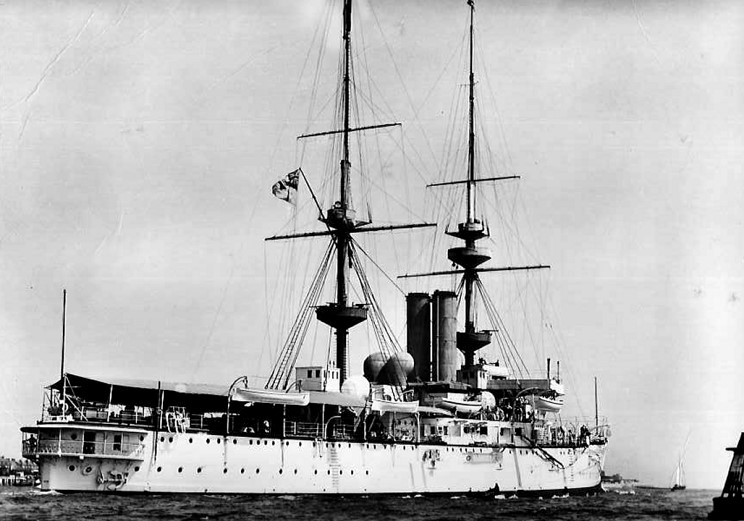
HMS Renown
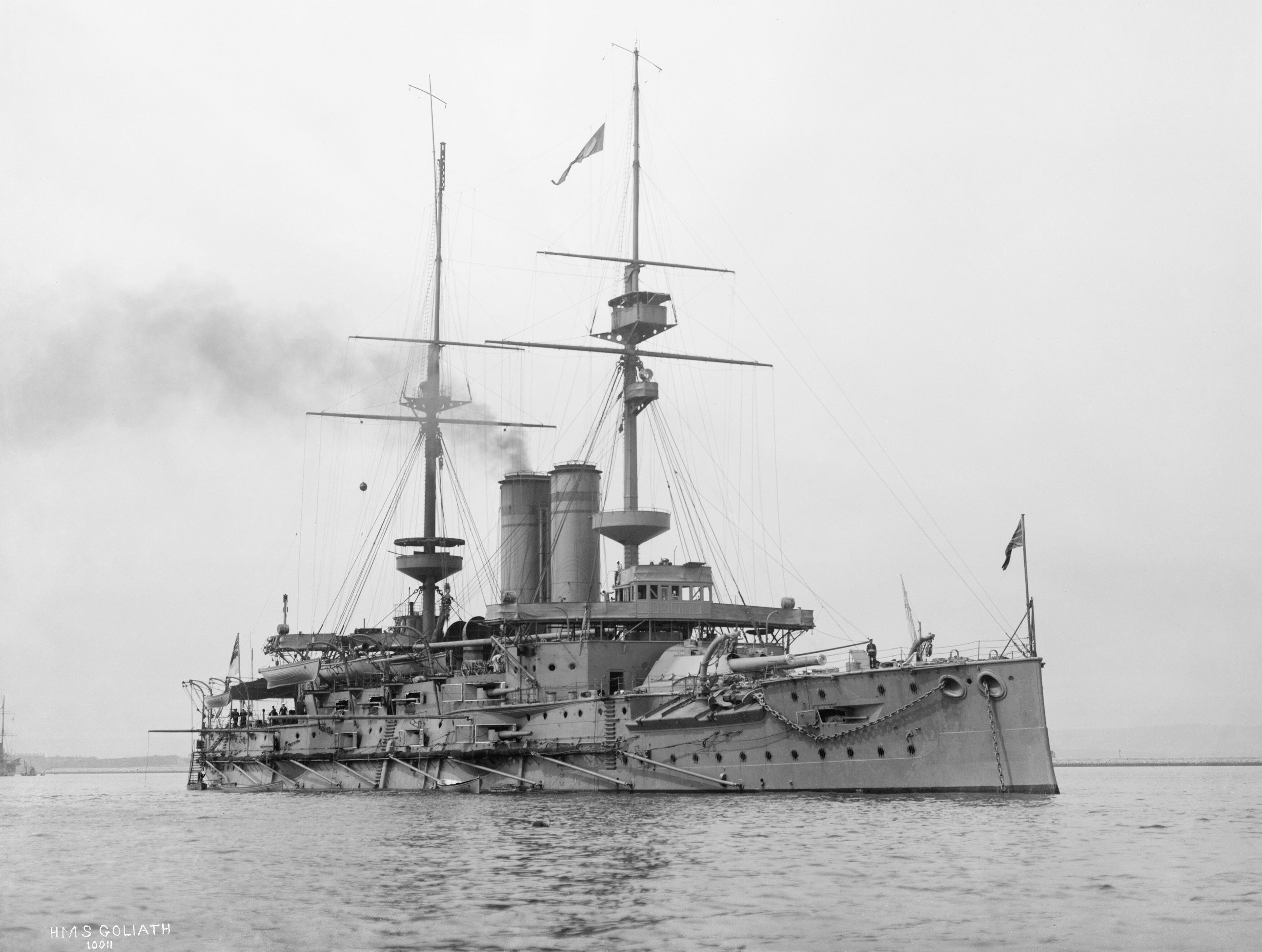
HMS Goliath
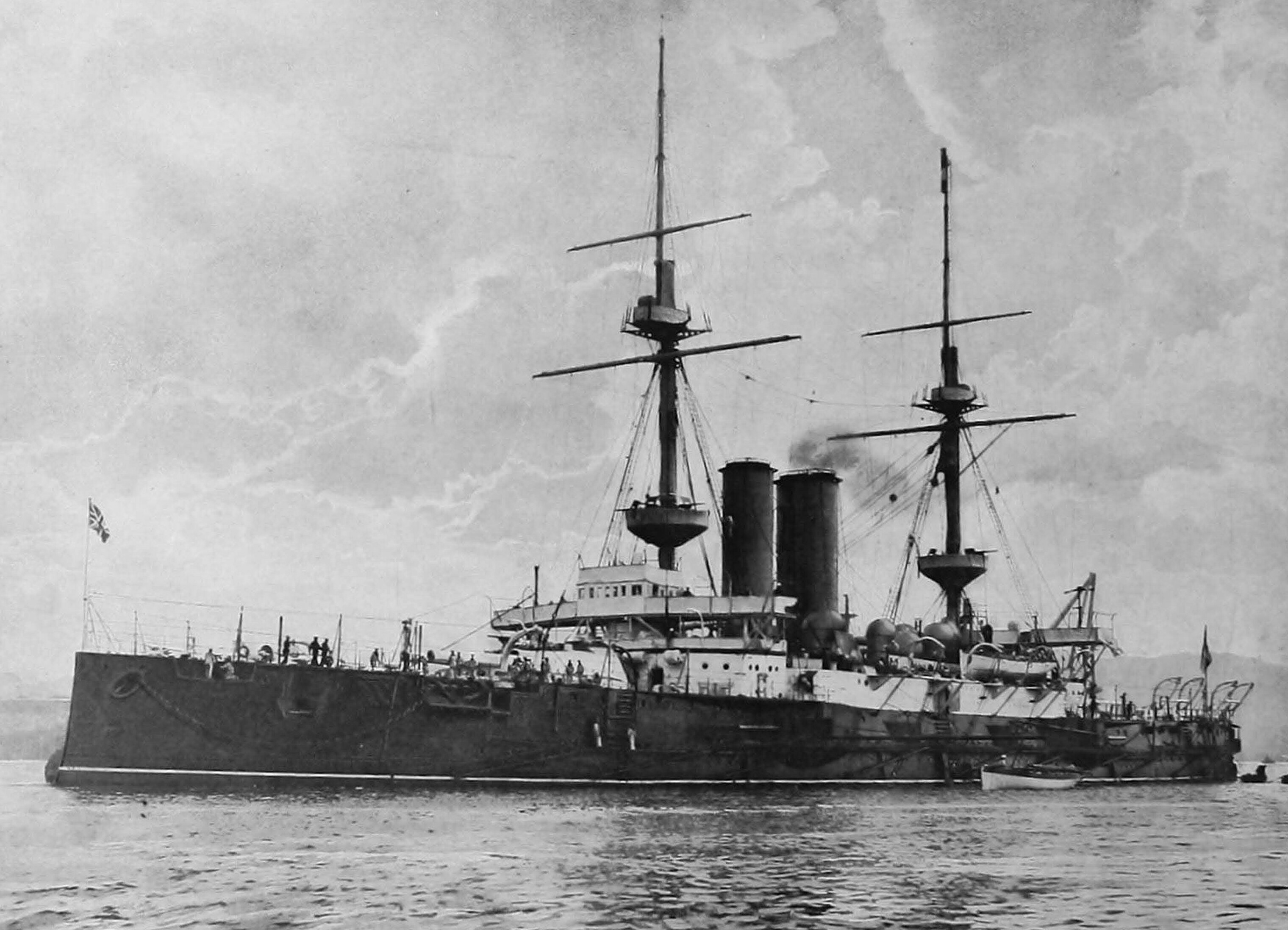
HMS Ocean
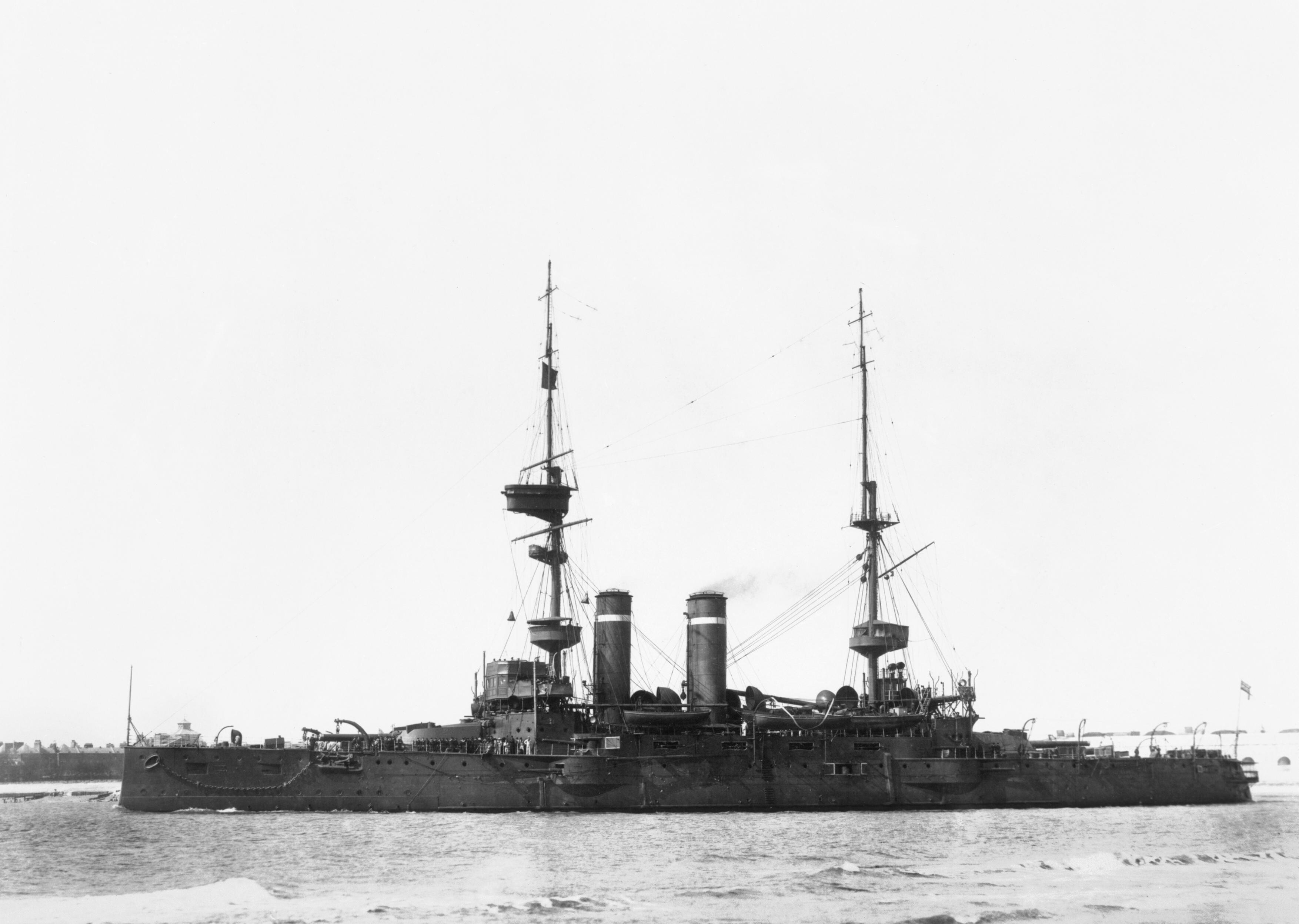
HMS Irresistible
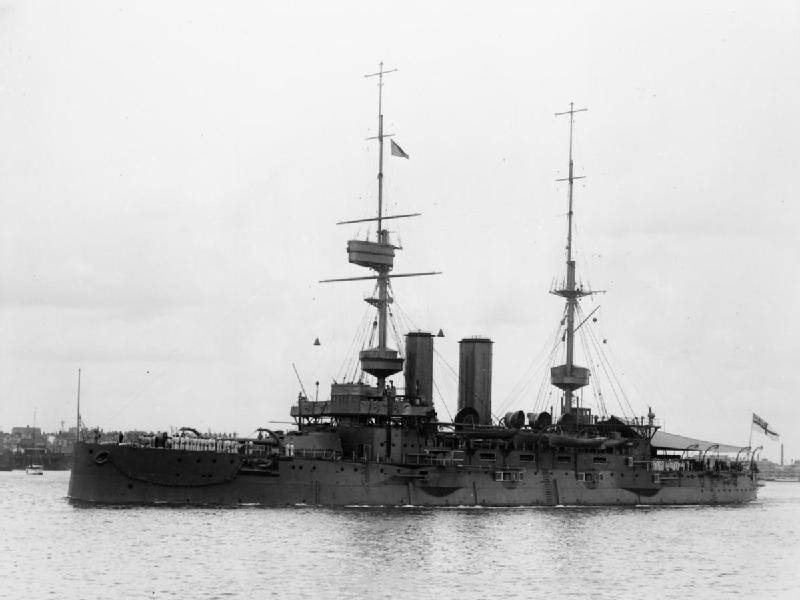
HMS Bulwark
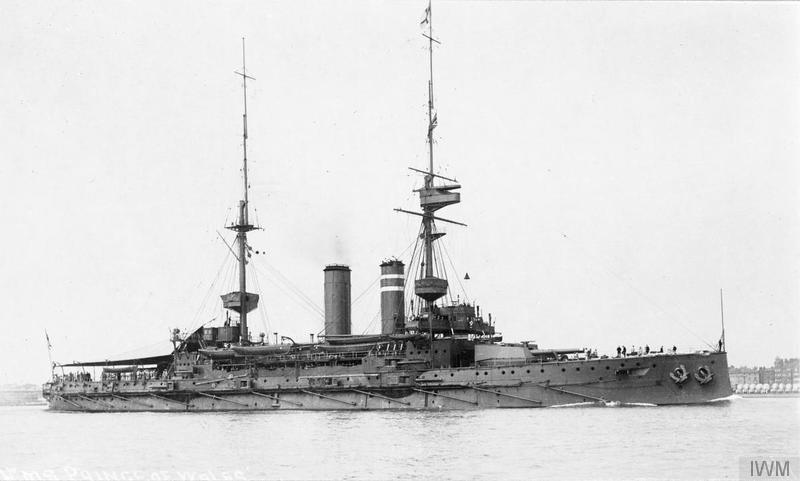
HMS Prince of Wales
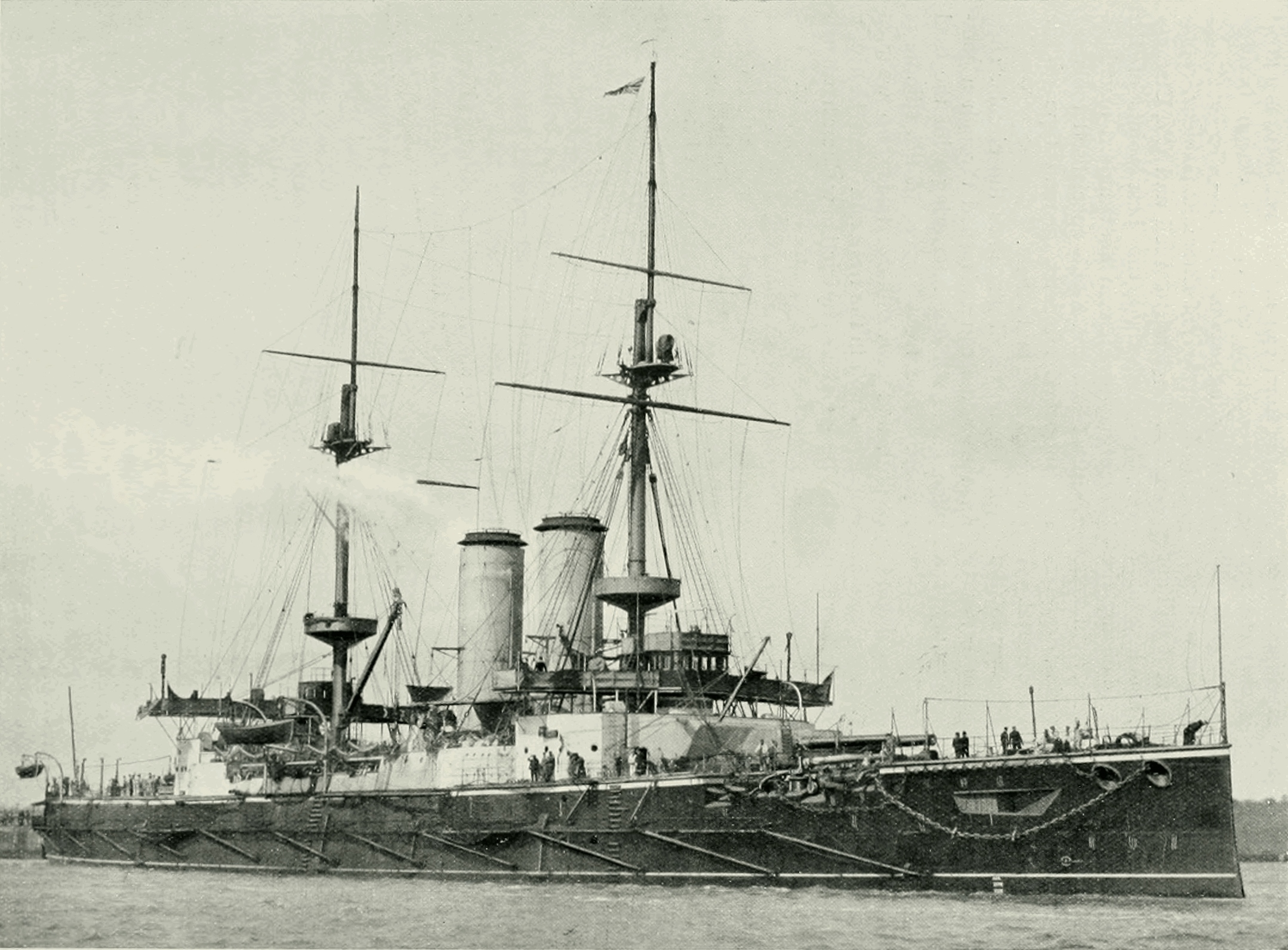
HMS Russell
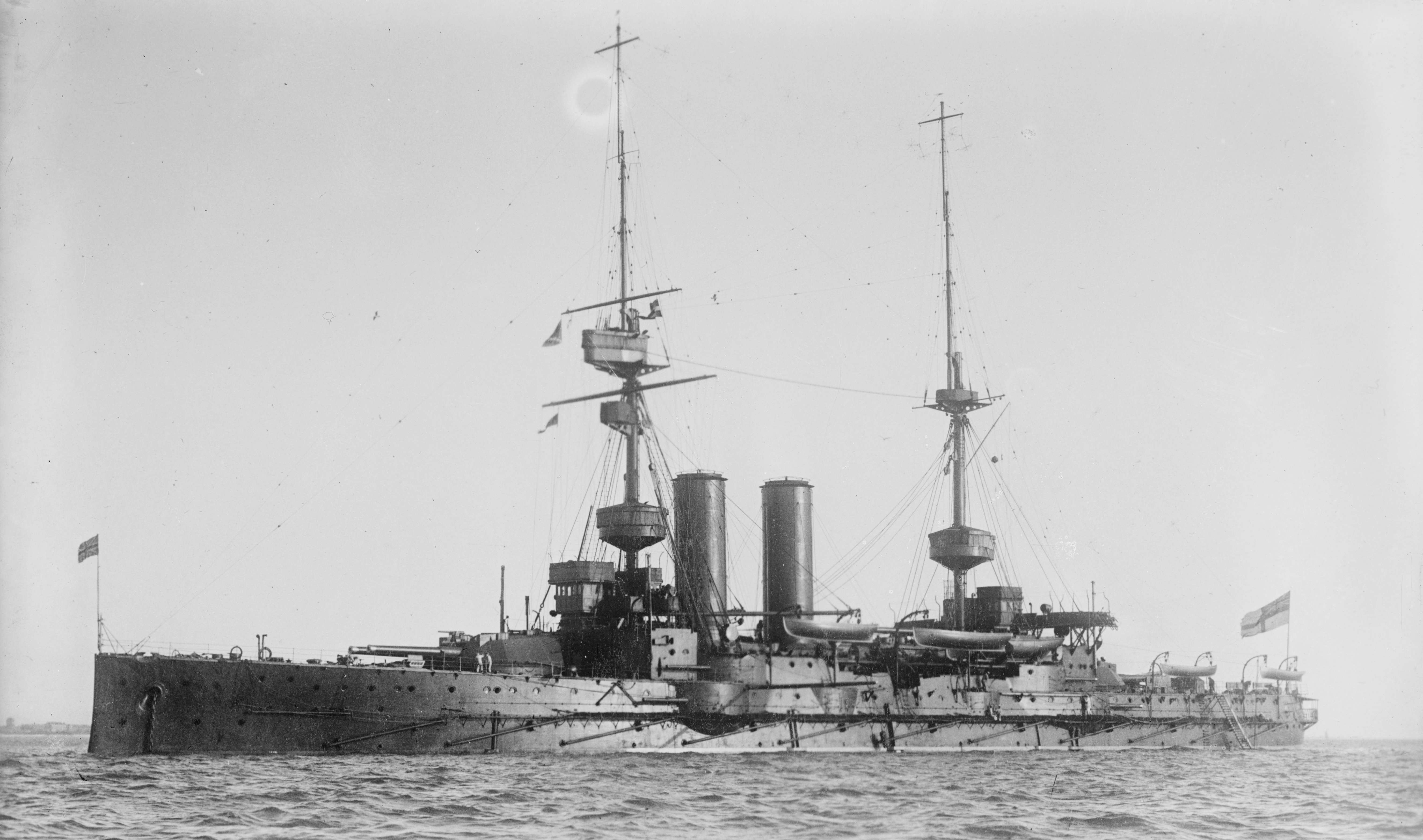
HMS Albemarle
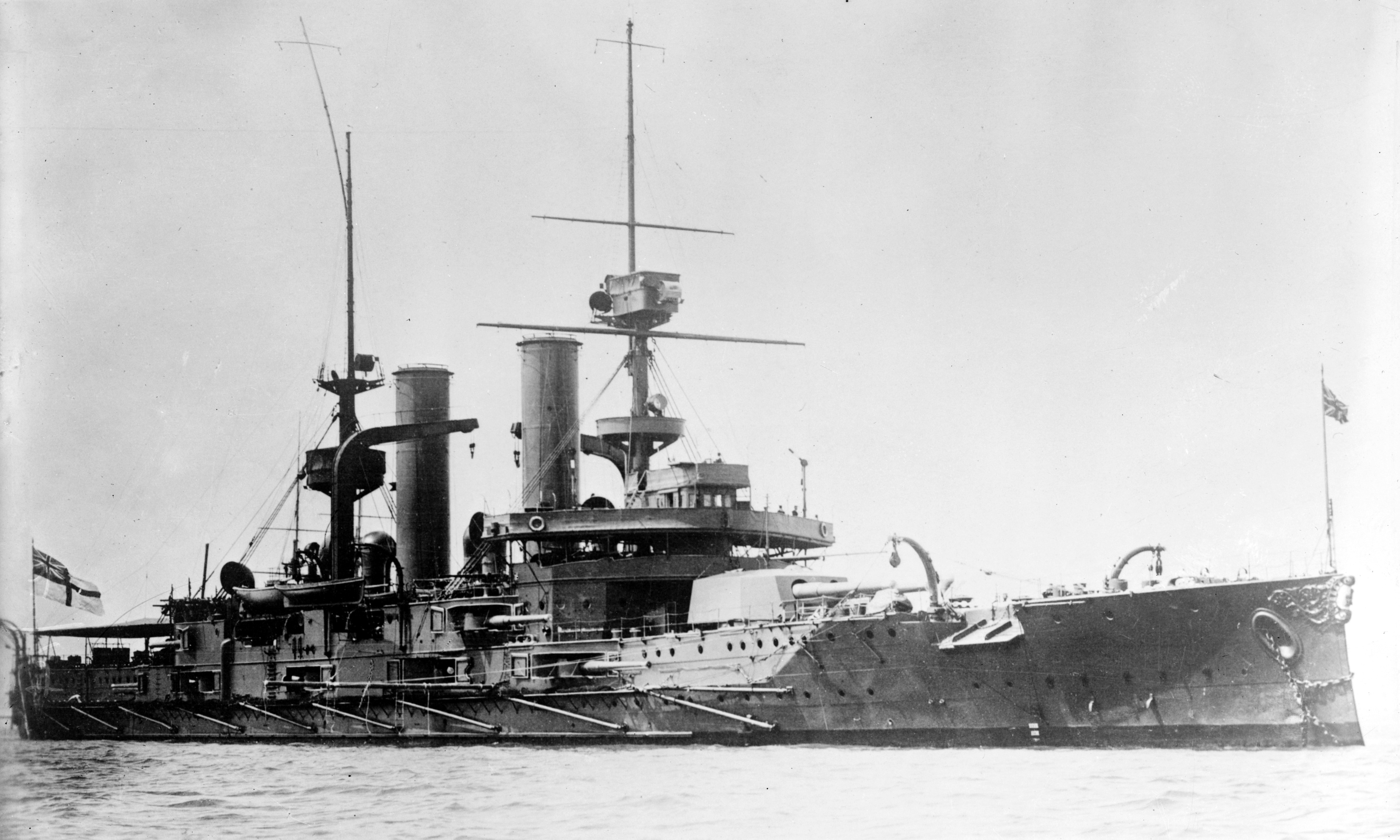
HMS Swiftsure

Semi-Dreadnoughts
- King-Edward-VII-Klasse
  - HMS Britannia (1904)
  - HMS King Edward VII (1903)
  - HMS Dominion (1903)
  - HMS Commonwealth (1903)
  - HMS Hindustan (1903)
  - HMS New Zealand (1904) – 1911 in HMS Zealandia umbenannt
  - HMS Hibernia (1905)
  - HMS Africa (1905)
- Lord-Nelson-Klasse
  - HMS Agamemnon (1906)
  - HMS Lord Nelson (1906)

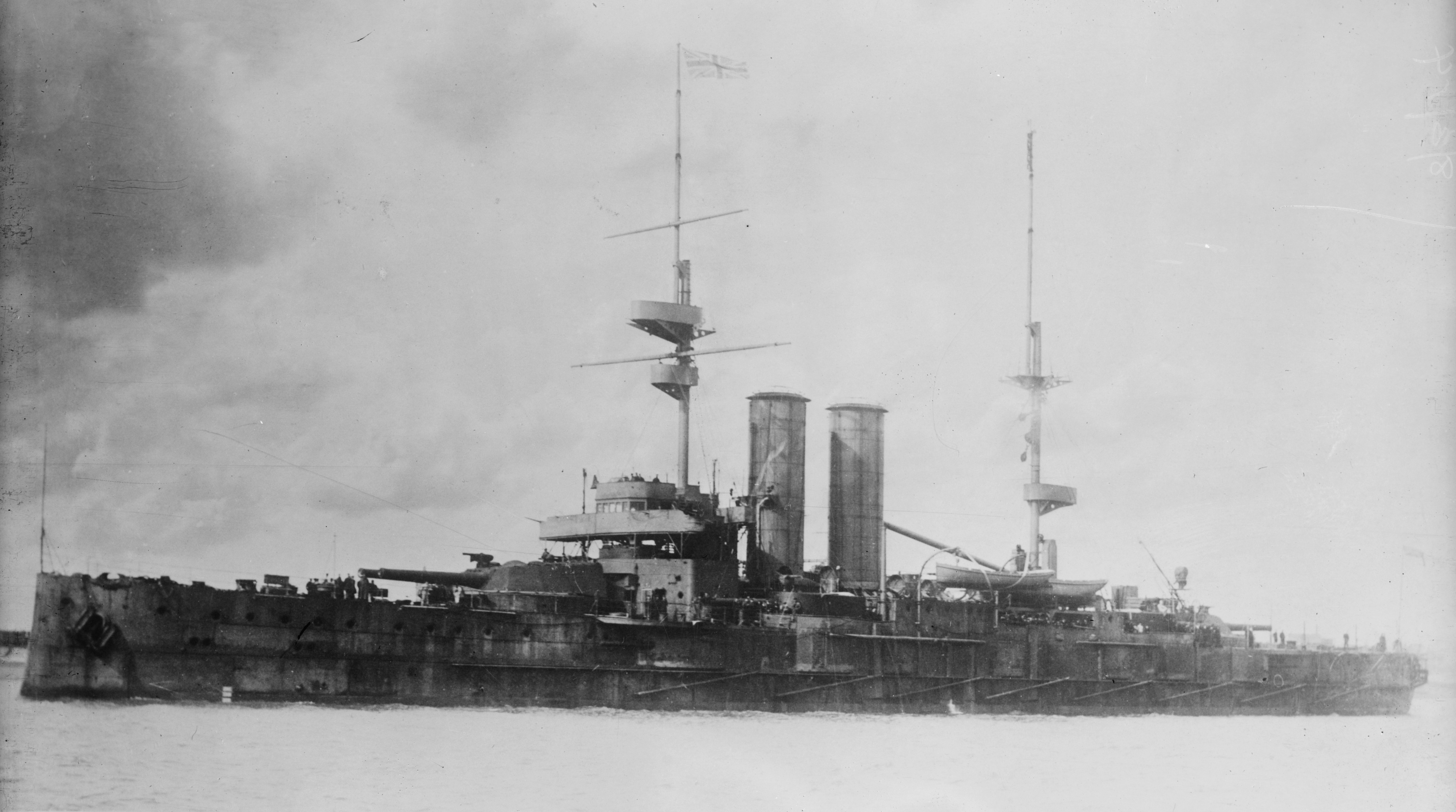
HMS New Zealand
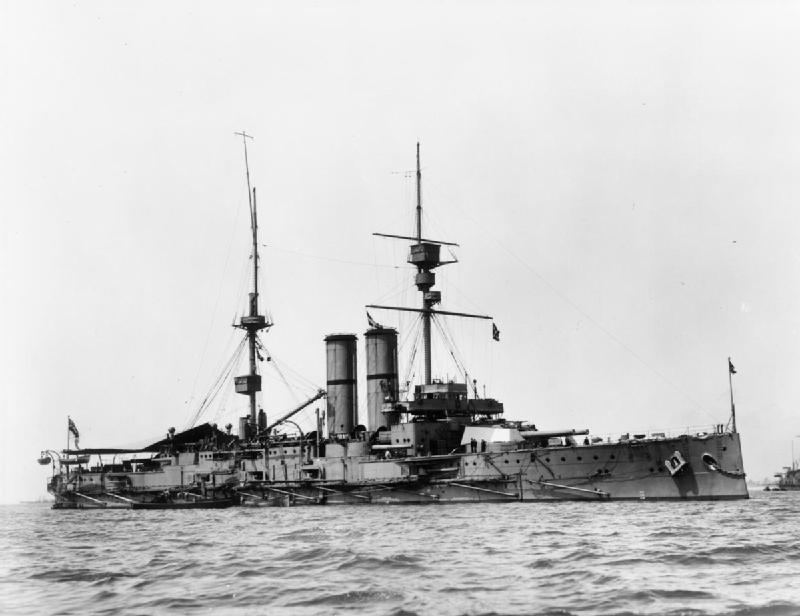
HMS Hibernia
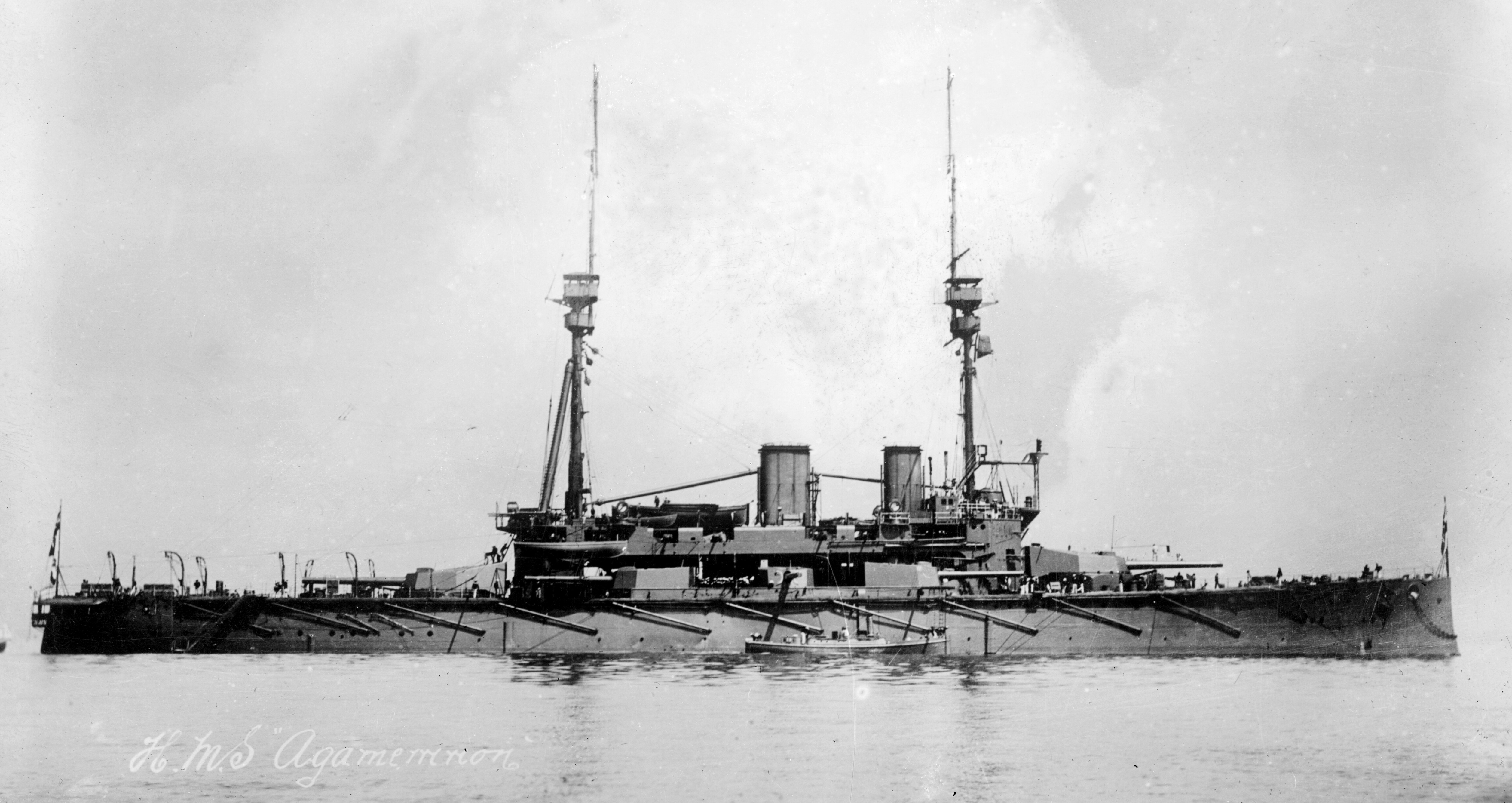
HMS Agamemnon
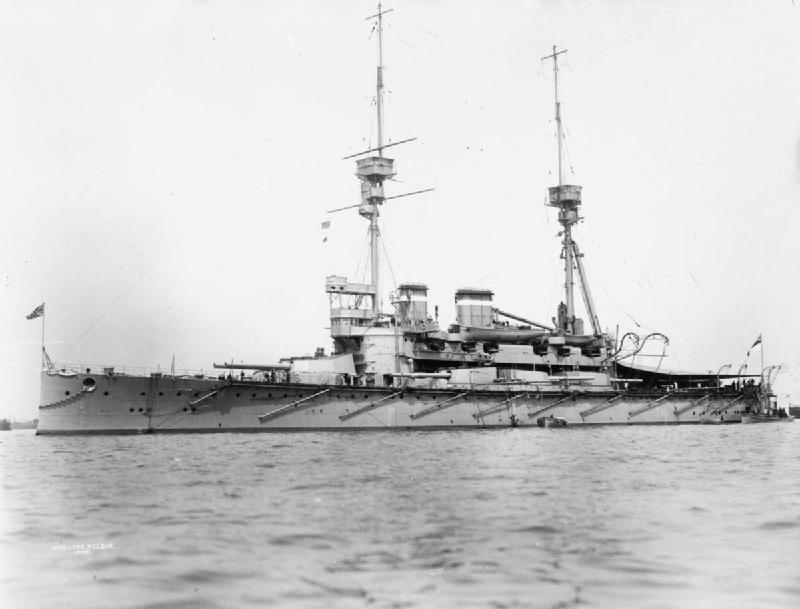
HMS Lord Nelson

### Italien
Einheitslinienschiffe
- Emanuele-Filiberto-Klasse
  - Emanuele Filiberto (1897)
  - Ammiraglio di Saint Bon (1897)
- Regina-Margherita-Klasse
  - Regina Margherita (1901)
  - Benedetto Brin (1901)

Semi-Dreadnoughts
- Regina-Elena- oder Vittorio-Emanuele-Klasse
  - Regina Elena (1904)
  - Vittorio Emanuele (1904)
  - Napoli (1905)
  - Roma (1907)

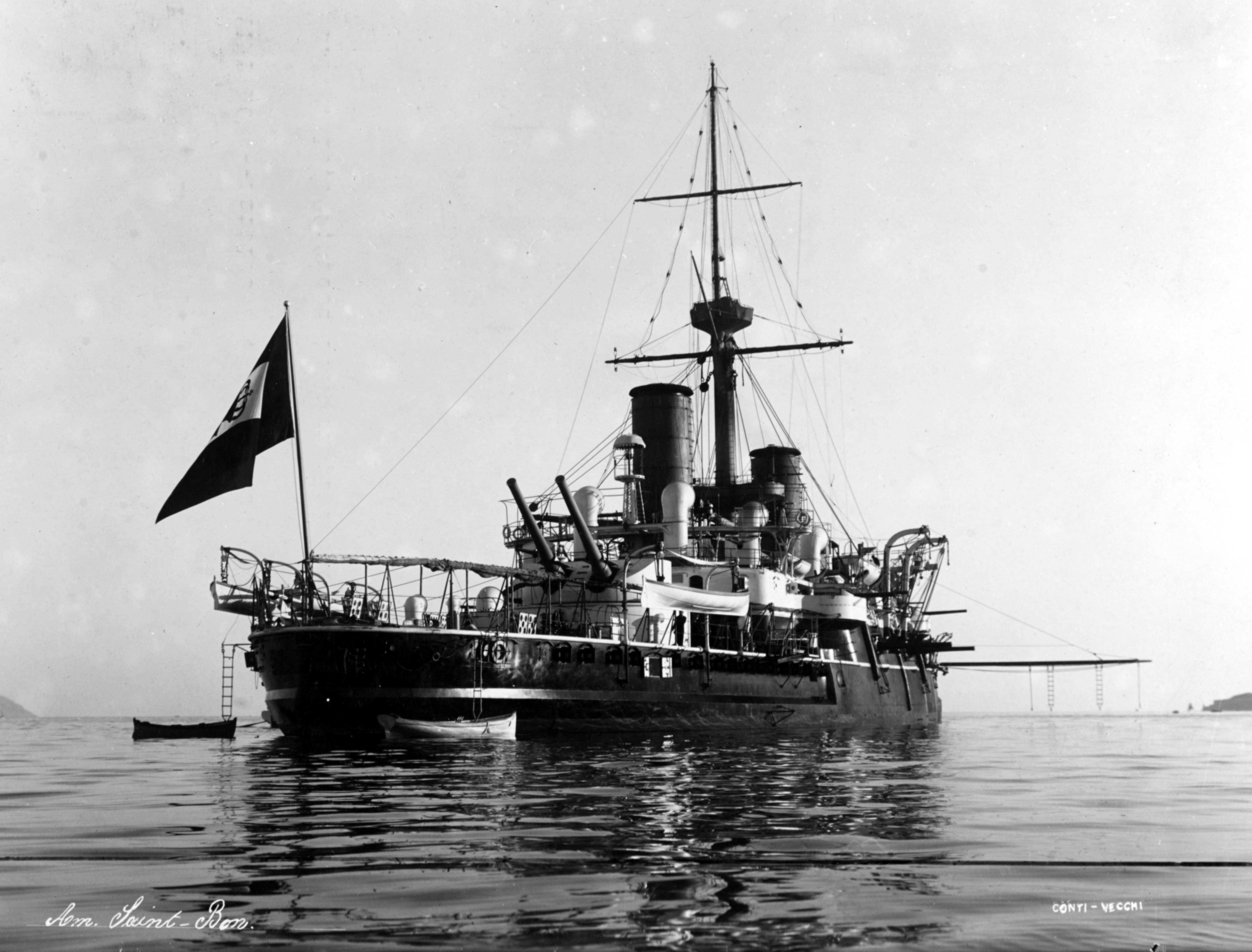
Ammiraglio di Saint Bon
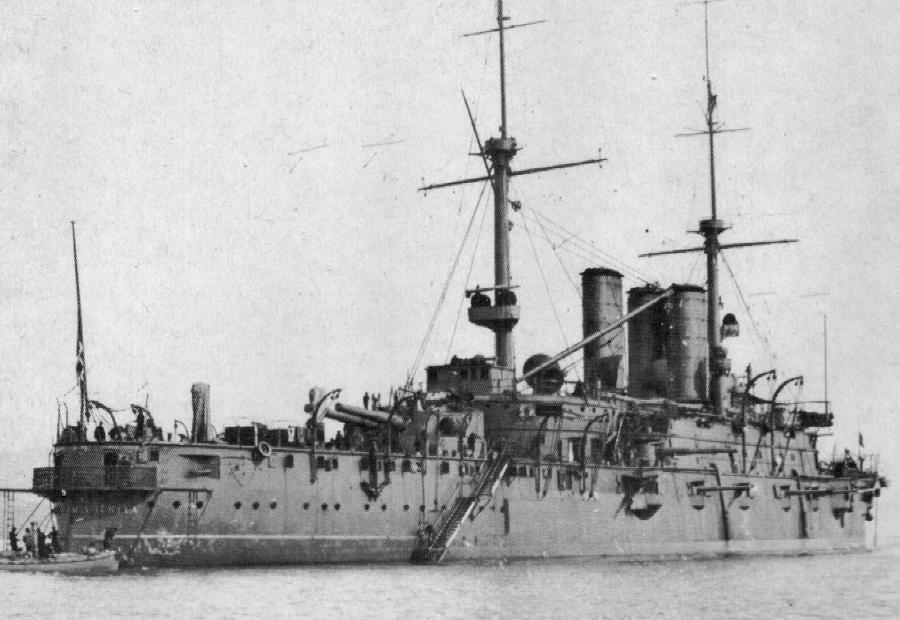
Regina Margherita
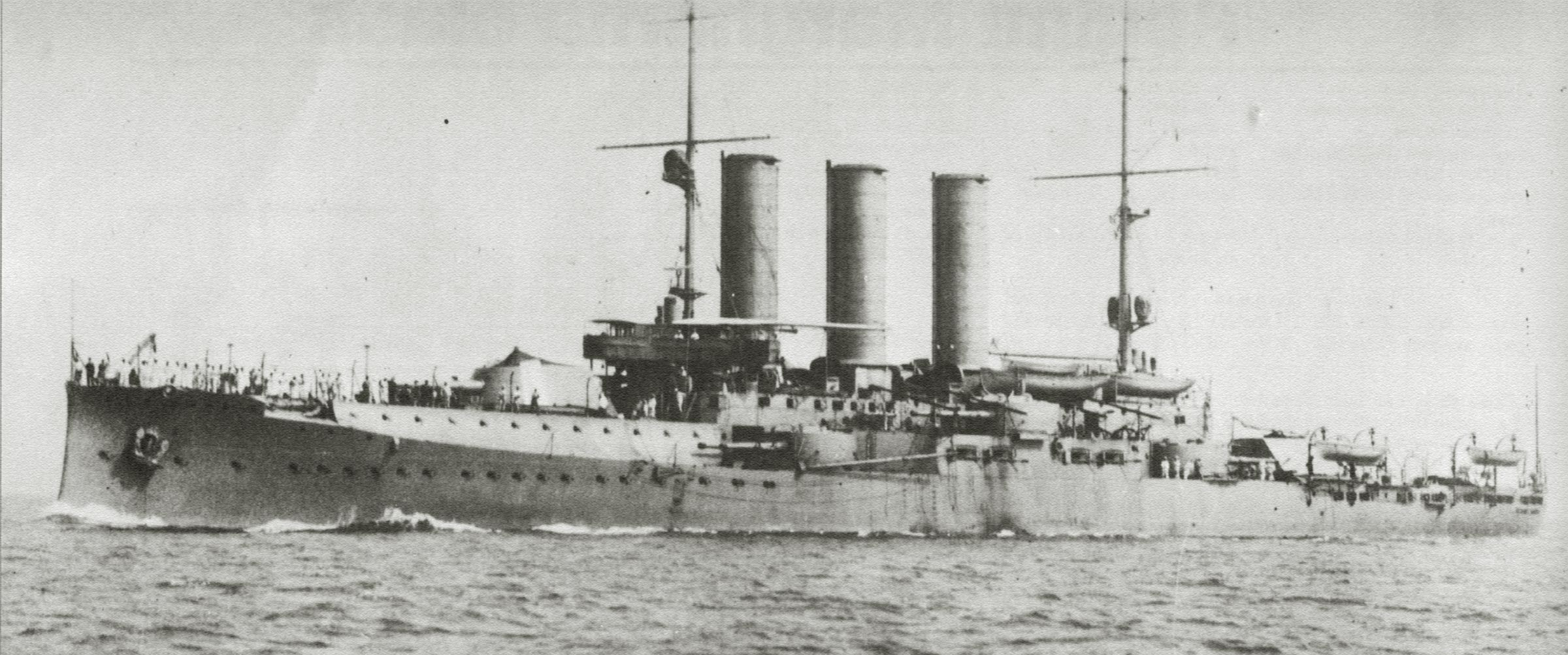
Vittorio Emanuele
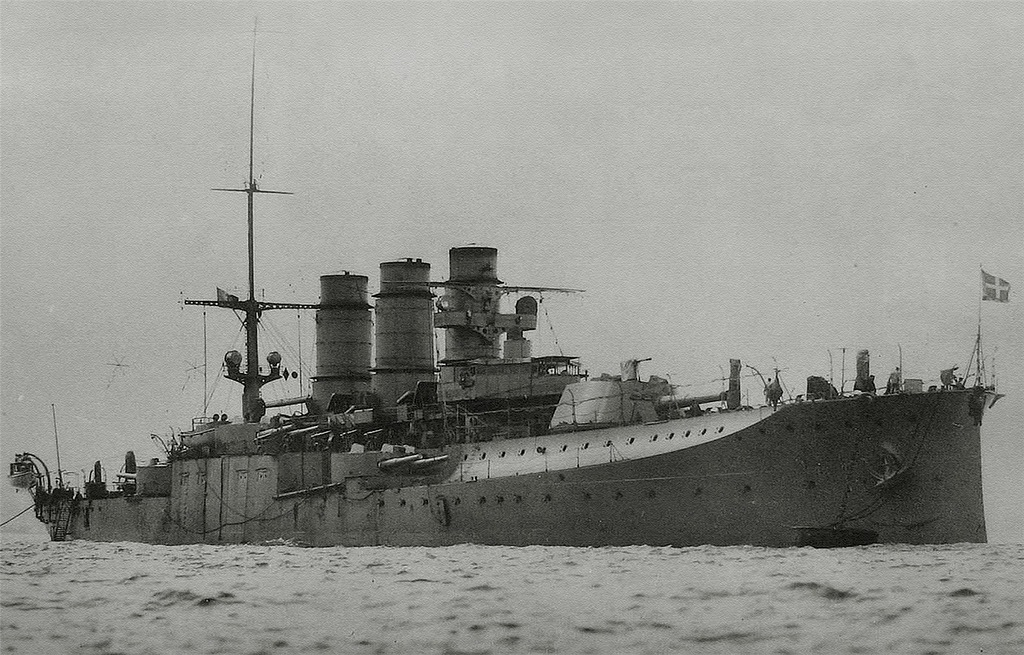
Roma

### Japan
Einheitslinienschiffe
- Fuji-Klasse
  - Fuji (1896)
  - Yashima (1896)
- Shikishima-Klasse
  - Shikishima (1898)
  - Hatsuse (1899)
- Asahi (1899)
- Mikasa (1900) – Museumsschiff in Yokosuka; einzig erhaltenes Einheitslinienschiff
- (Russische) Petropawlowsk-Klasse
  - Tango – ex russ. Poltawa (1894), 1905 in Port Arthur (heute: Lüshunkou) erbeutet
- (Russische) Pereswet-Klasse
  - Sagami – ex russ. Pereswet (1898), 1905 in Port Arthur erbeutet
  - Suō – ex russ. Pobeda (1900), 1905 in Port Arthur erbeutet
- Hizen – ex russ. Retwisan (1900), 1905 in Port Arthur erbeutet
- (Russische) Borodino-Klasse
  - Iwami – ex russ. Orjol (1902), 1905 in der Seeschlacht bei Tsushima erbeutet

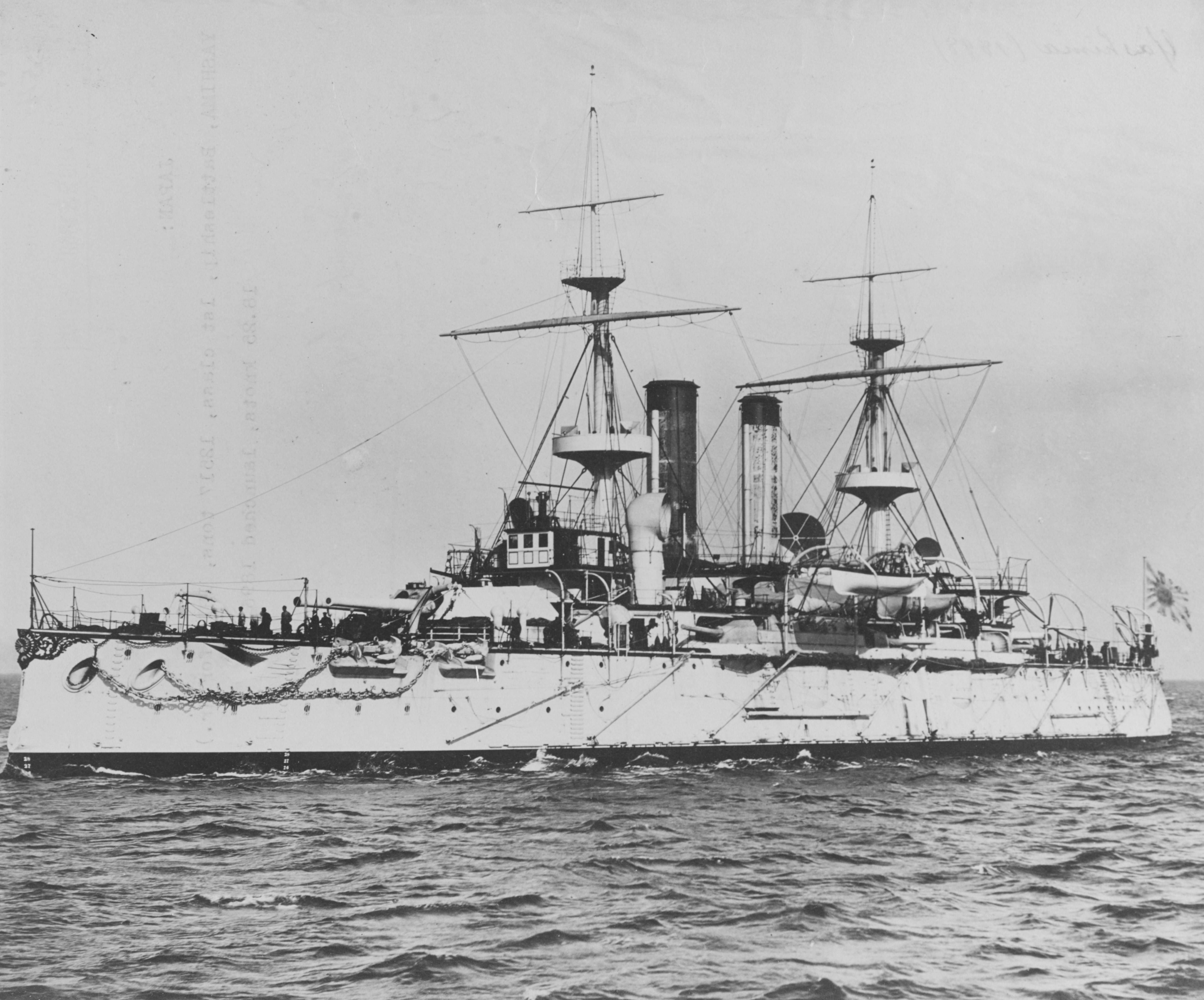
Yashima
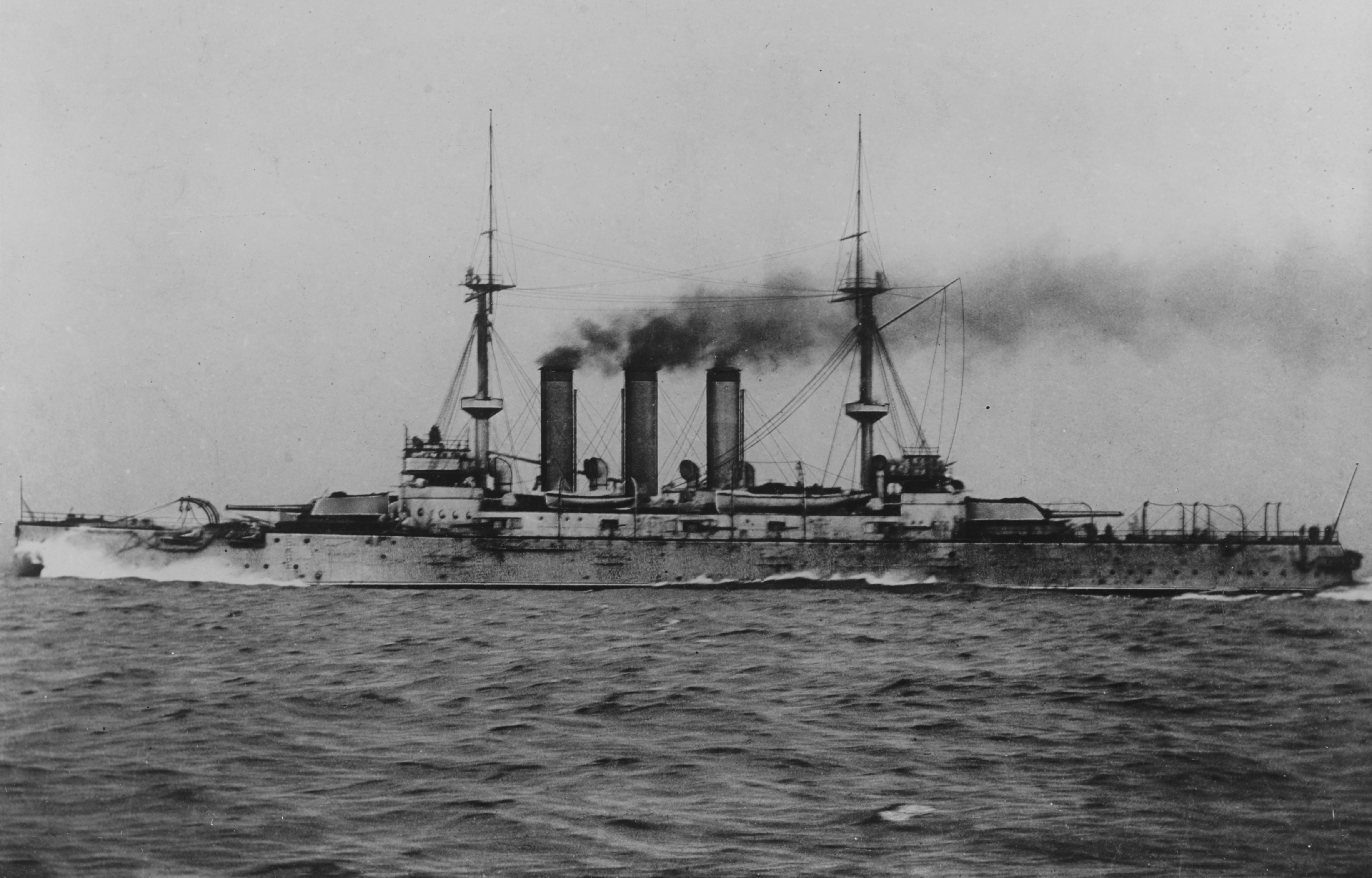
Hatsuse
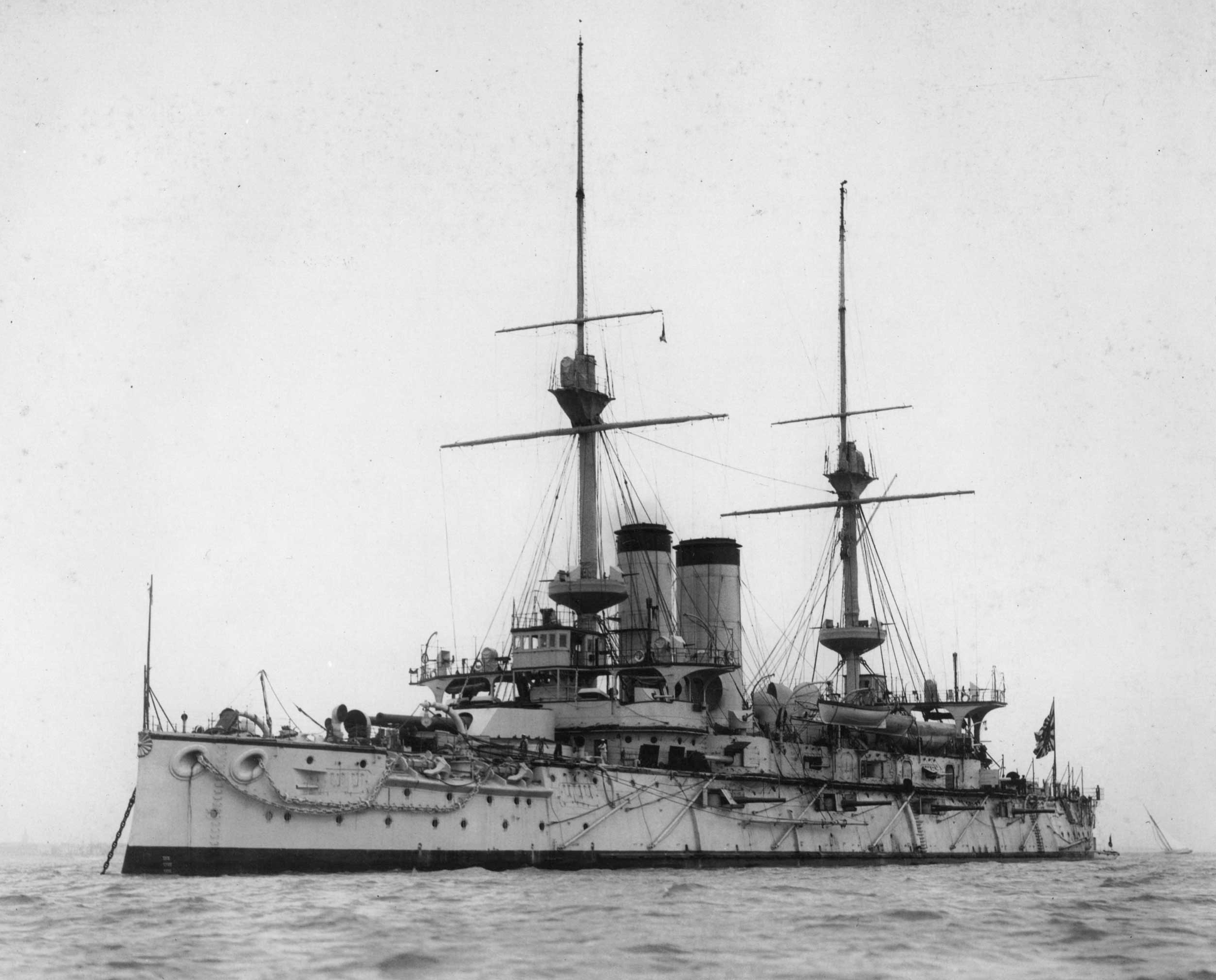
Asahi
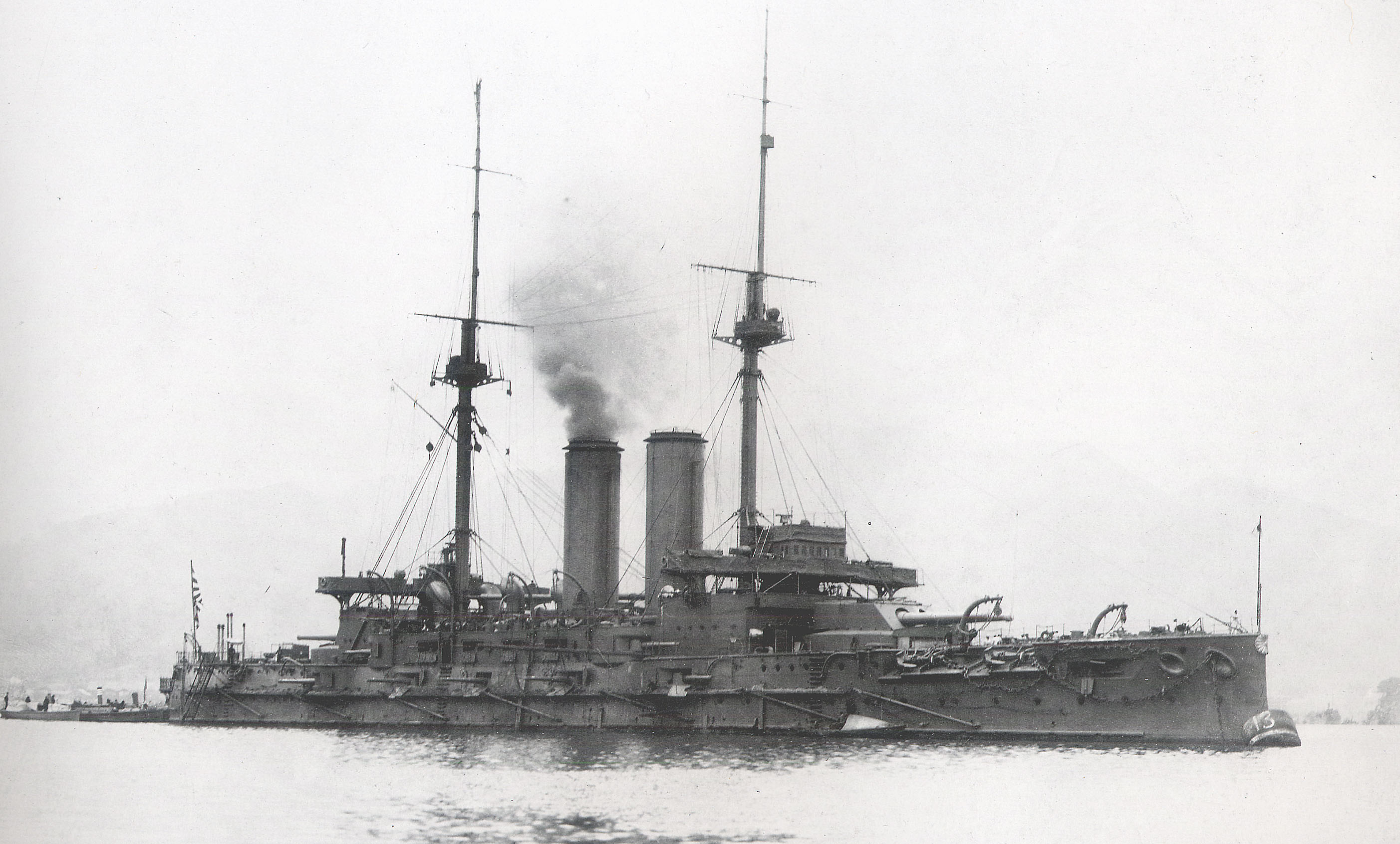
Mikasa
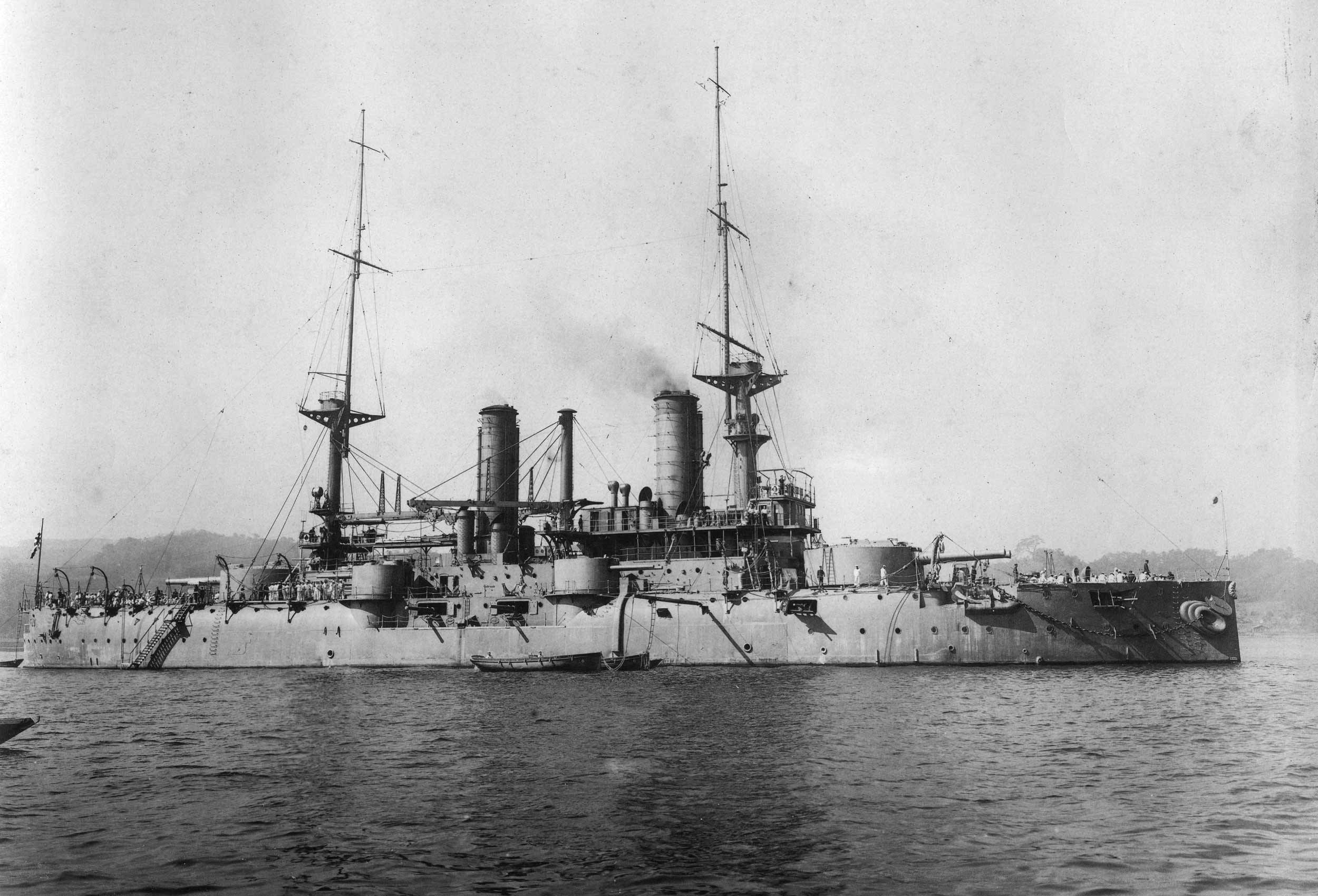
Tango, ex russ. Poltawa
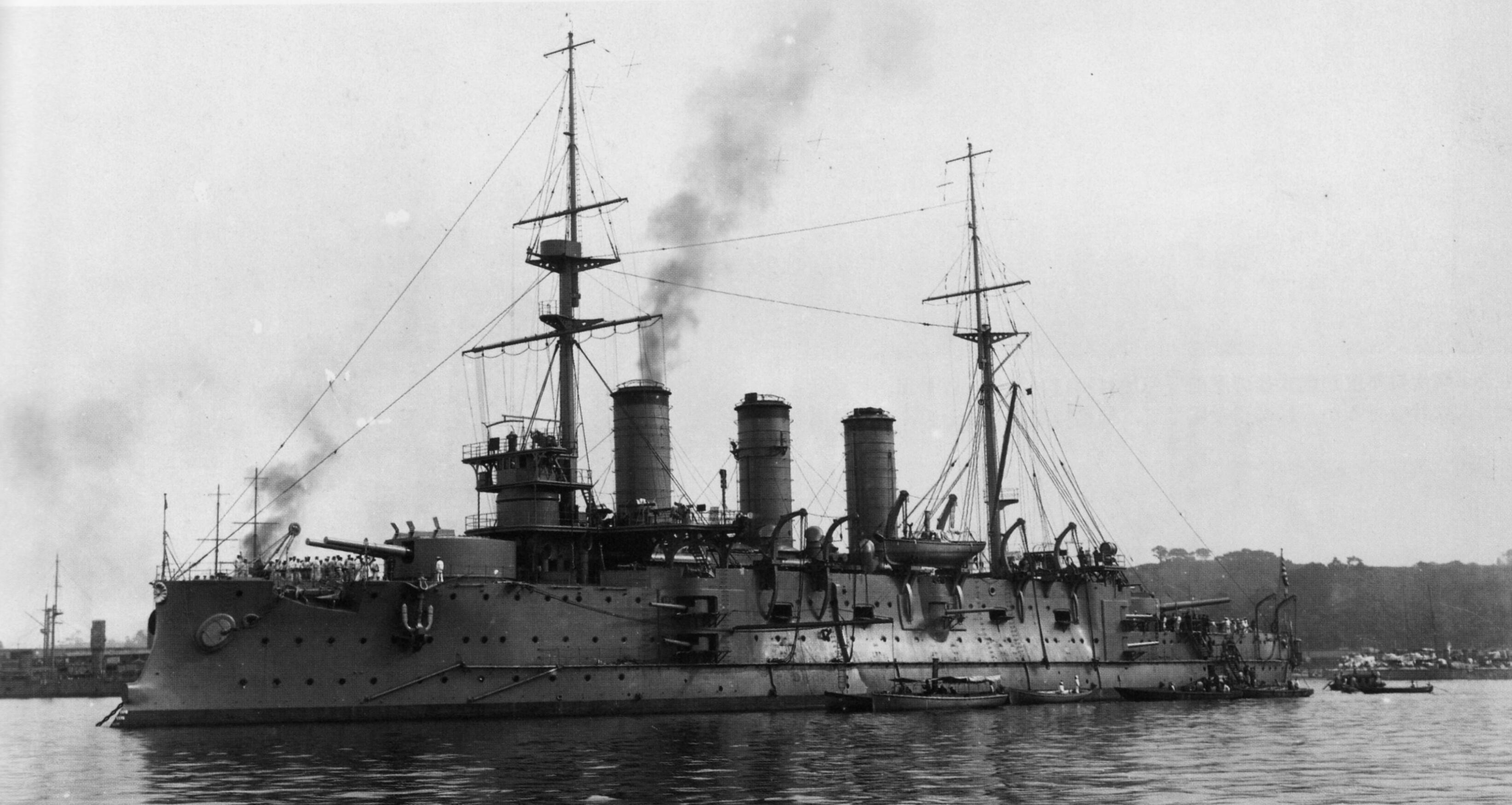
Suō, ex russ. Pobeda
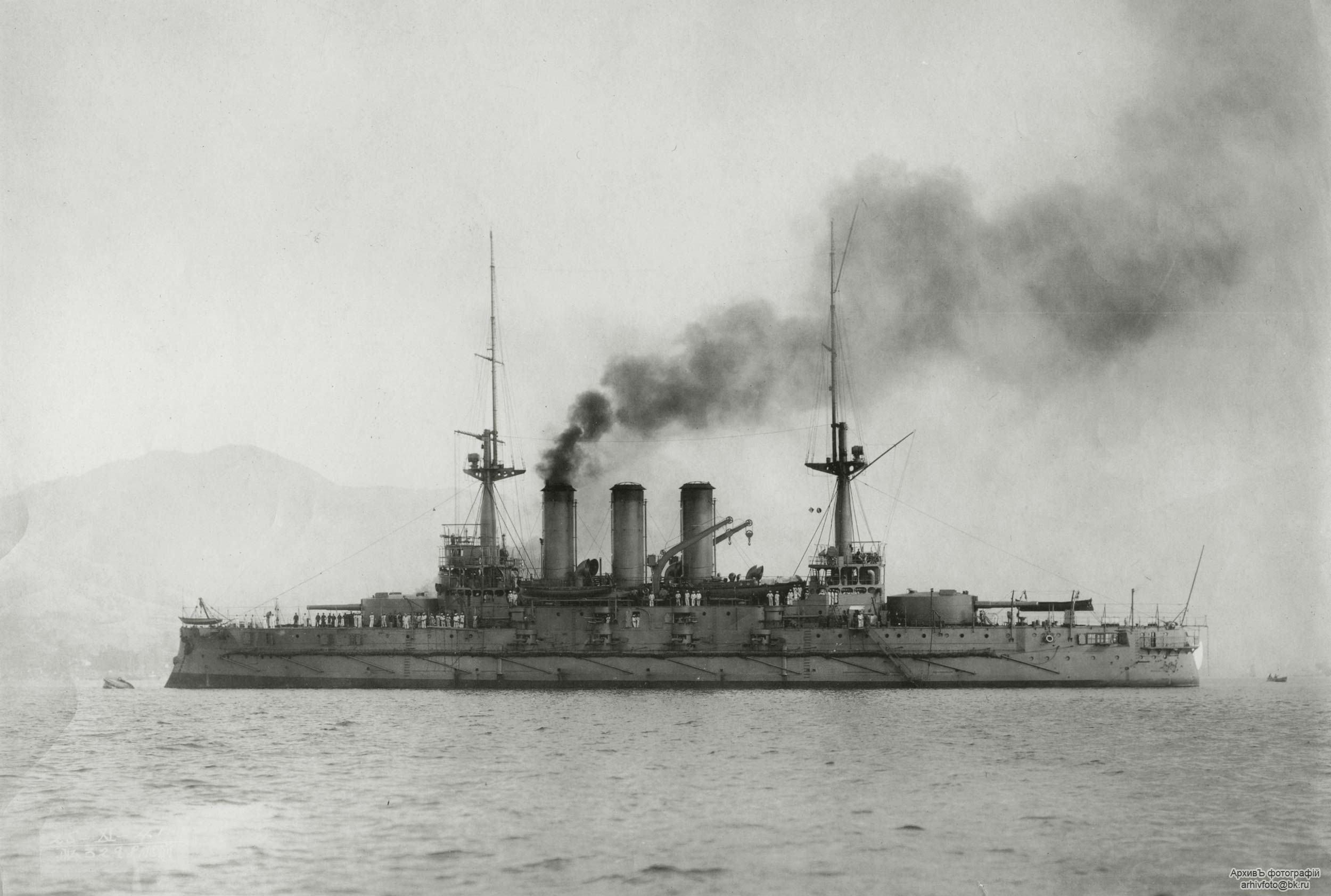
Hizen ex russ. Retwisan
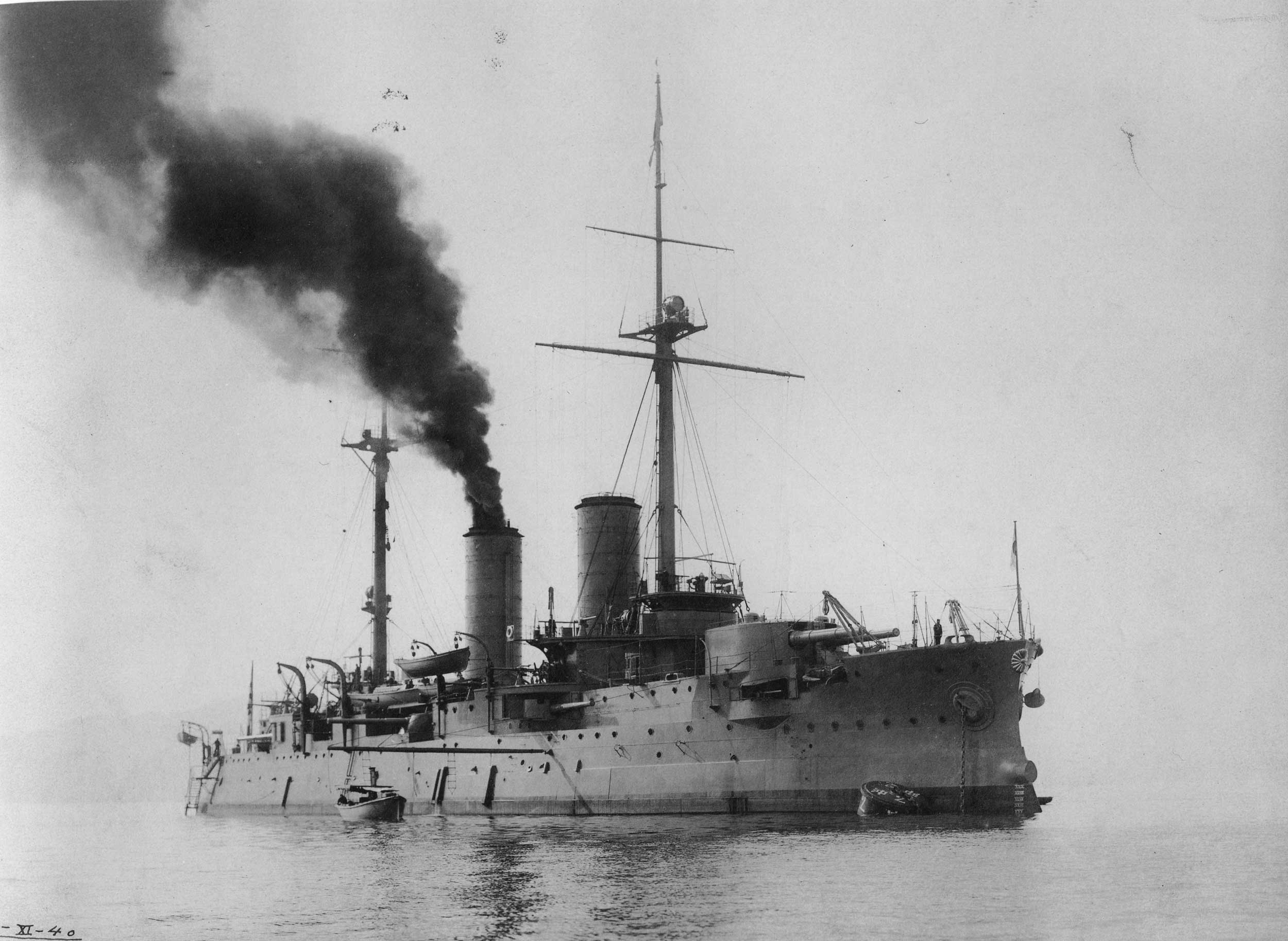
Iwami, ex russ. Orjol
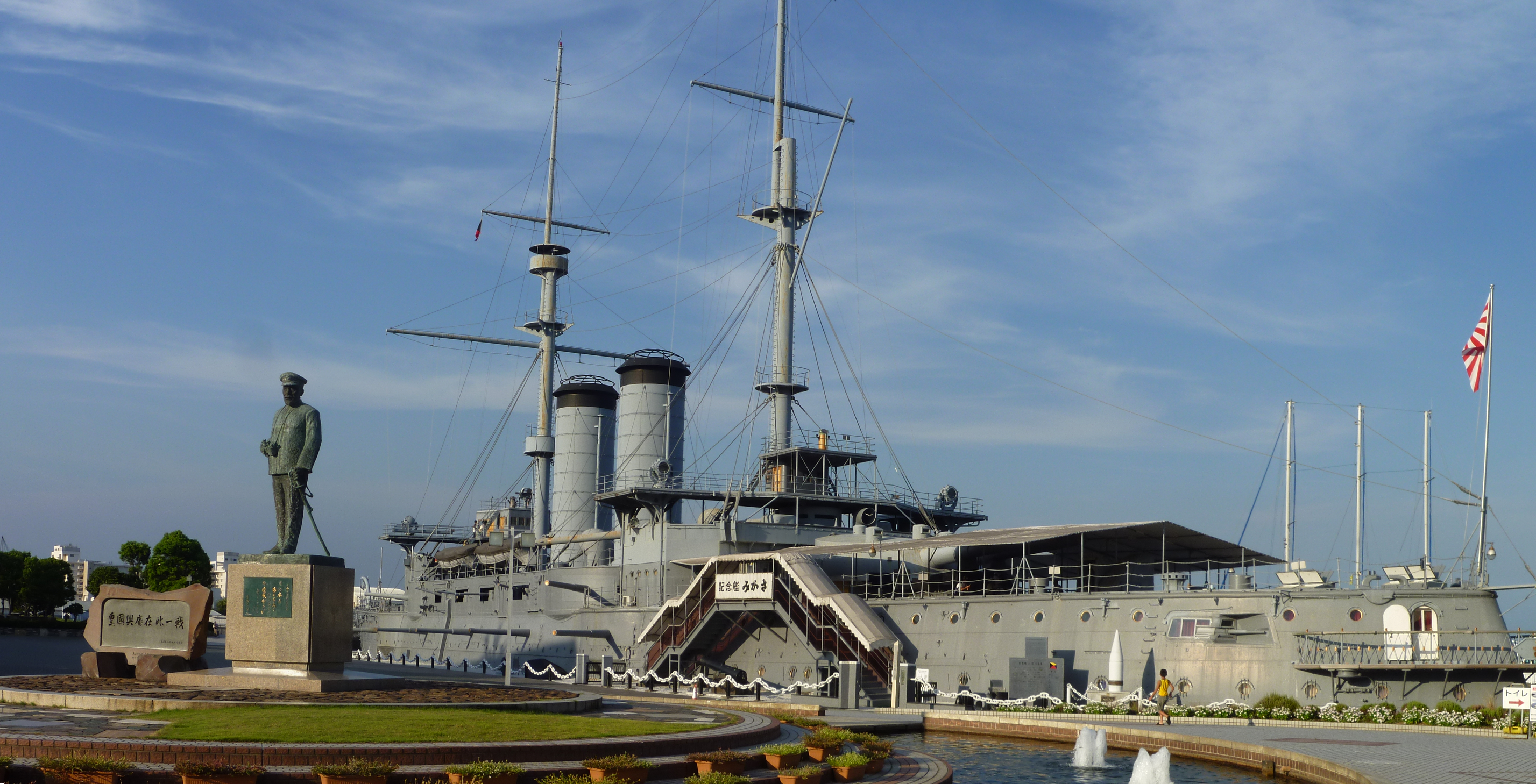
Museumsschiff Mikasa, davor die Statue von Admiral Tōgō

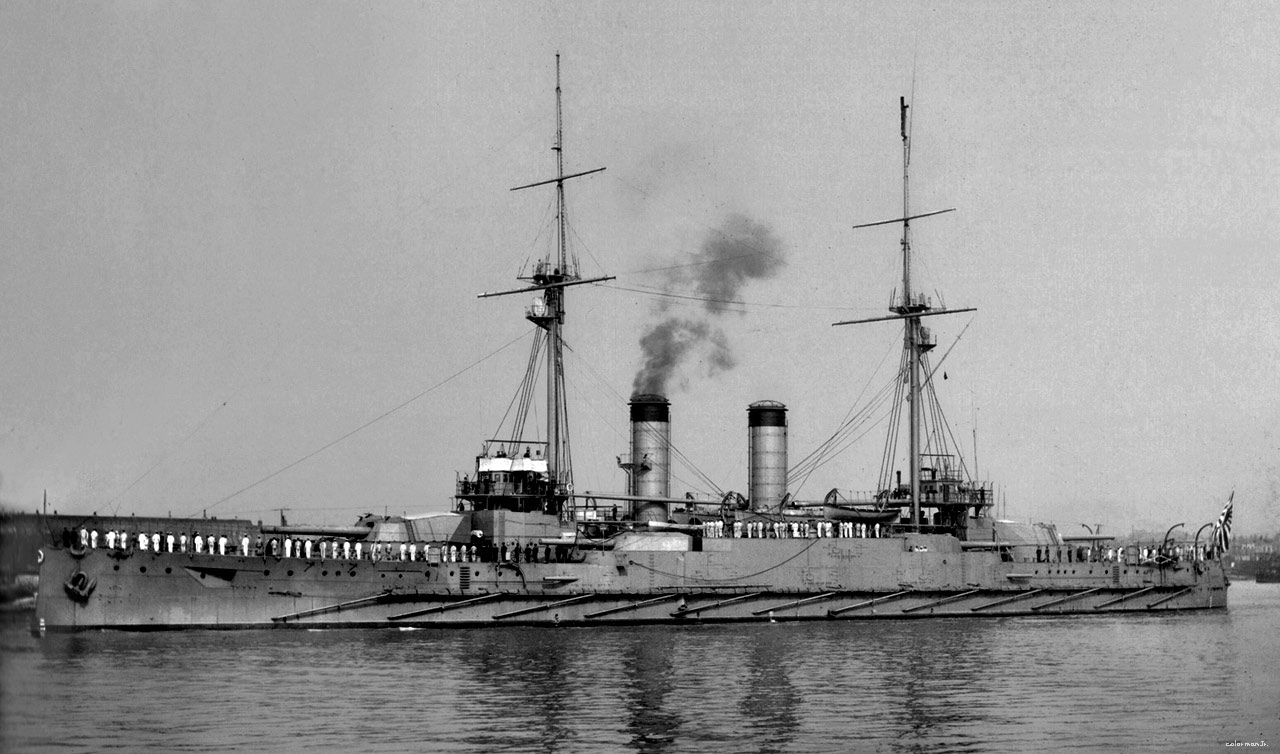
Kashima
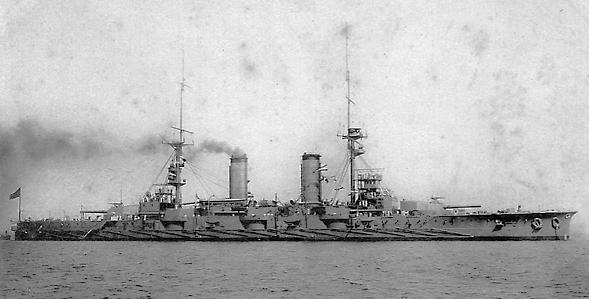
Satsuma

Semi-Dreadnoughts
- Katori-Klasse
  - Kashima (1905)
  - Katori (1905)
- Satsuma-Klasse
  - Satsuma (1906)
  - Aki (1907)

- Kashima
- Satsuma

### Osmanisches Reich/Türkei
Übergangsbauart zum Einheitslinienschiff
- Abdül Kadir – 1892 begonnen, Bau 1906 eingestellt, 1909 abgebrochen
- (Deutsche) Brandenburg-Klasse
  - Barbaros Hayreddin – ex deut. Kurfürst Friedrich Wilhelm (1891), 1910 angekauft
  - Torgud Reis – ex deut. Weißenburg (1891), 1910 angekauft

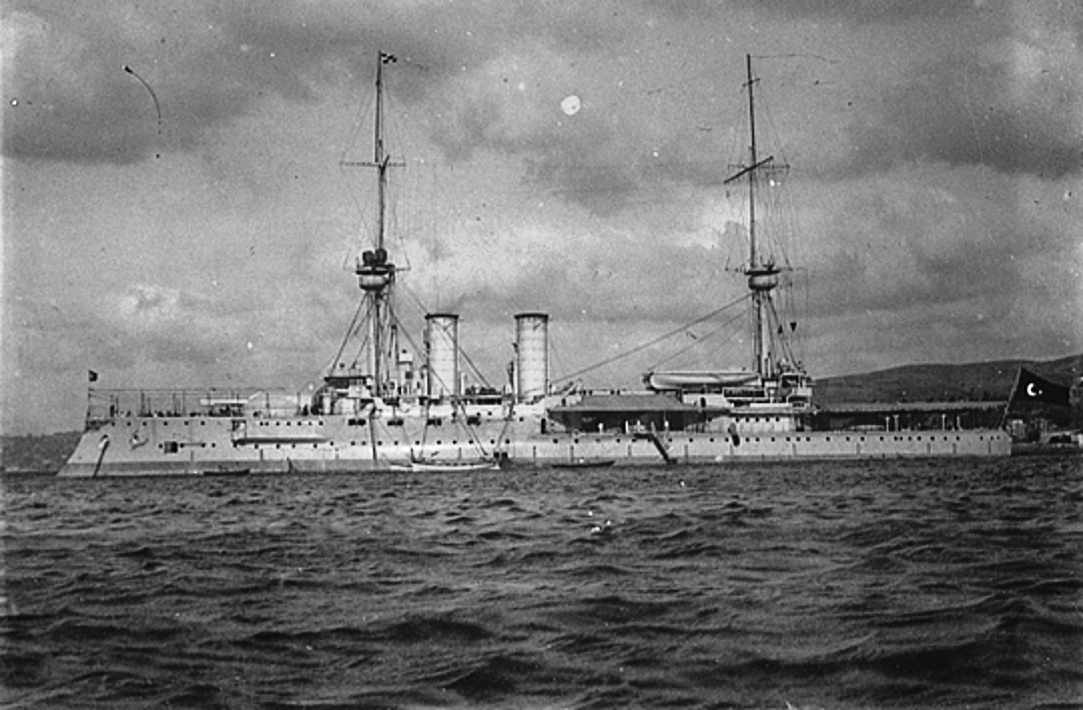
Barbaros Hayreddin
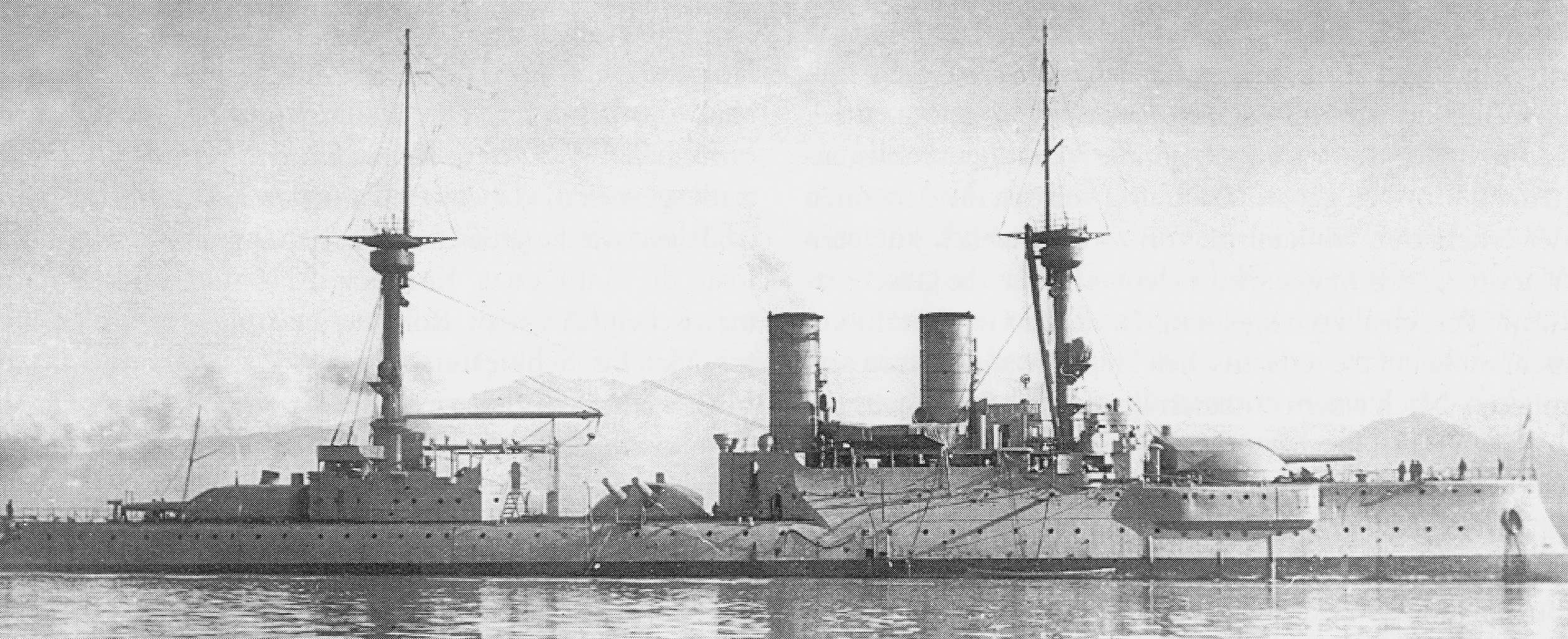
Torgud Reis

### Österreich-Ungarn
Einheitslinienschiffe
- Habsburg-Klasse
  - SMS Habsburg (1900)
  - SMS Árpád (1901)
  - SMS Babenberg (1902)
- Erzherzog-Karl-Klasse
  - SMS Erzherzog Karl (1903)
  - SMS Erzherzog Friedrich (1904)
  - SMS Erzherzog Ferdinand Max (1905)

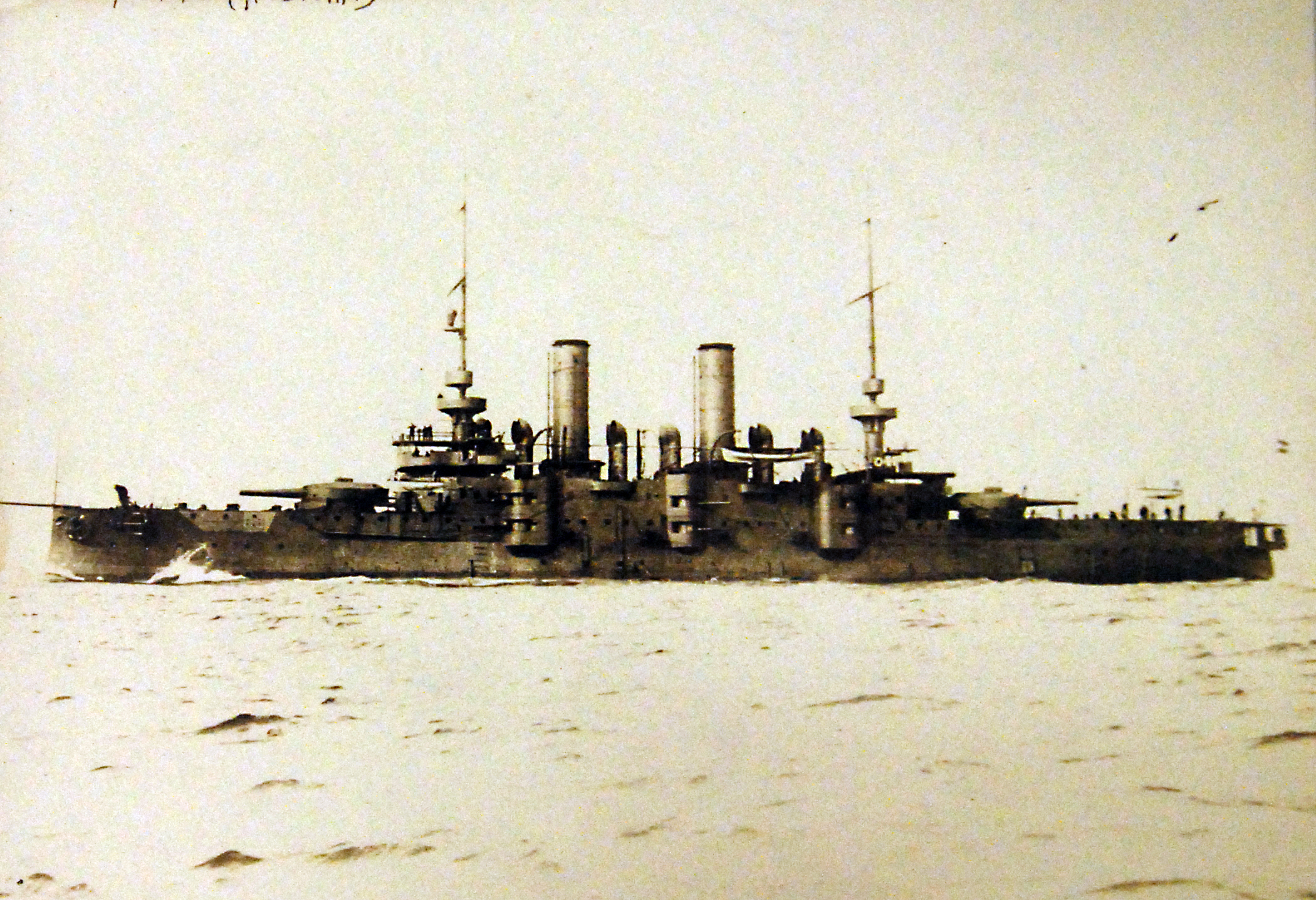
SMS Árpád
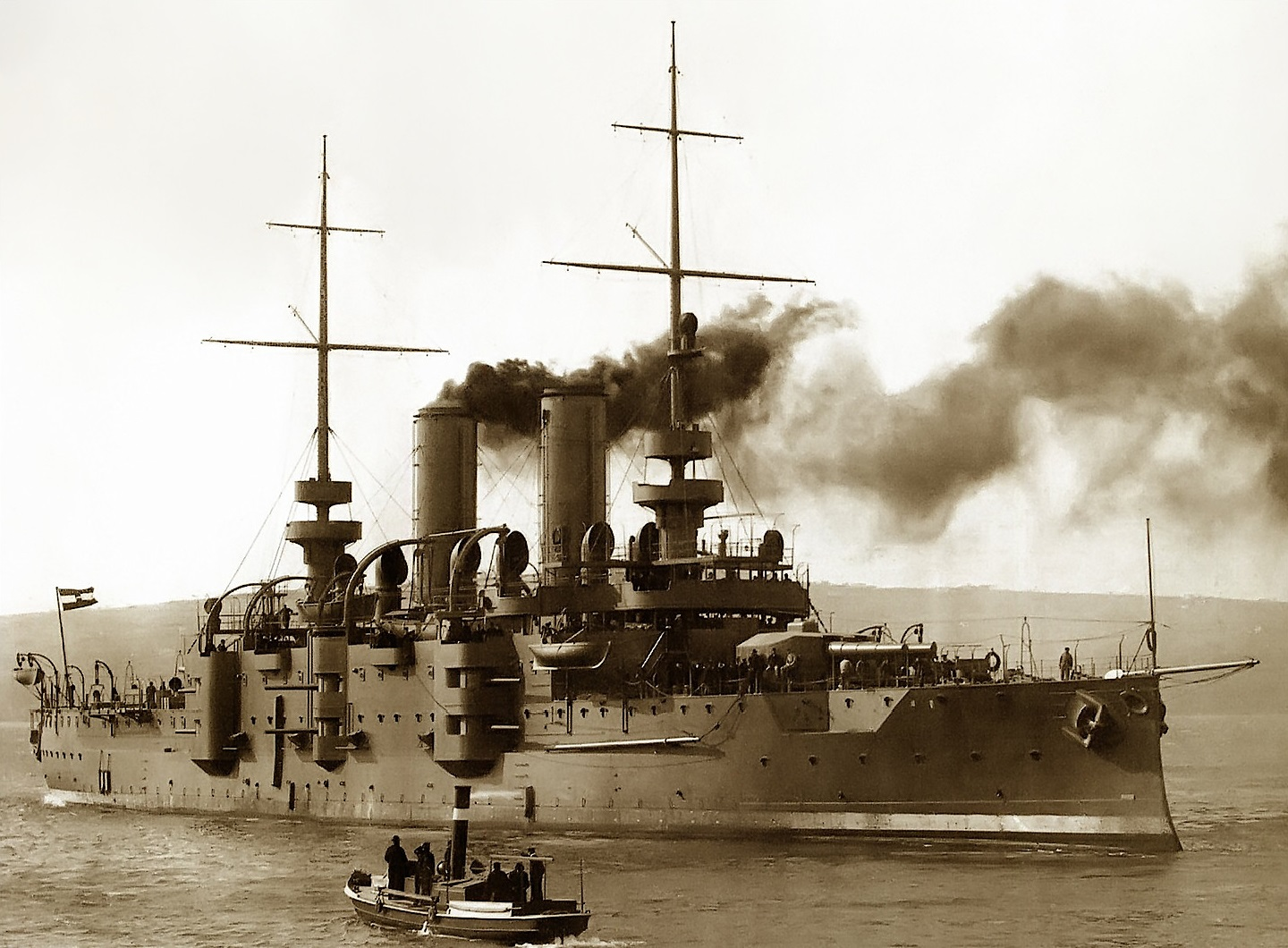
SMS Babenberg
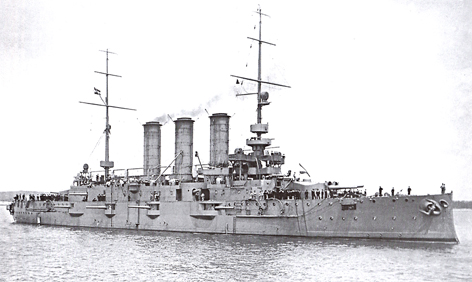
SMS Erzherzog Karl
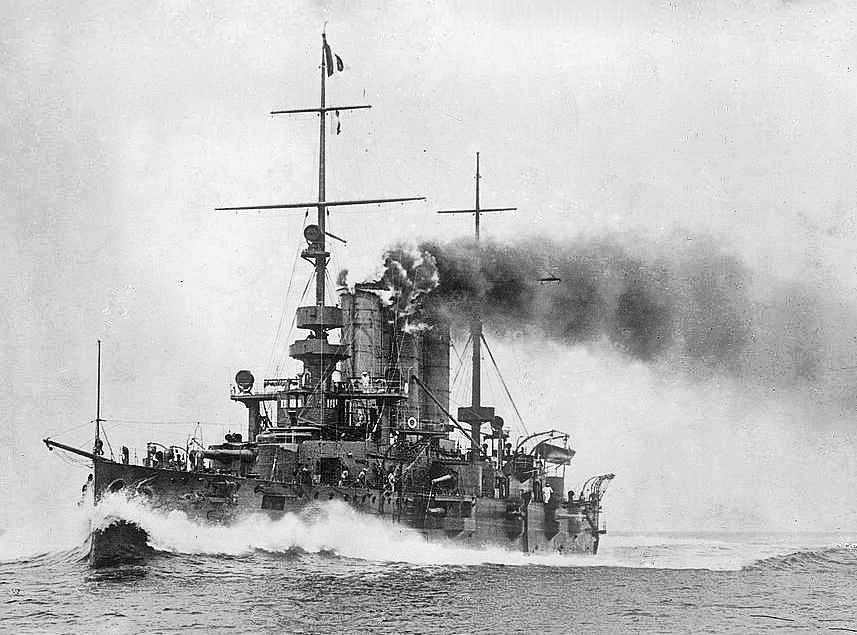
SMS Erzherzog Friedrich

Semi-Dreadnoughts
- Radetzky-Klasse
  - SMS Erzherzog Franz Ferdinand (1908)
  - SMS Radetzky (1909)
  - SMS Zrinyi (1910)

SMS Erzherzog Franz Ferdinand
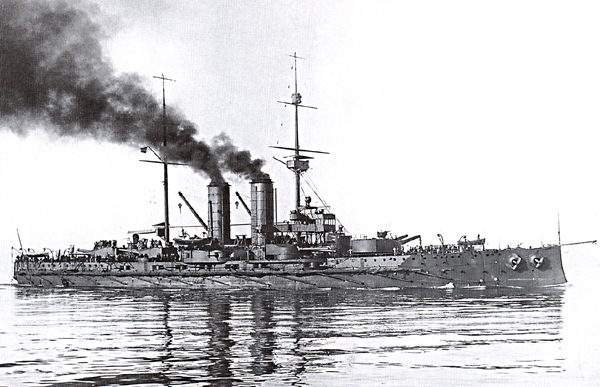
SMS Radetzky

### Russland/Sowjetunion
Übergangsbauarten zum Einheitslinienschiff
- Dwenadzat Apostolow (1890) – Schwarzmeerflotte
- Nawarin (1891)
- Tri Swjatitelja (1893) – Schwarzmeerflotte
- Sissoi Weliki (1894)

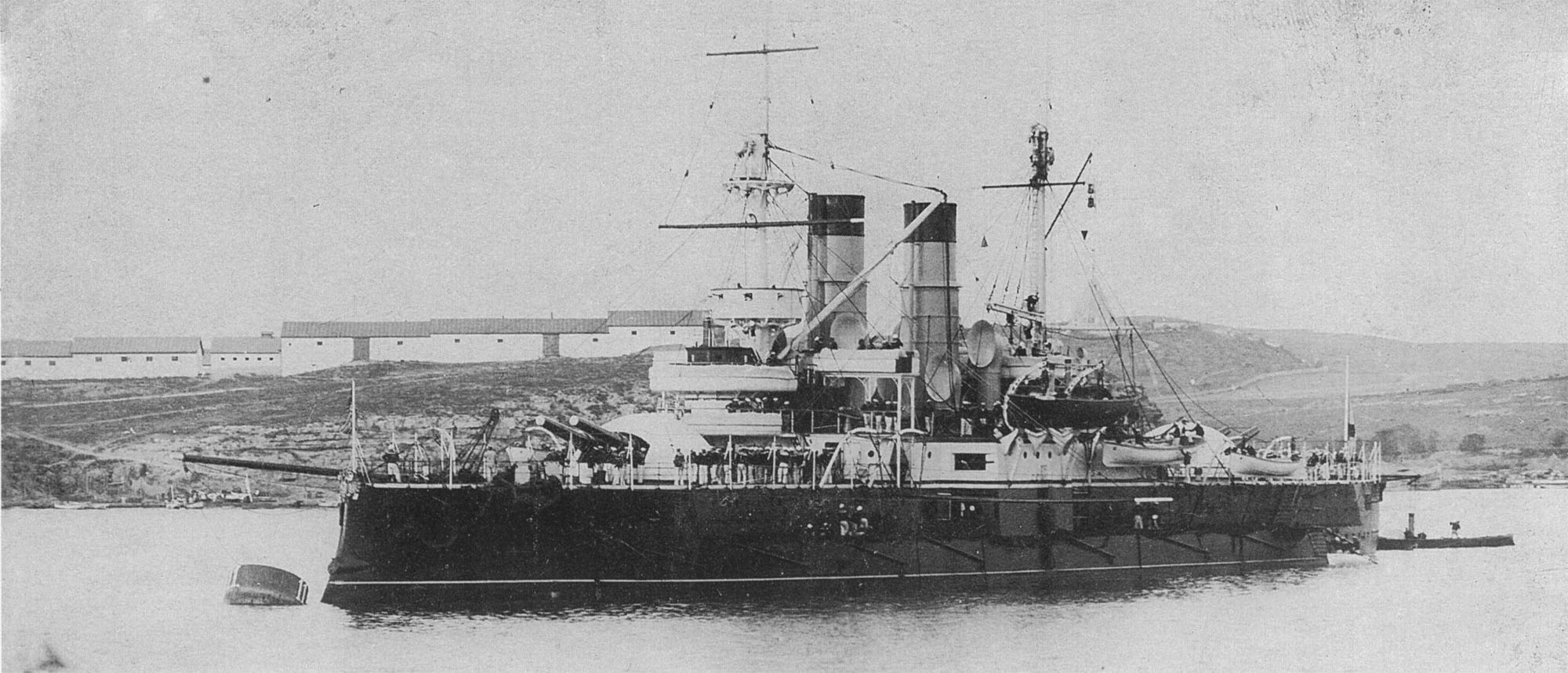
Dwenadzat Apostolow
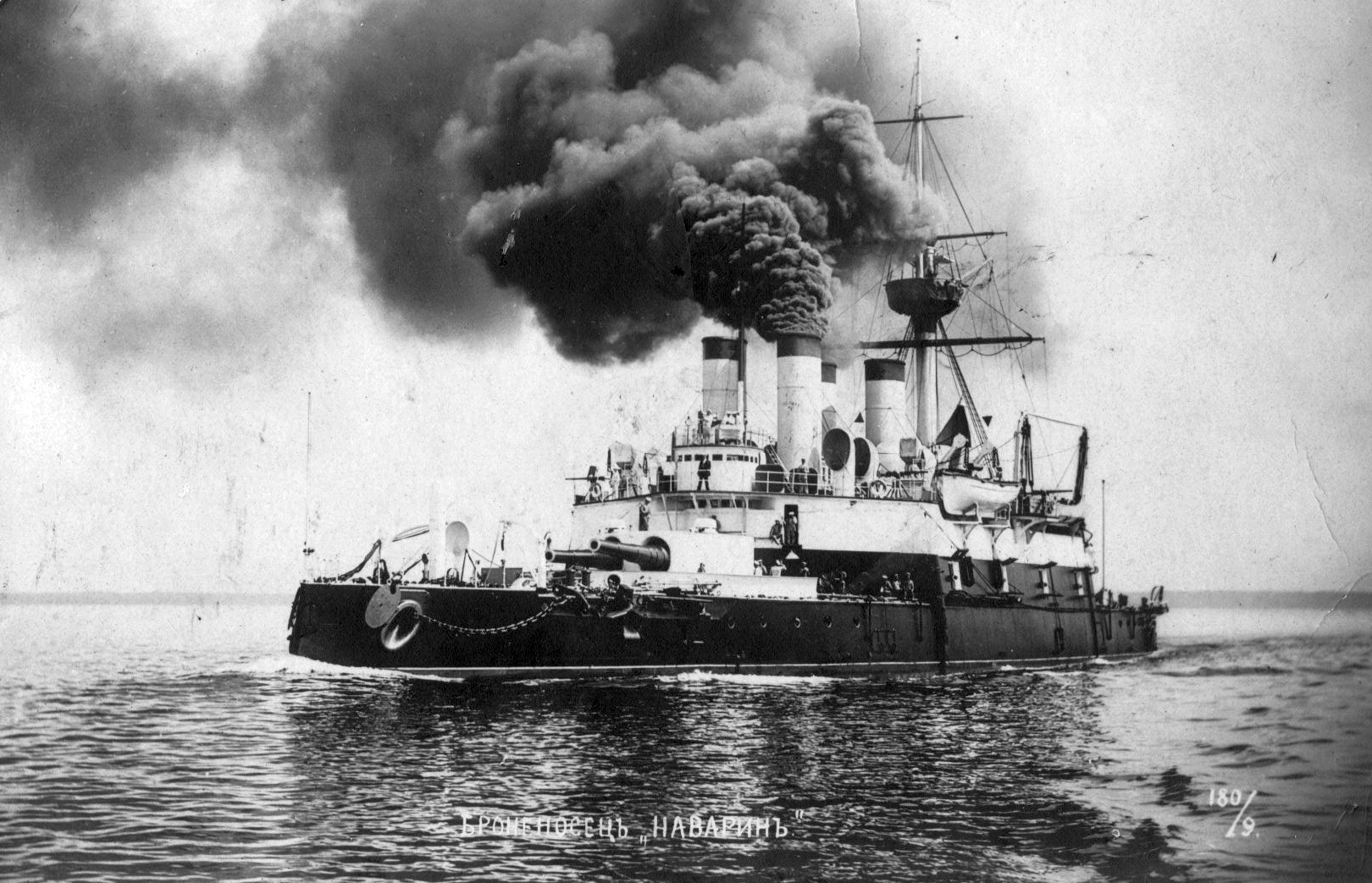
Nawarin
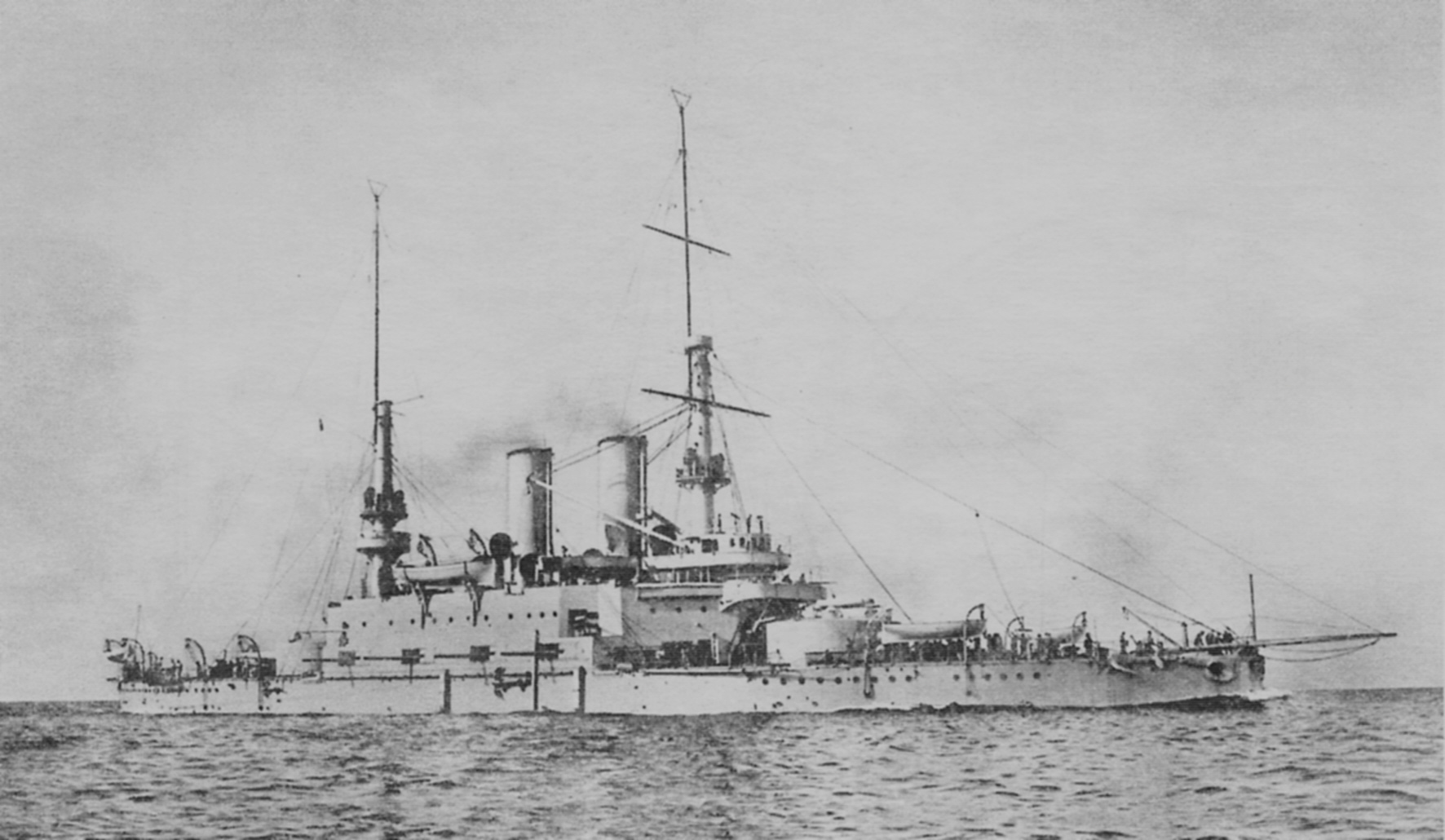
Tri Swjatitelja
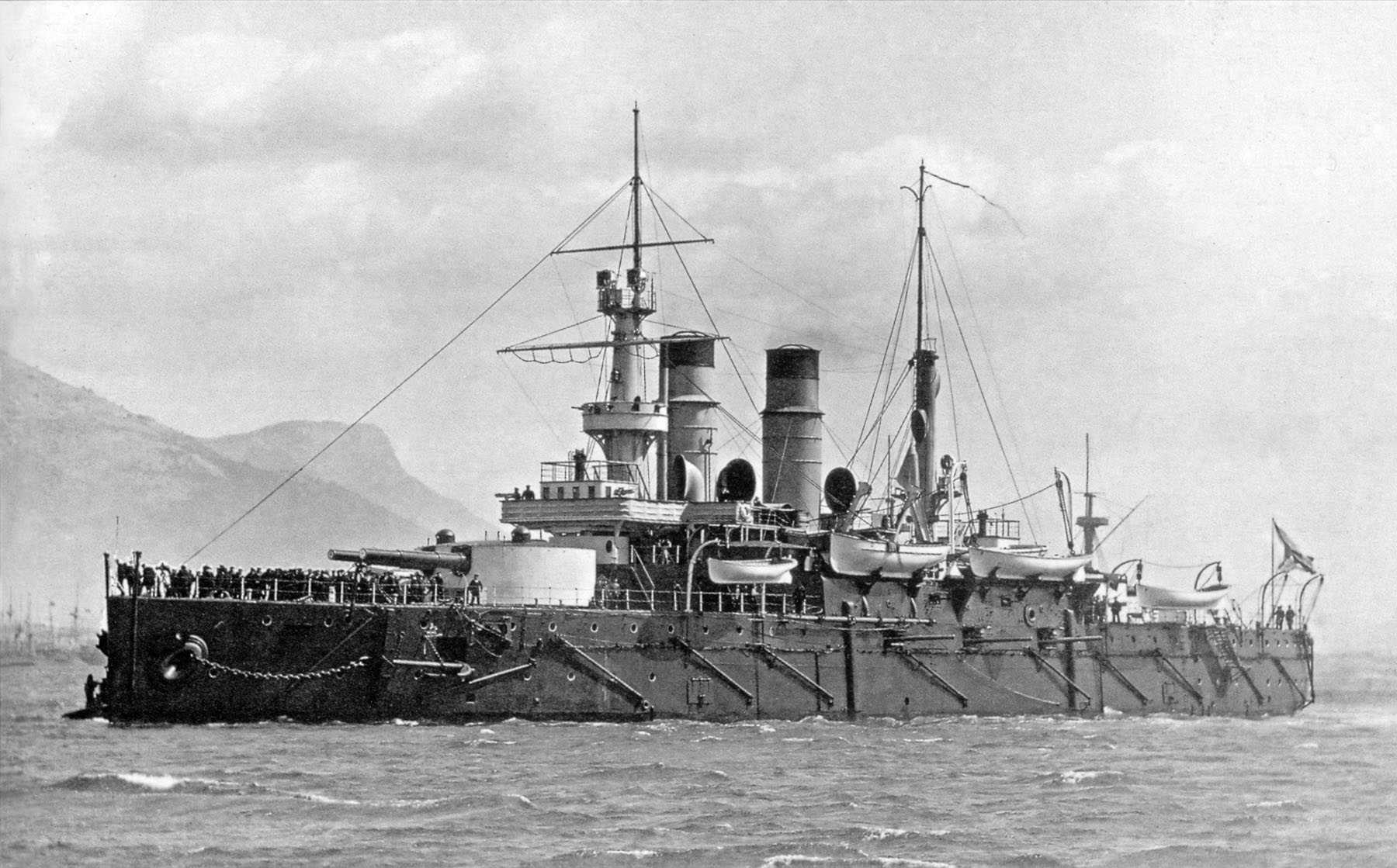
Sissoi Weliki

Einheitslinienschiffe
- Petropawlowsk-Klasse (auch Poltawa-Klasse)
  - Poltawa (1894) – 1905 an Japan verloren, als Tango in japanischem Dienst; 1916 als Tschesma zurück an Russland
  - Petropawlowsk (1894)
  - Sewastopol (1895)
- Rostislaw (1896) – Schwarzmeerflotte
- Pereswet-Klasse
  - Pereswet (1898) – 1905 an Japan verloren, als Sagami in japanischem Dienst; 1916 unter altem Namen zurück an Russland
  - Osljabja (1898)
  - Pobeda (1900) – 1905 an Japan verloren, als Suō in japanischem Dienst
- Knjas Potjomkin Tawritscheski (1900) – Schwarzmeerflotte
- Retwisan (1900) – 1905 an Japan verloren, als Hizen in japanischem Dienst
- Zessarewitsch (1901)
- Borodino-Klasse
  - Borodino (1901)
  - Imperator Alexandr III (1901)
  - Orjol (1902) – 1905 an Japan verloren, als Iwami in japanischem Dienst
  - Knjas Suworow (1902)
  - Slawa (1903)
- Jewstafi-Klasse – Schwarzmeerflotte
  - Ioann Slatoust (1906)
  - Jewstafi (1906)

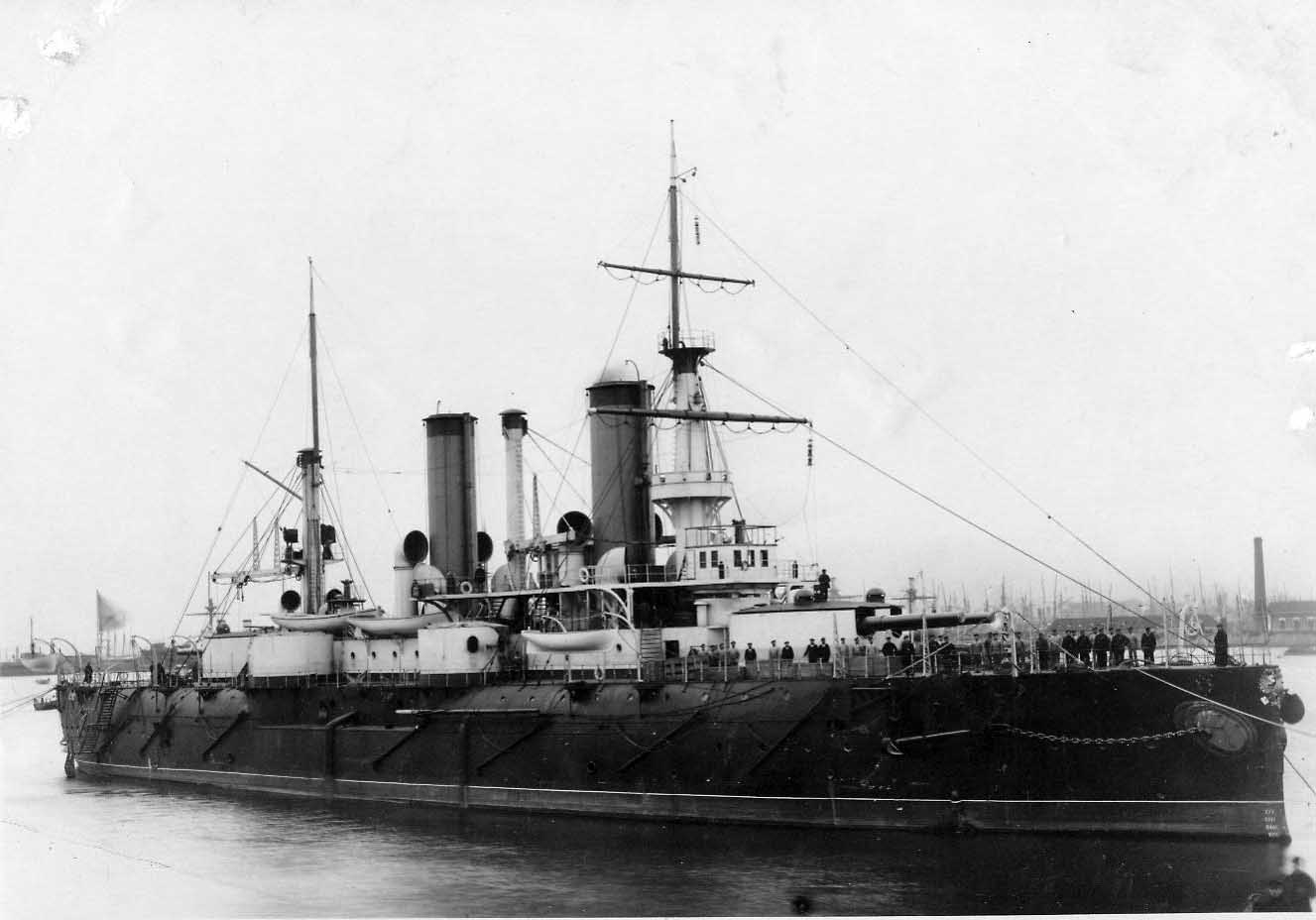
Poltawa
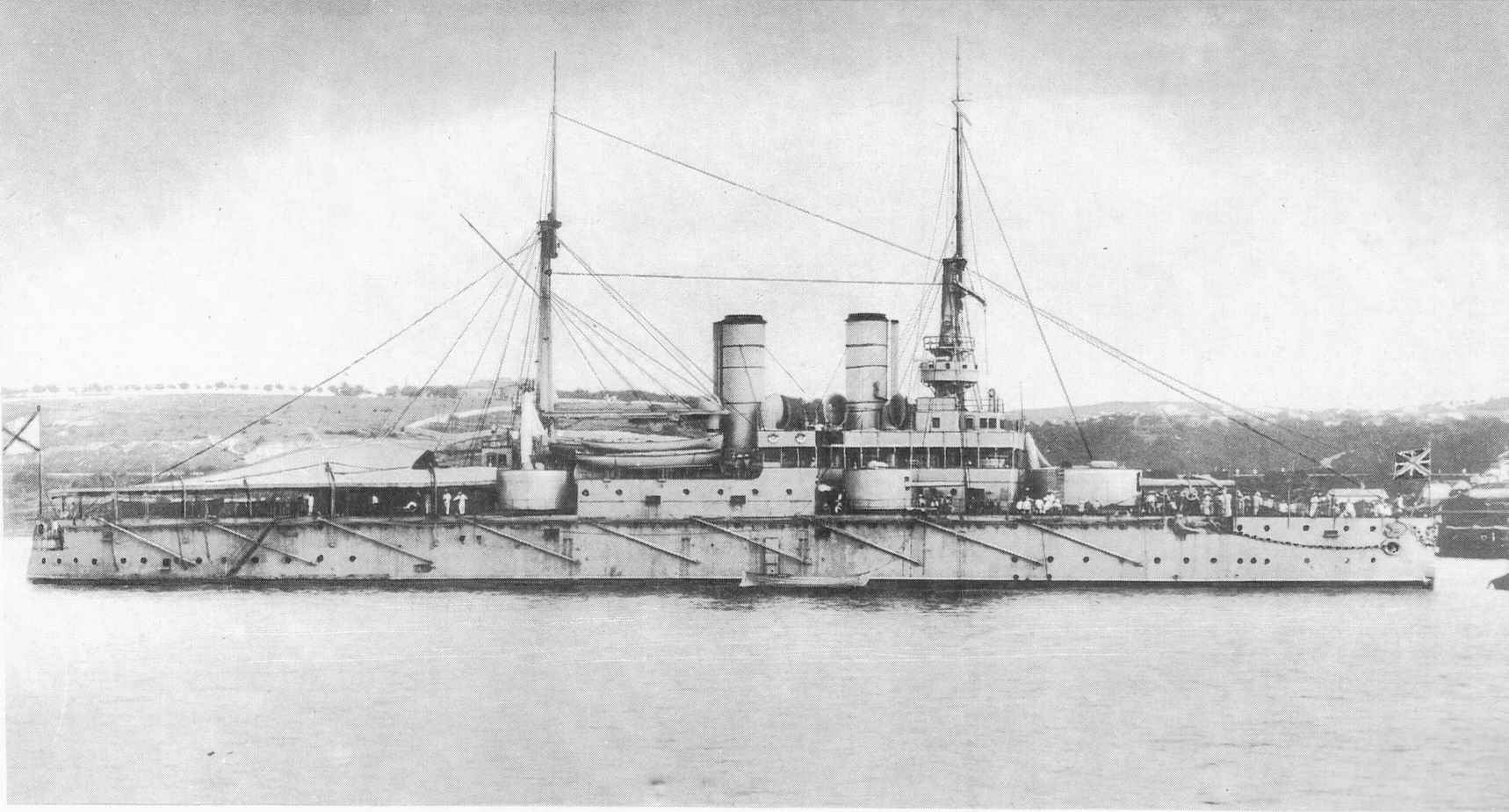
Rostislaw
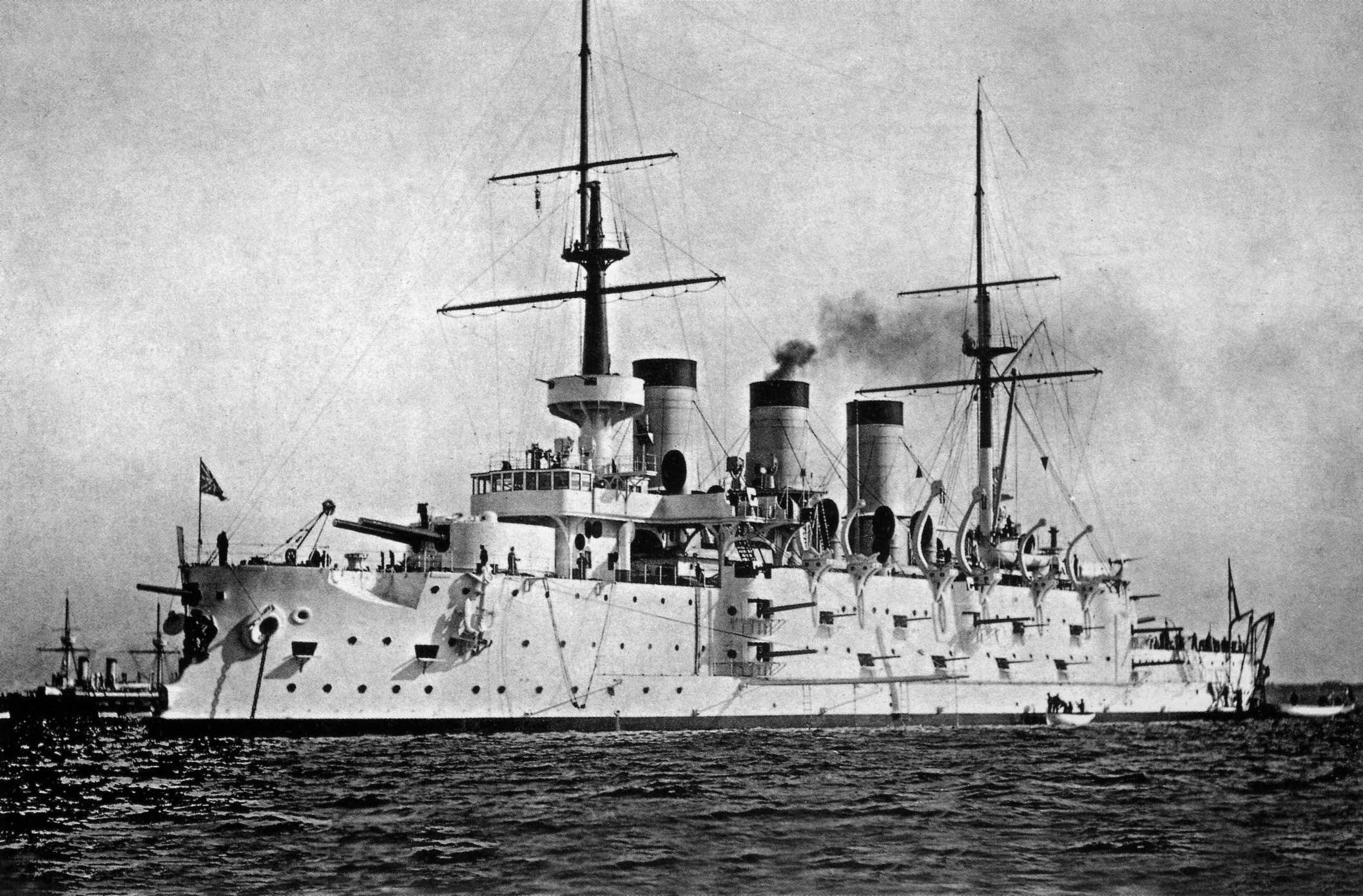
Pobeda
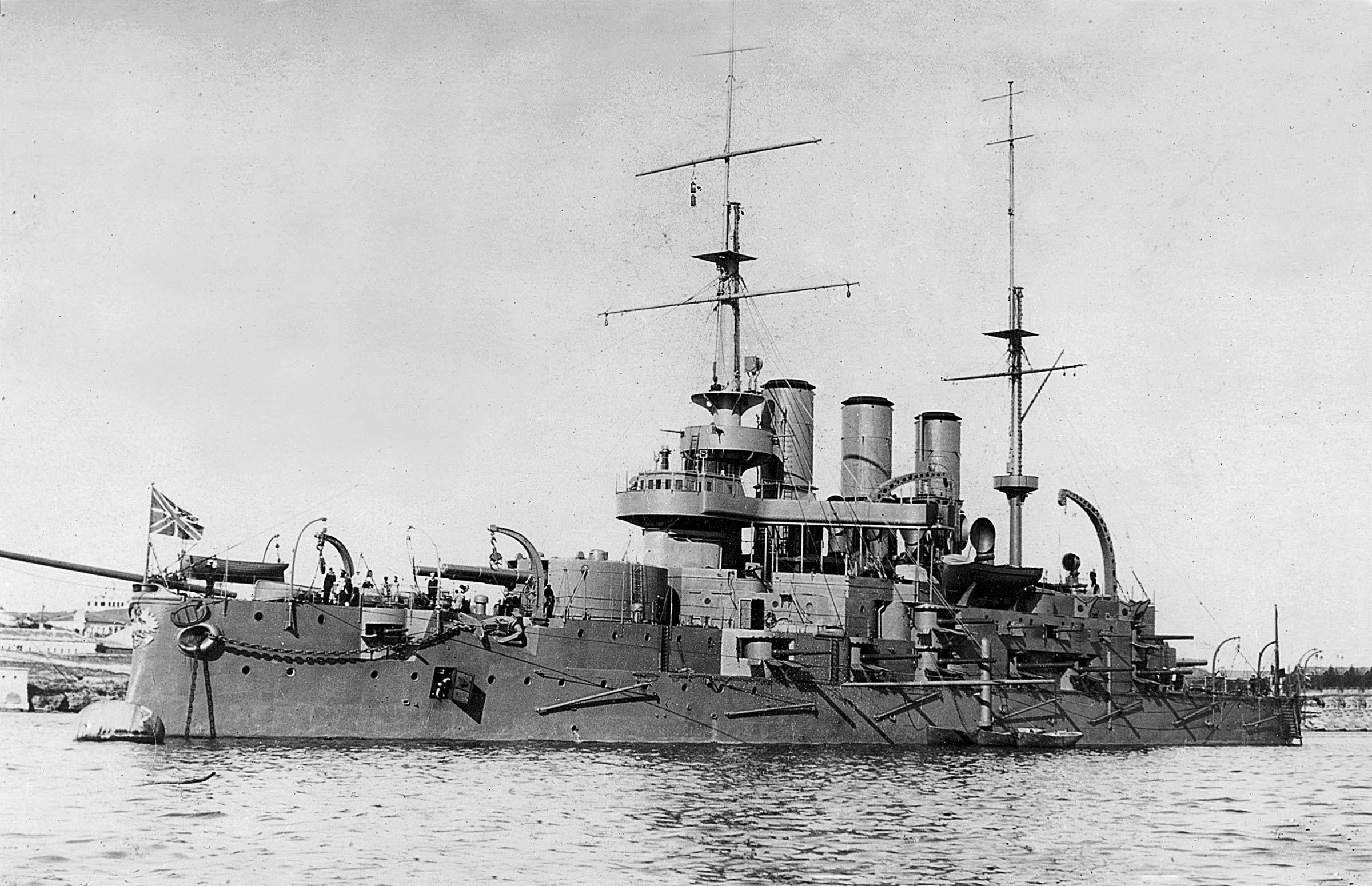
Panteleimon ex Knjas Potjomkin Tawritscheski
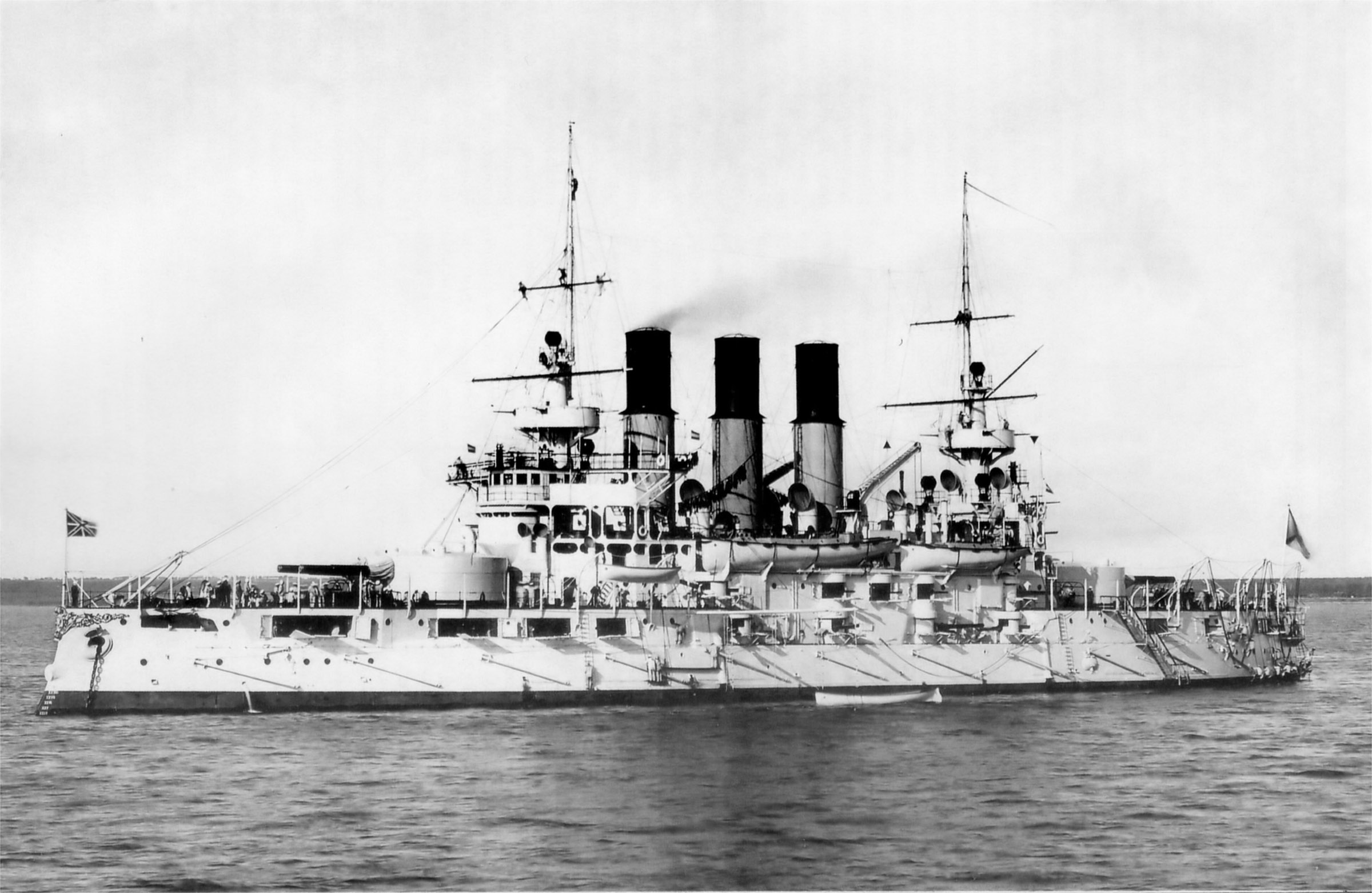
Retwisan
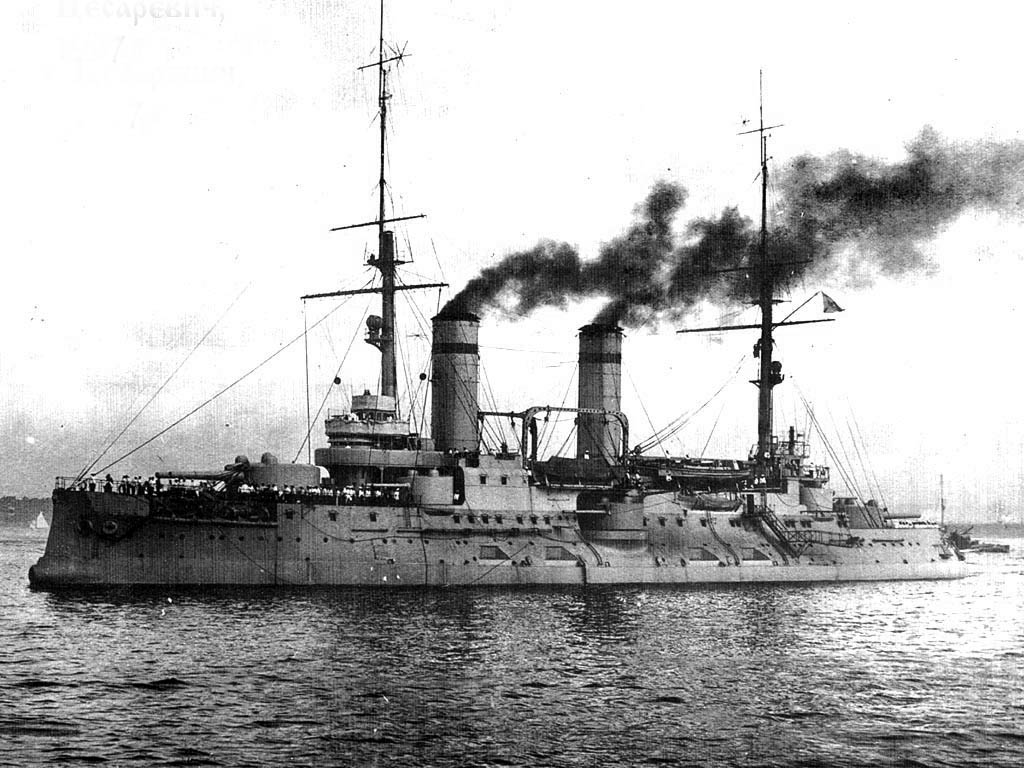
Zessarewitsch
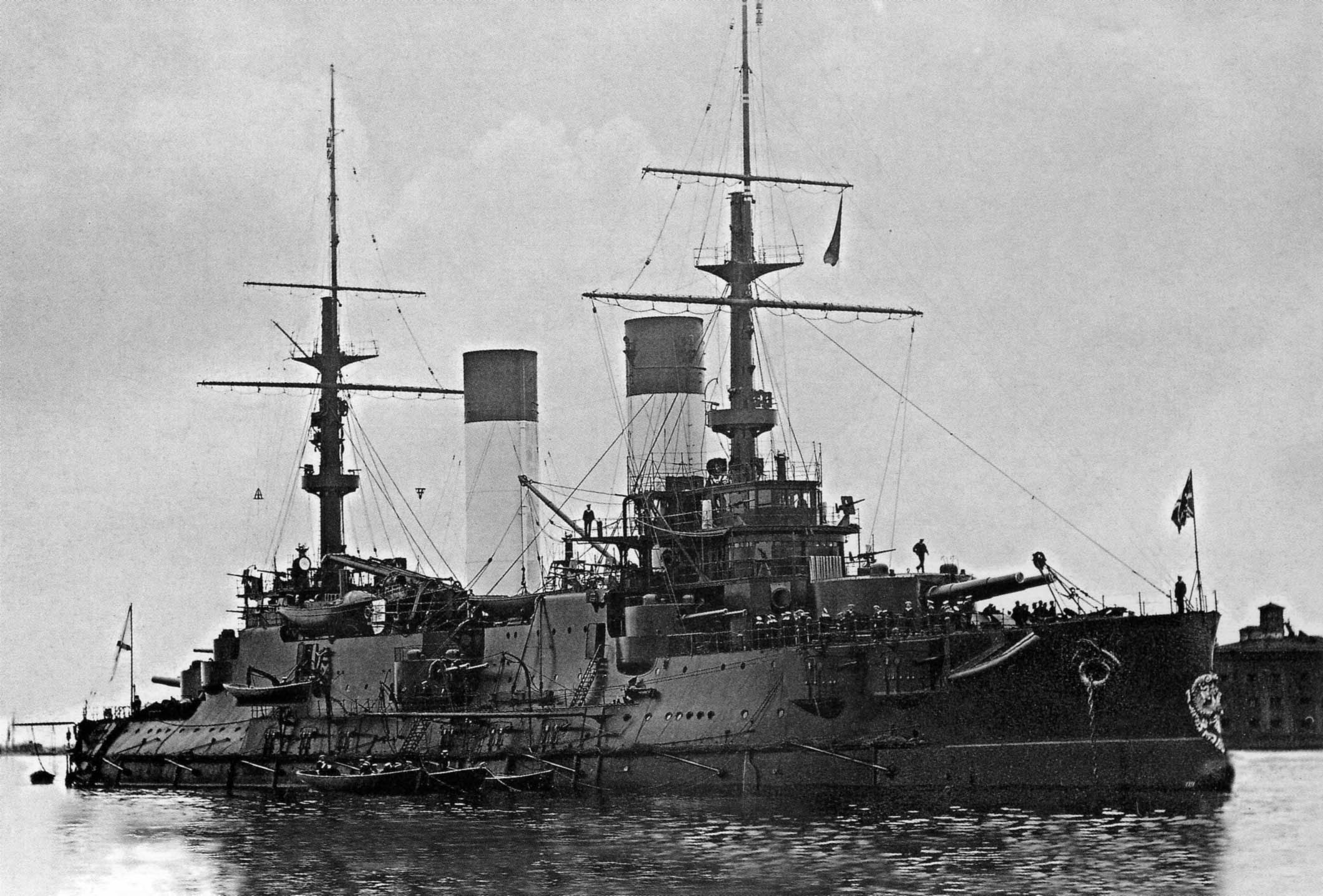
Imperator Alexandr III
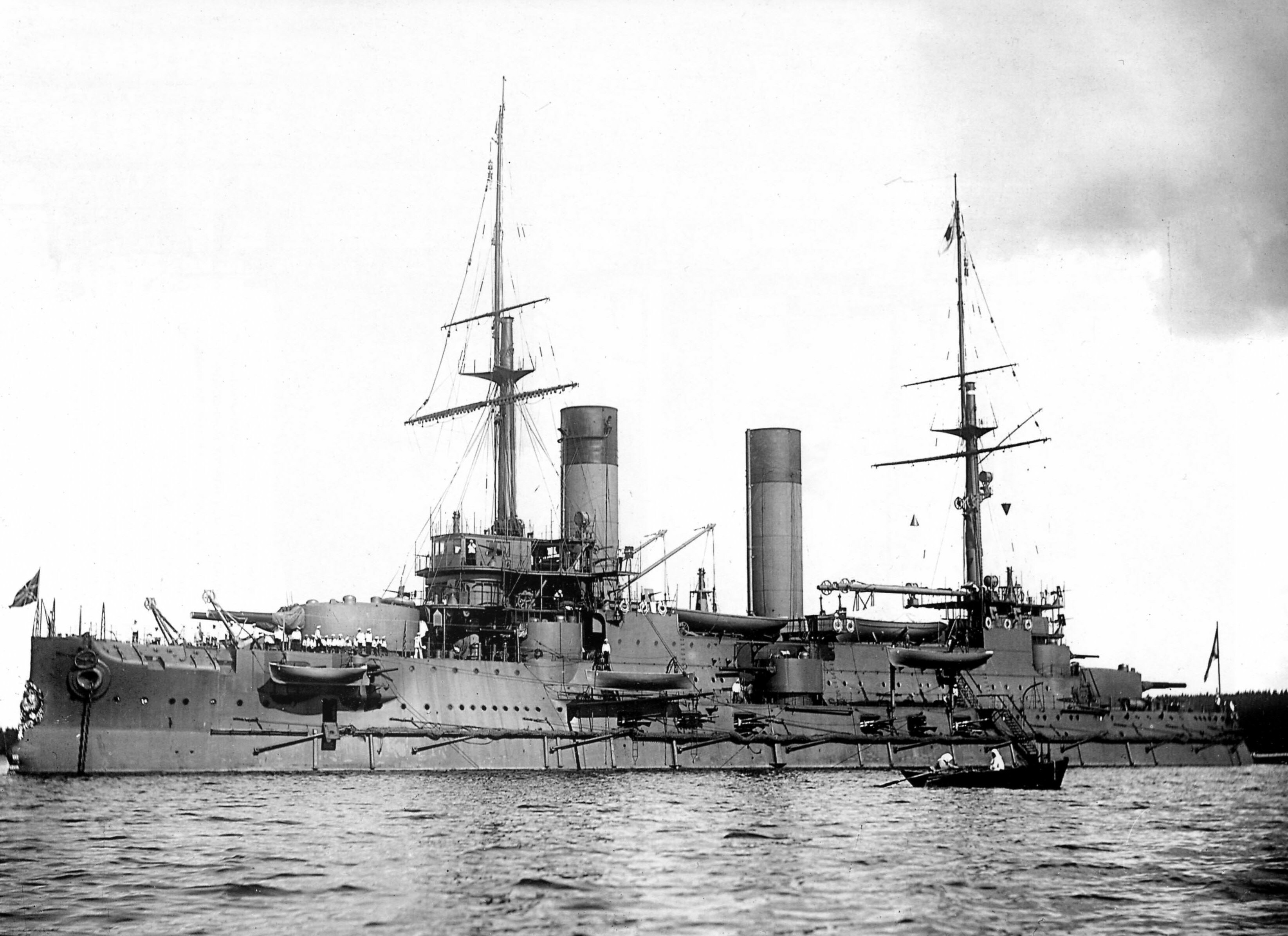
Slawa
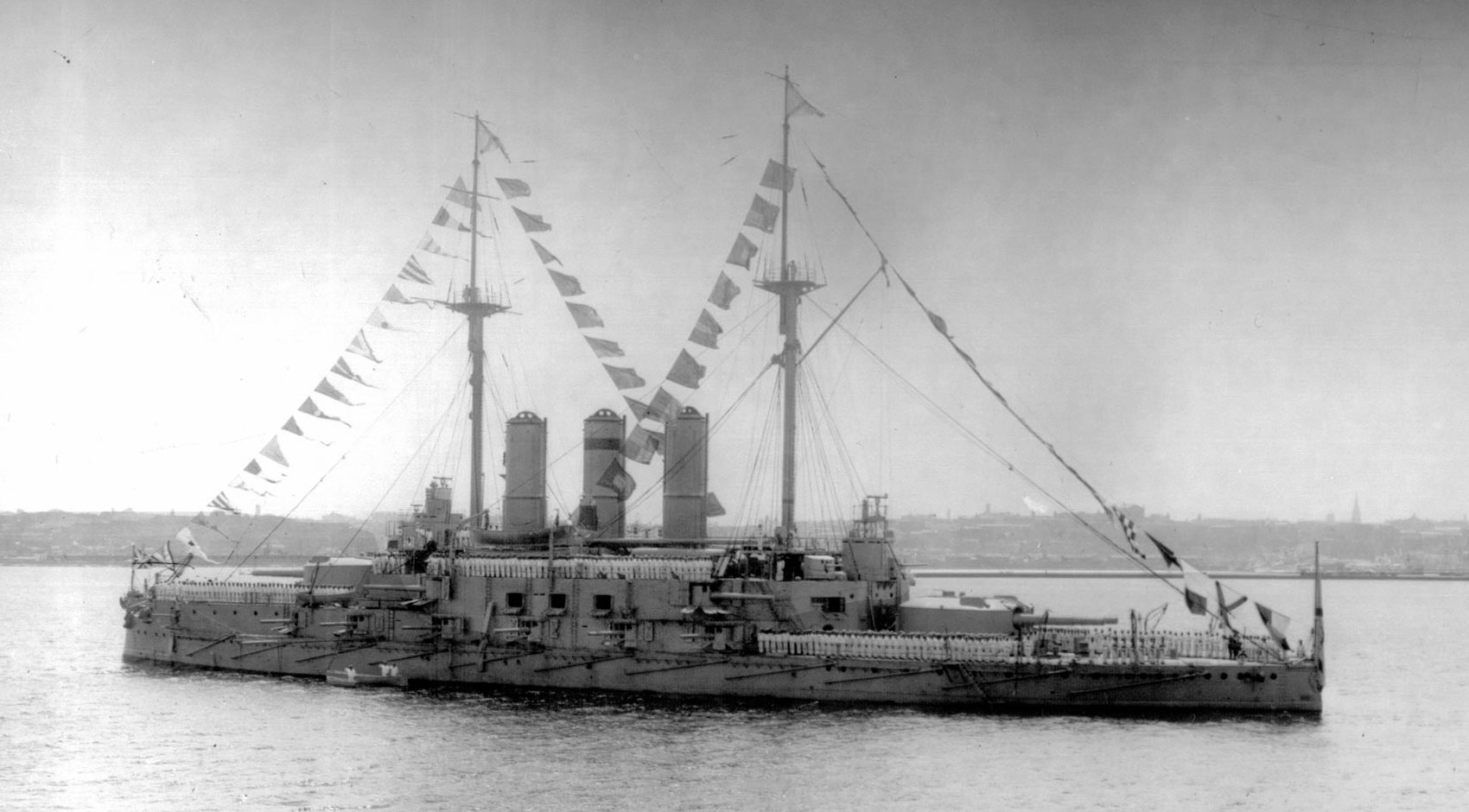
Ioann Slatoust

Semi-Dreadnoughts
- Andrei-Perwoswanny-Klasse
  - Andrei Perwoswanny (1906)
  - Imperator Pawel I. (1907)

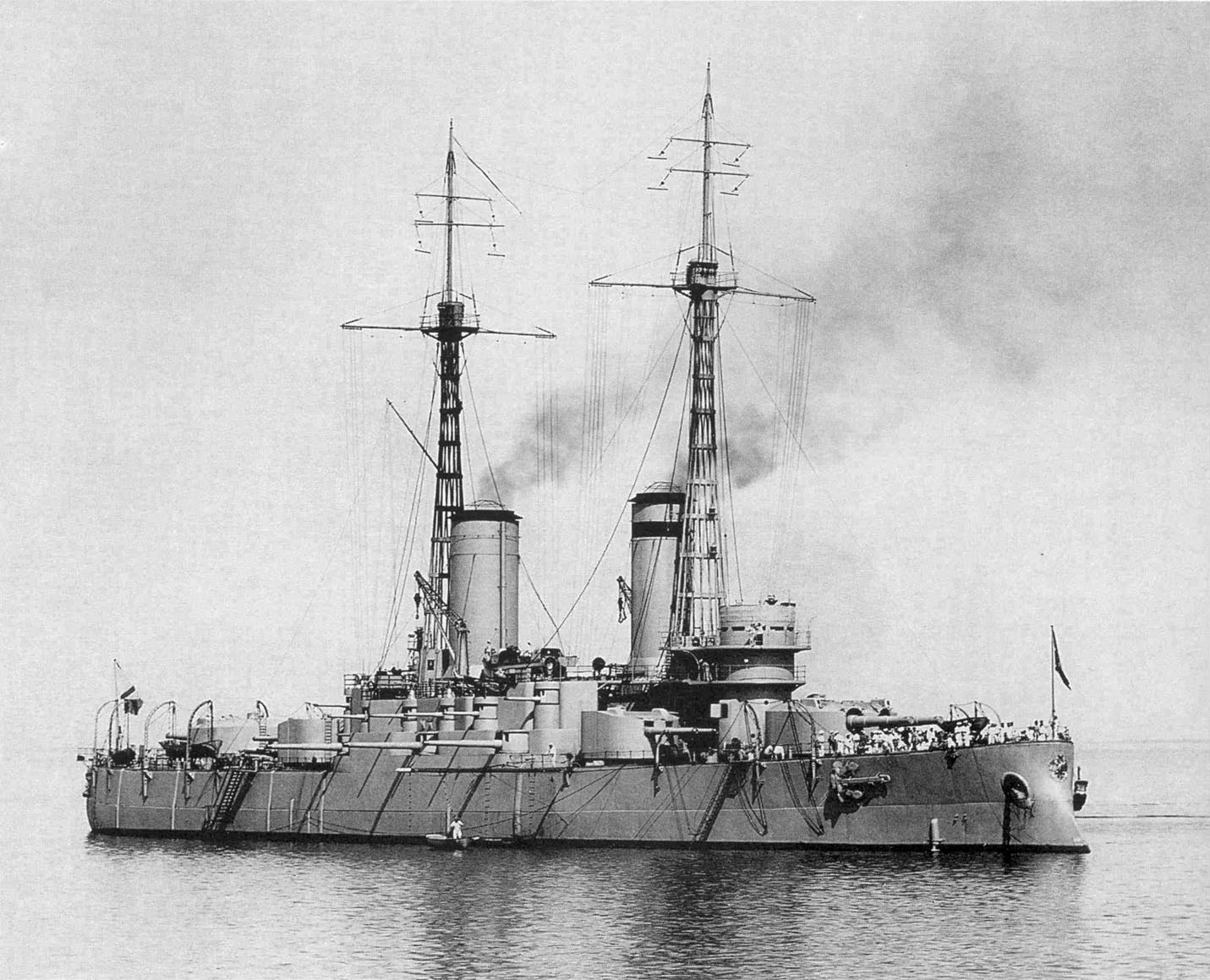
Andrei Perwoswanny
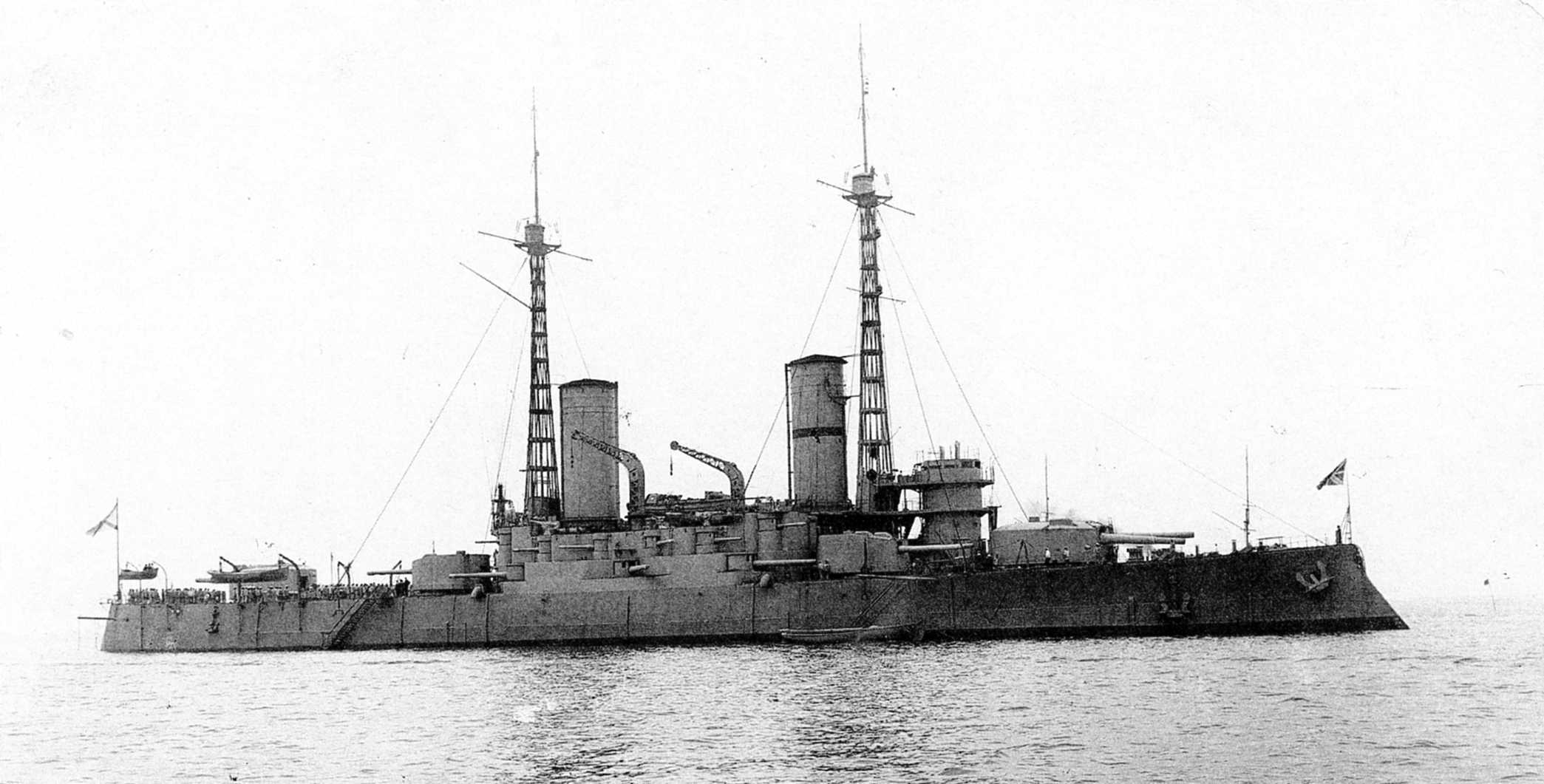
Imperator Pawel I.

### Vereinigte Staaten
Übergangsbauarten zum Einheitslinienschiff
- USS Maine (1890)
- USS Texas (1892)

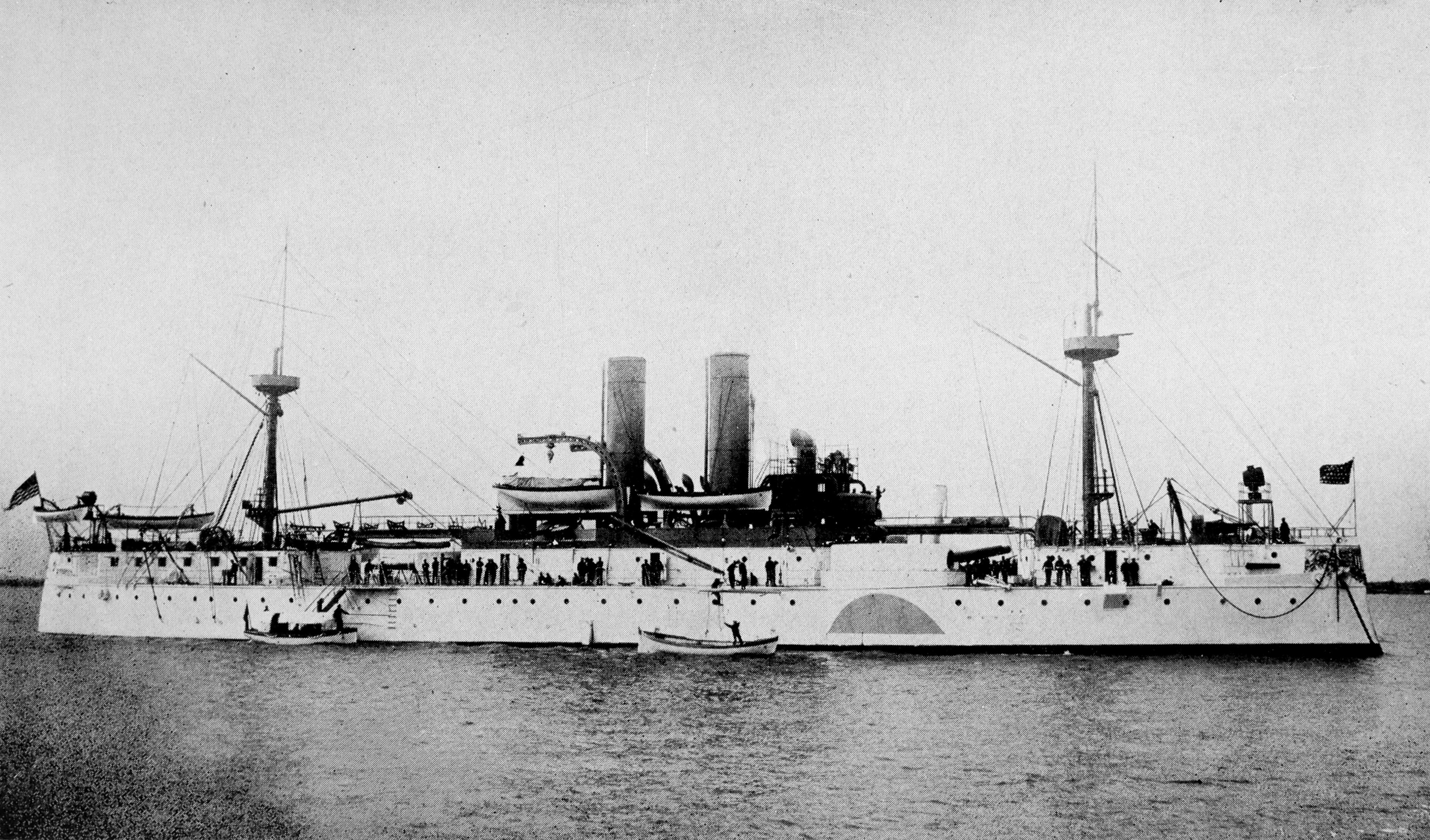
USS Maine
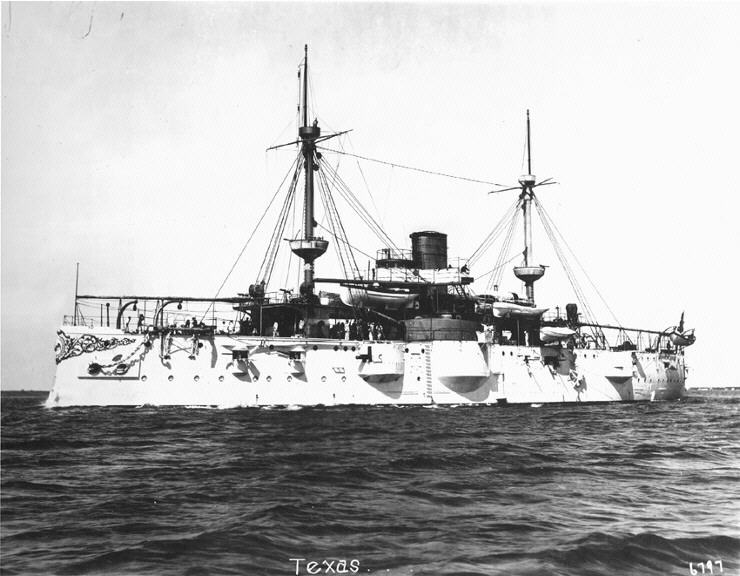
USS Texas

Einheitslinienschiffe
- Indiana-Klasse
  - USS Indiana (BB-1) (1893)
  - USS Massachusetts (BB-2) (1893)
  - USS Oregon (BB-3) (1893)
- USS Iowa (1896)
- Kearsarge-Klasse
  - USS Kearsarge (BB-5 (1898)
  - USS Kentucky (BB-6) (1898)
- Illinois-Klasse
  - USS Illinois (BB-7 (1898)
  - USS Alabama (BB-8) (1898)
  - USS Wisconsin (1898)
- Maine-Klasse
  - USS Maine (BB-10) (1901)
  - USS Missouri (BB-11) (1901)
  - USS Ohio (BB-12) (1901)
- Virginia-Klasse
  - USS Virginia (BB-13) (1904)
  - USS Nebraska (BB-14) (1904)
  - USS Georgia (BB-15) (1904)
  - USS New Jersey (BB-16) (1904)
  - USS Rhode Island (BB-17) (1904)

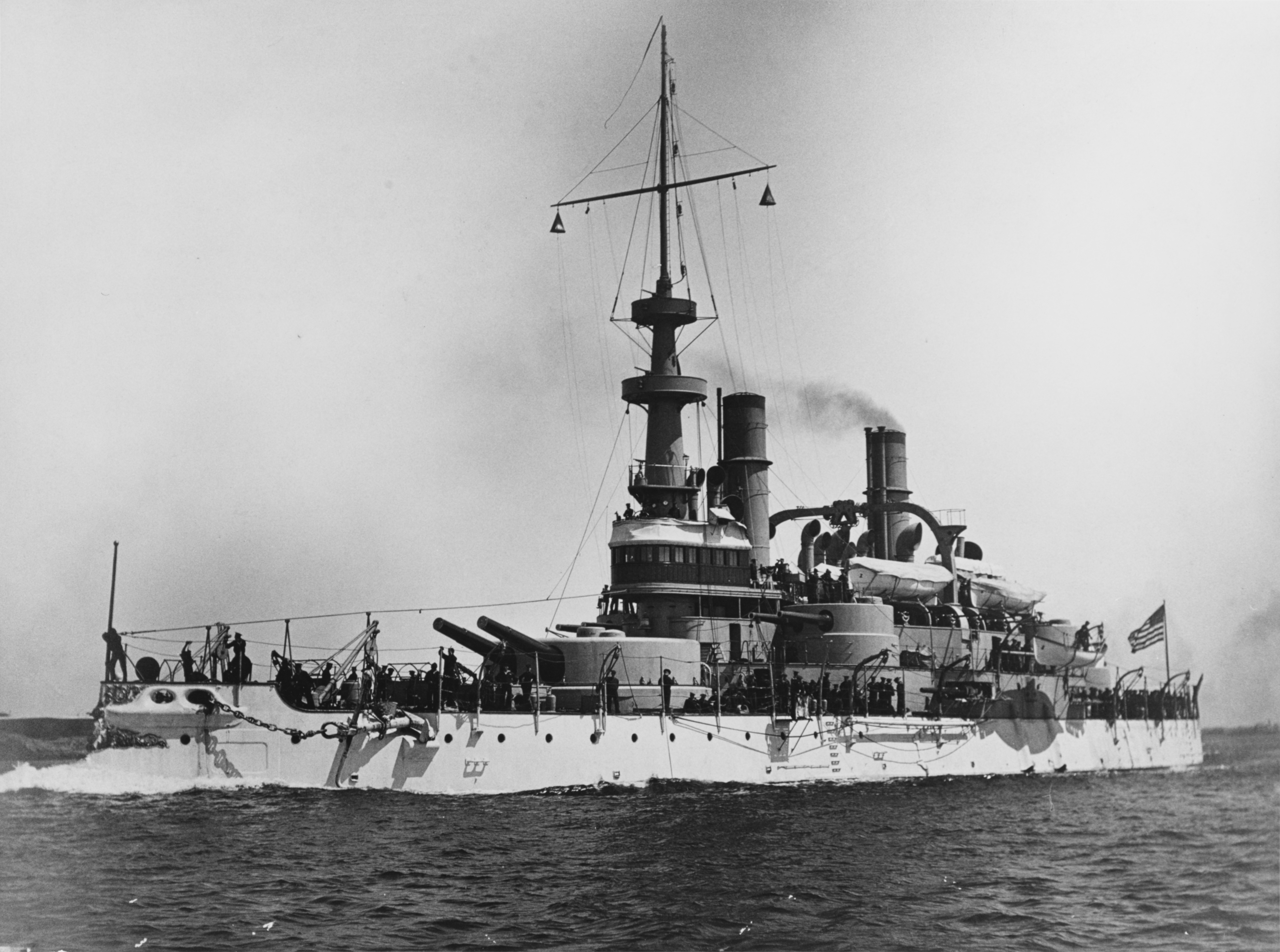
USS Indiana (BB-1)
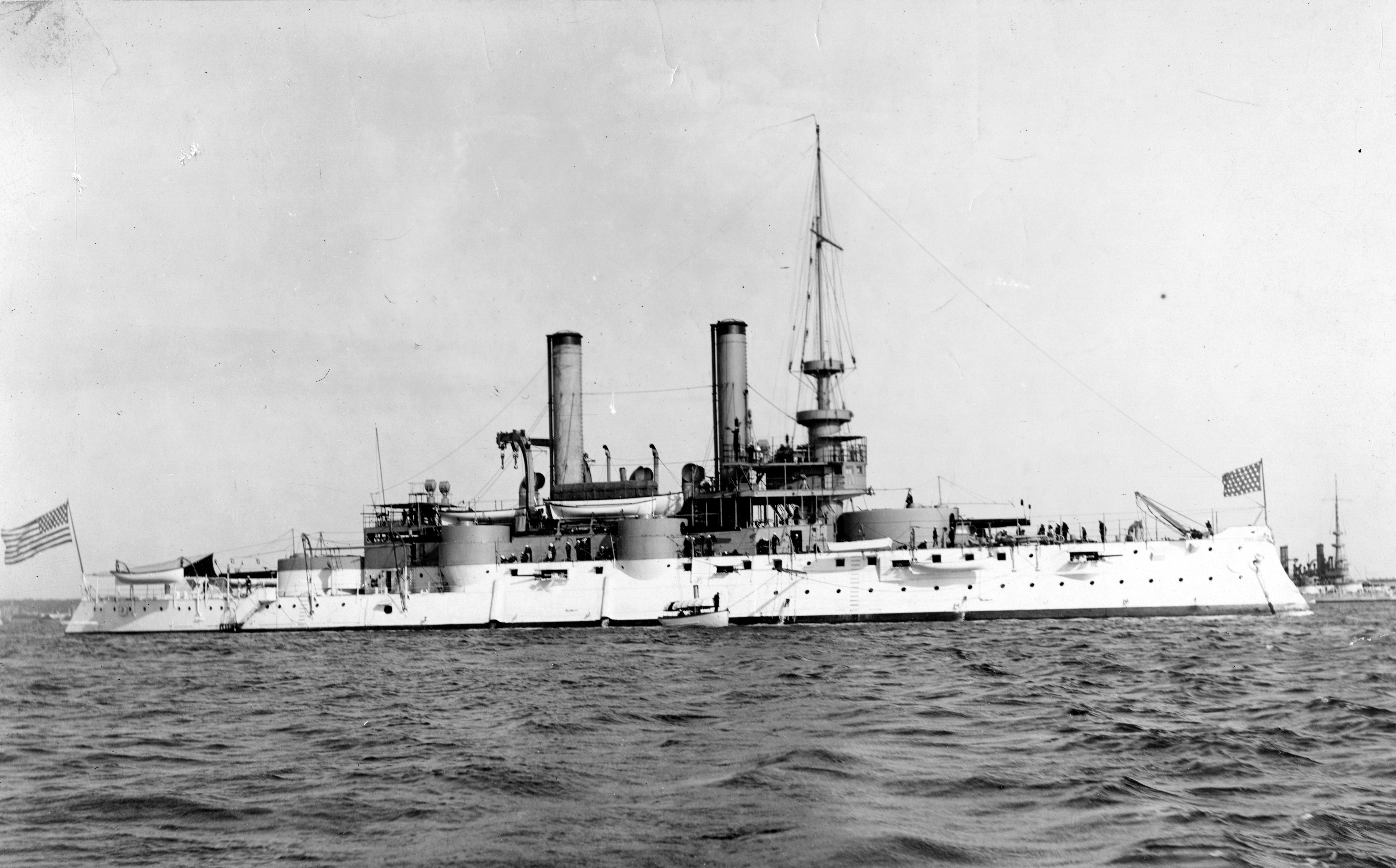
USS Iowa (BB-4)
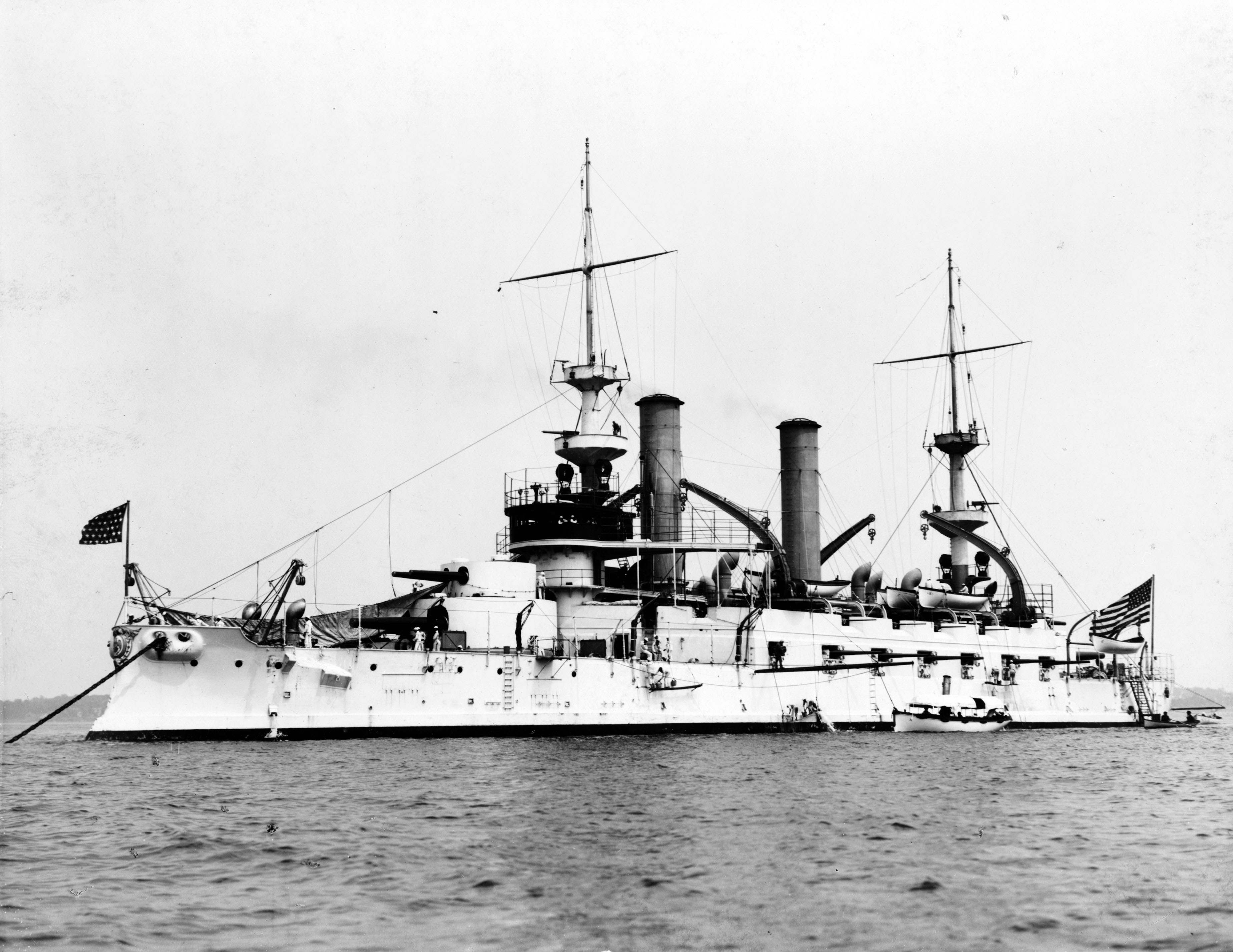
USS Kearsarge (BB-5)
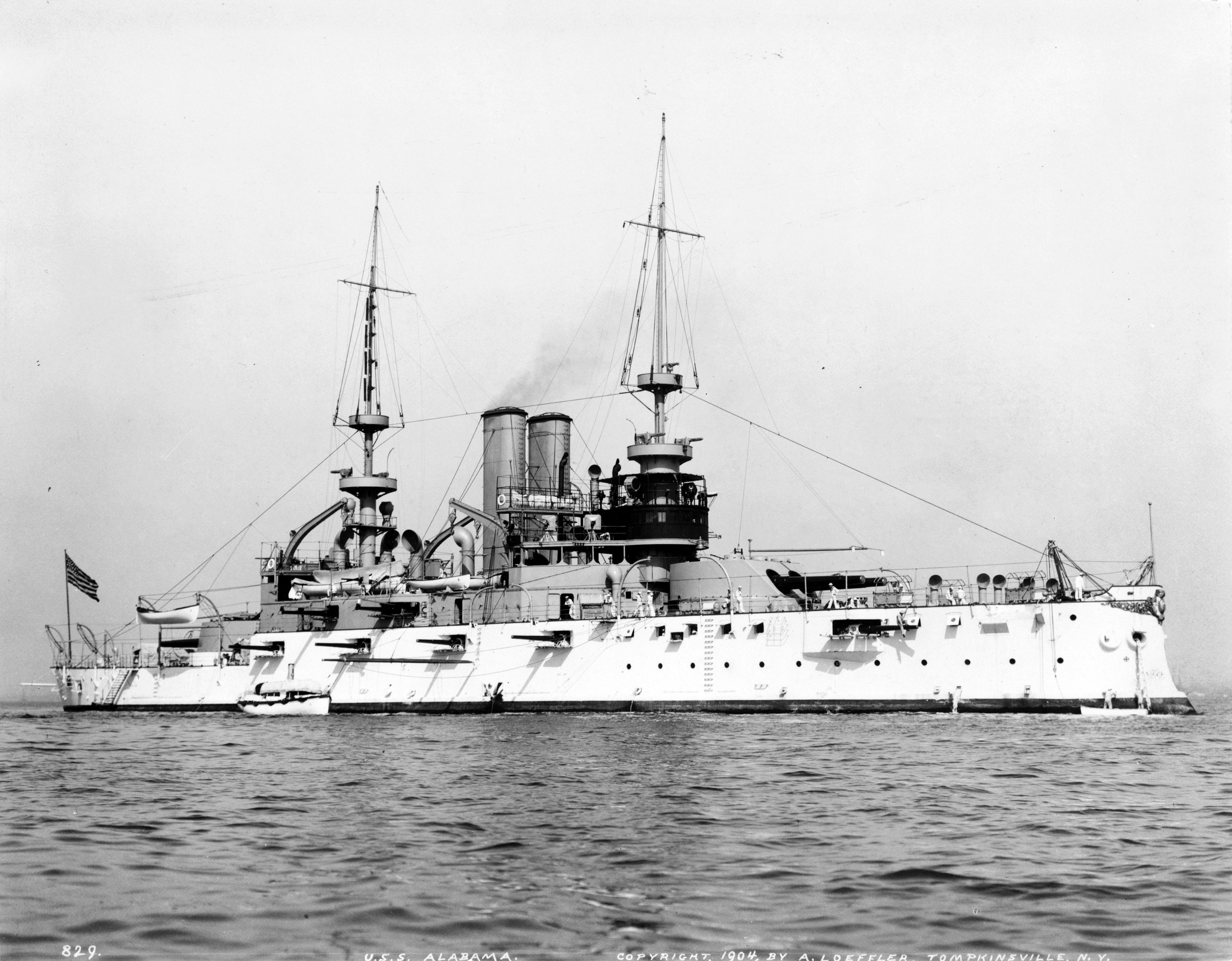
USS Alabama (BB-8)
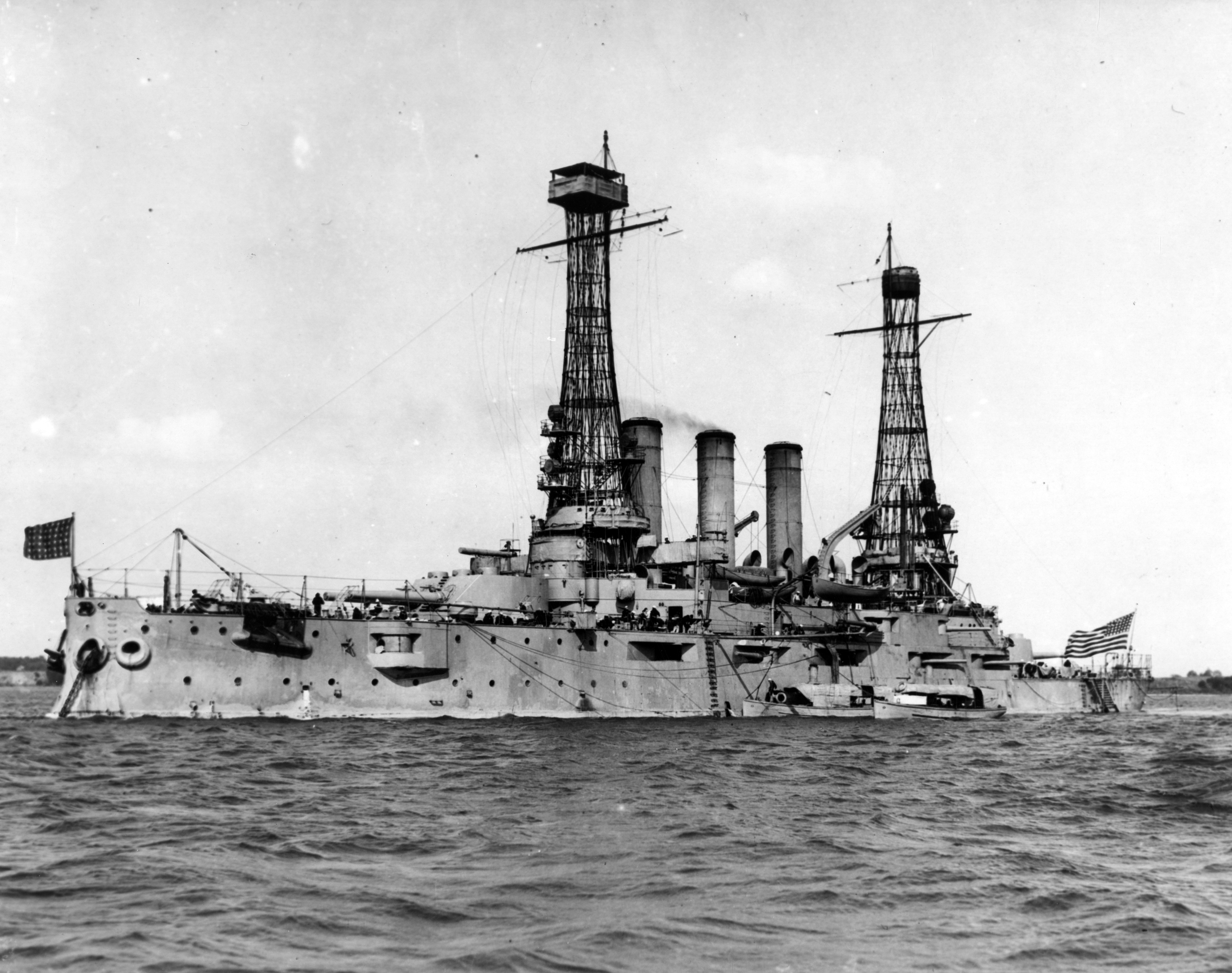
USS Ohio (BB-12)
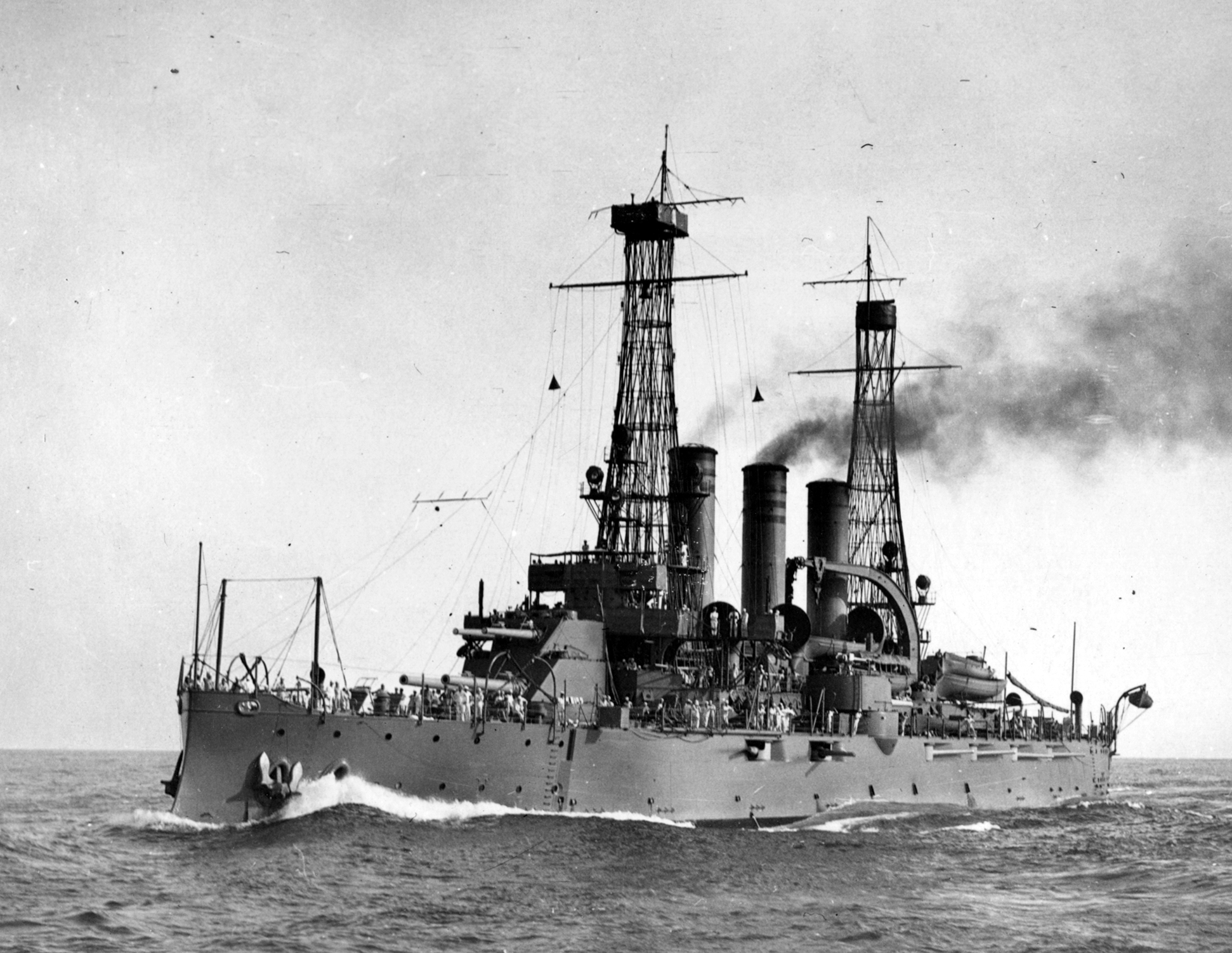
USS Virgina (BB-13)
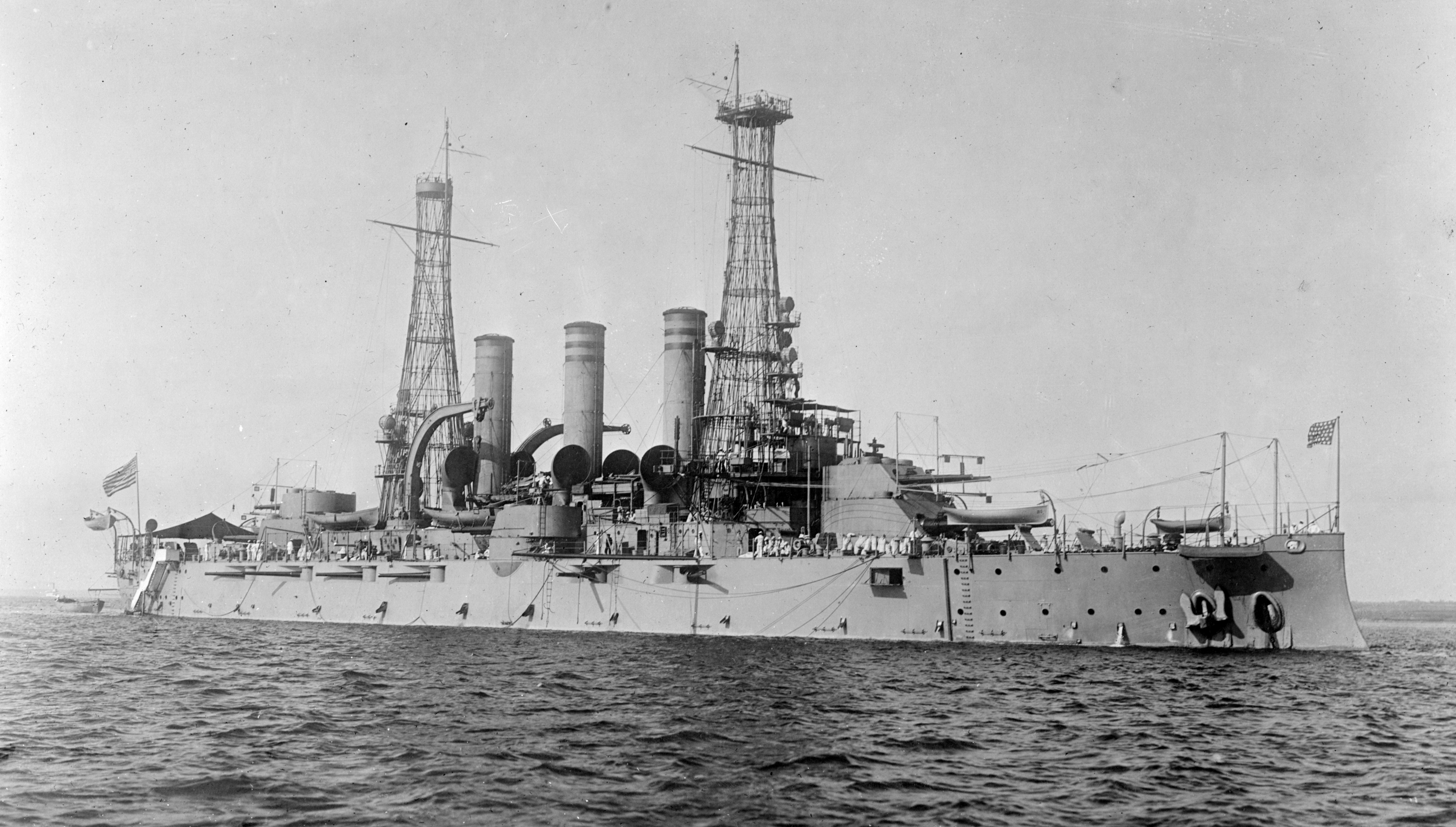
USS Rhode Island (BB-17)

Semi-Dreadnoughts
- Connecticut-Klasse
  - Connecticut (BB-18) (1904)
  - Louisiana (BB-19) (1904)
  - Vermont (BB-20) (1905)
  - Kansas (BB-21) (1905)
  - Minnesota (BB-22) (1905)
  - New Hampshire (BB-25) (1906)
- Mississippi-Klasse
  - Mississippi (BB-23) (1905) – 1914 an Griechenland verkauft, in Kilkis umbenannt
  - Idaho (BB-24) (1905) – 1914 an Griechenland verkauft, in Limnos umbenannt

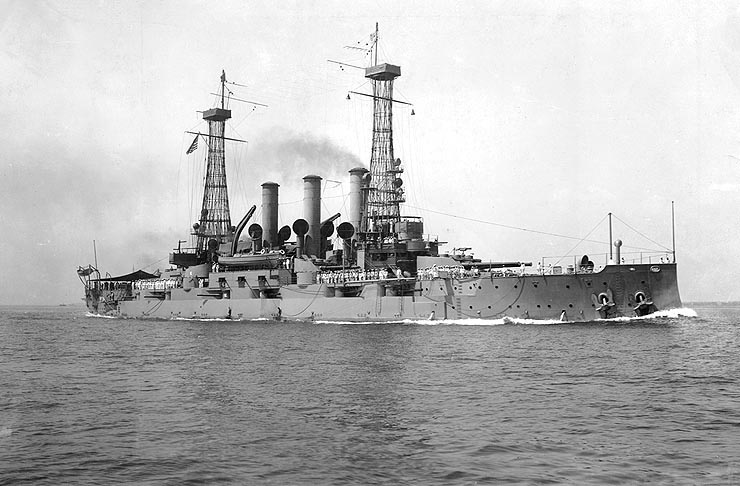
USS Connecticut (BB-18)
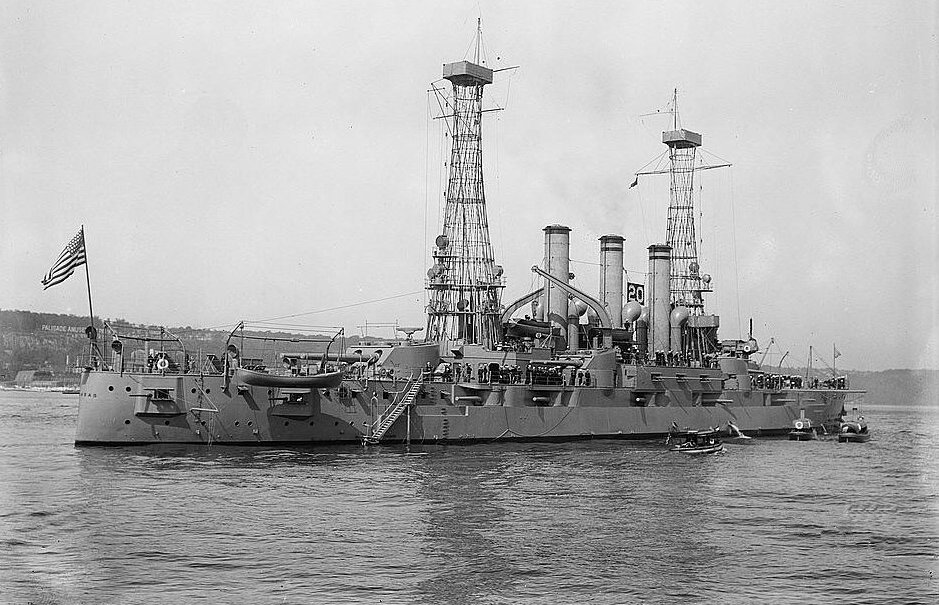
USS Kansas (BB-21)
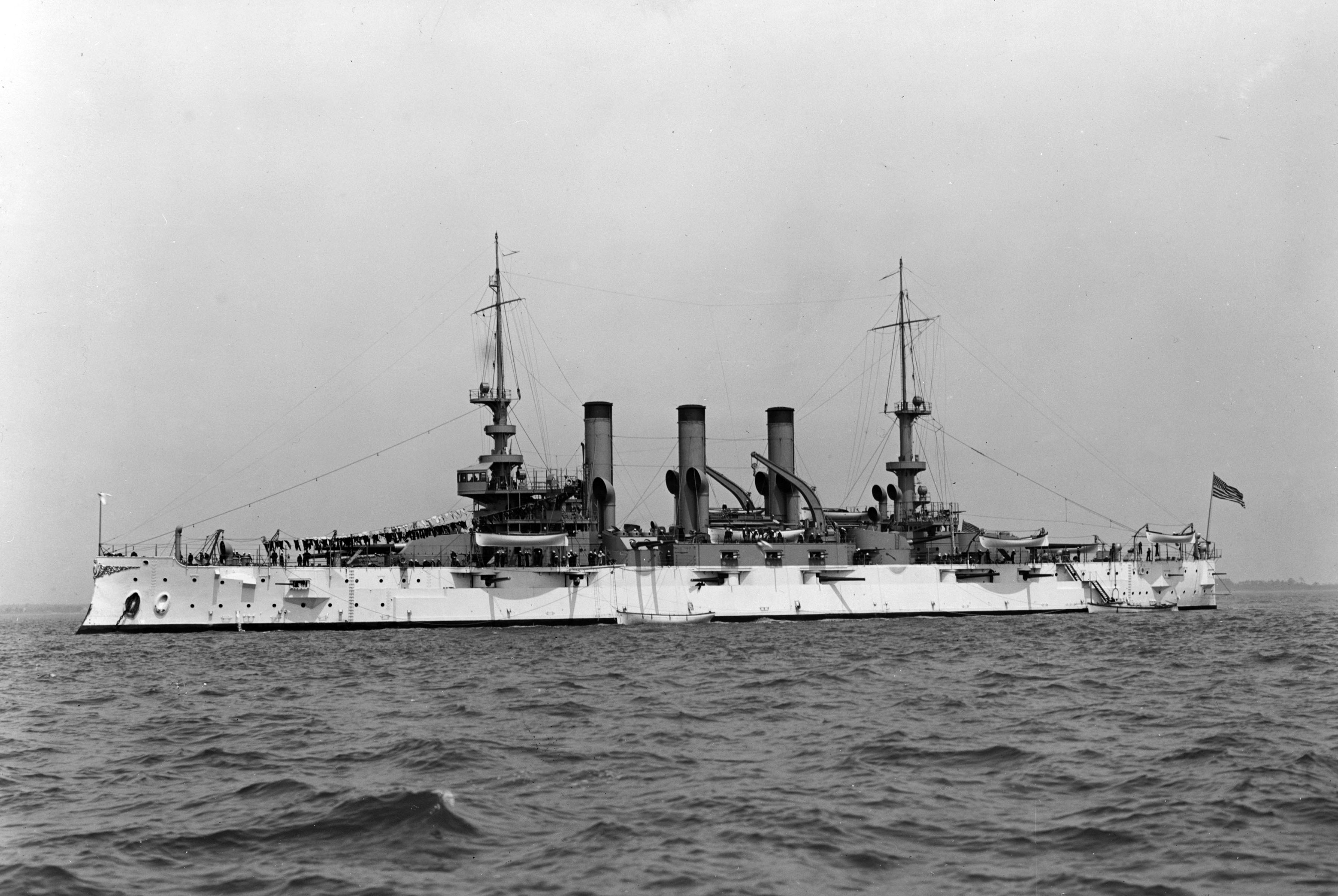
USS Minnesota (BB-22)
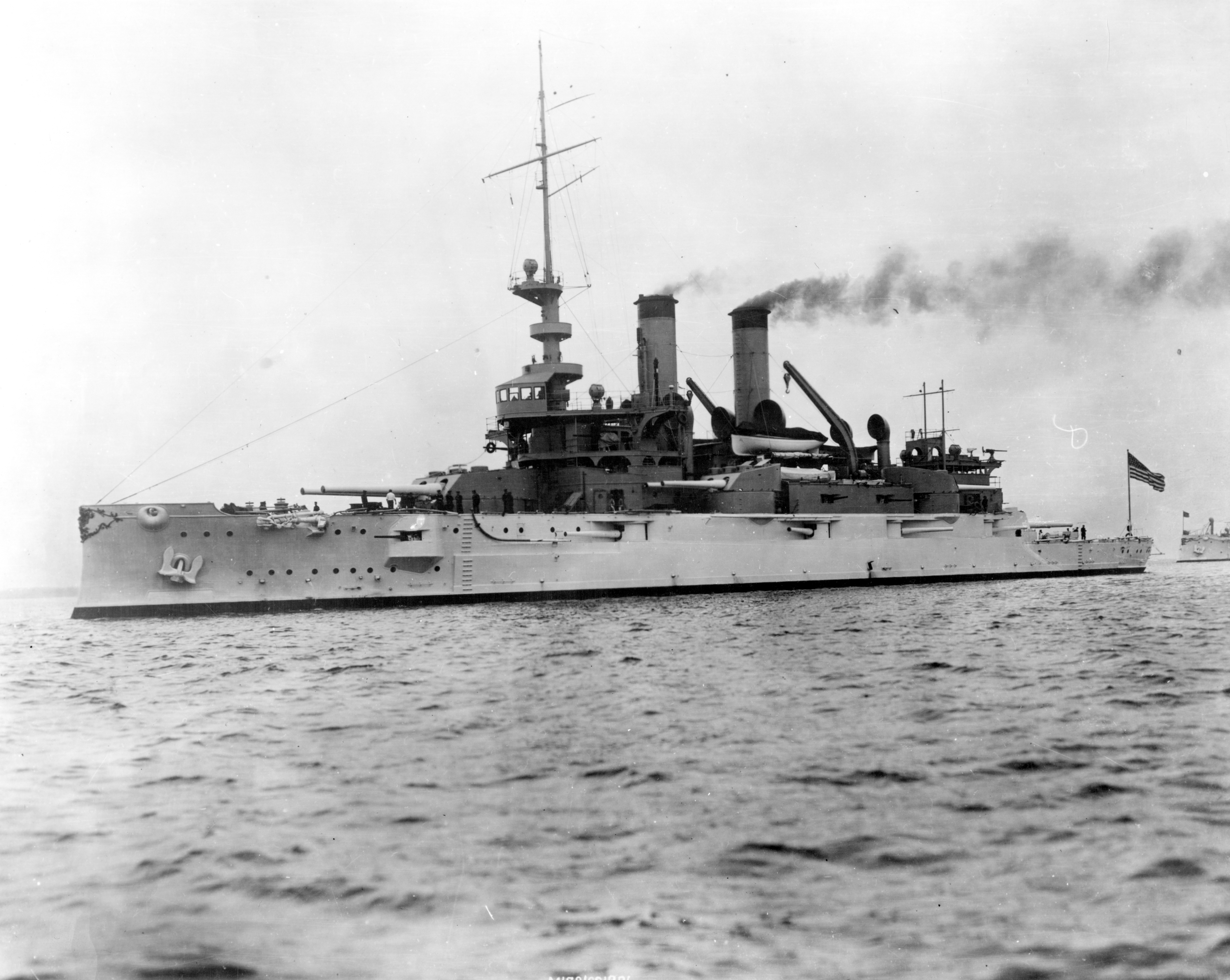
USS Mississippi (BB-23)